# Železniční trať Praha – České Budějovice
Železniční trať Praha – České Budějovice (v jízdním řádu pro cestující označená číslem 220) je součástí IV. tranzitního koridoru a patří tak mezi nejdůležitější železniční tratě v Česku. Její část z Prahy do Benešova je v jízdním řádu vyčleněna jako trať 221, úsek z Benešova do Olbramovic je spolu s tratí do Sedlčan uveden pod číslem 223. 
Trať byla postavena jako Dráha císaře Františka Josefa. Úsek z Prahy do Benešova a čtyřkilometrový úsek za Benešovem byl elektrizován v 70. letech 20. století trakční soustavou o napětí 3 kV stejnosměrně, zbytek trati od Benešova střídavou soustavou 25 kV 50 Hz. Většina trati je dvoukolejná, jednokolejné jsou už pouze úseky Ševětín – Chotýčany a Dobřejovice – Nemanice. Úsek z Prahy do Veselí nad Lužnicí byl zprovozněn v roce 1871, mezi Veselím a Českými Budějovicemi začaly vlaky jezdit v roce 1874. Od roku 2005 probíhá modernizace celé trati. V úsecích Votice – Sudoměřice u Tábora a Soběslav – Doubí u Tábora by mohlo jít od roku 2025 o první trať České republice s povolenou rychlostí 200 km/h.
Trať je nejvytíženější v oblasti pražské aglomerace. V prvním čtvrtletí roku 2024 byl nejvytíženější čtyřkolejný úsek Praha hlavní nádraží – Praha-Vršovice (druhý a třetí Vinohradský železniční tunel) s 530 vlaky za den, nejméně vytížený pak Votice – Chotoviny s 90 vlaky za den.

## Modernizace IV. tranzitního koridoru

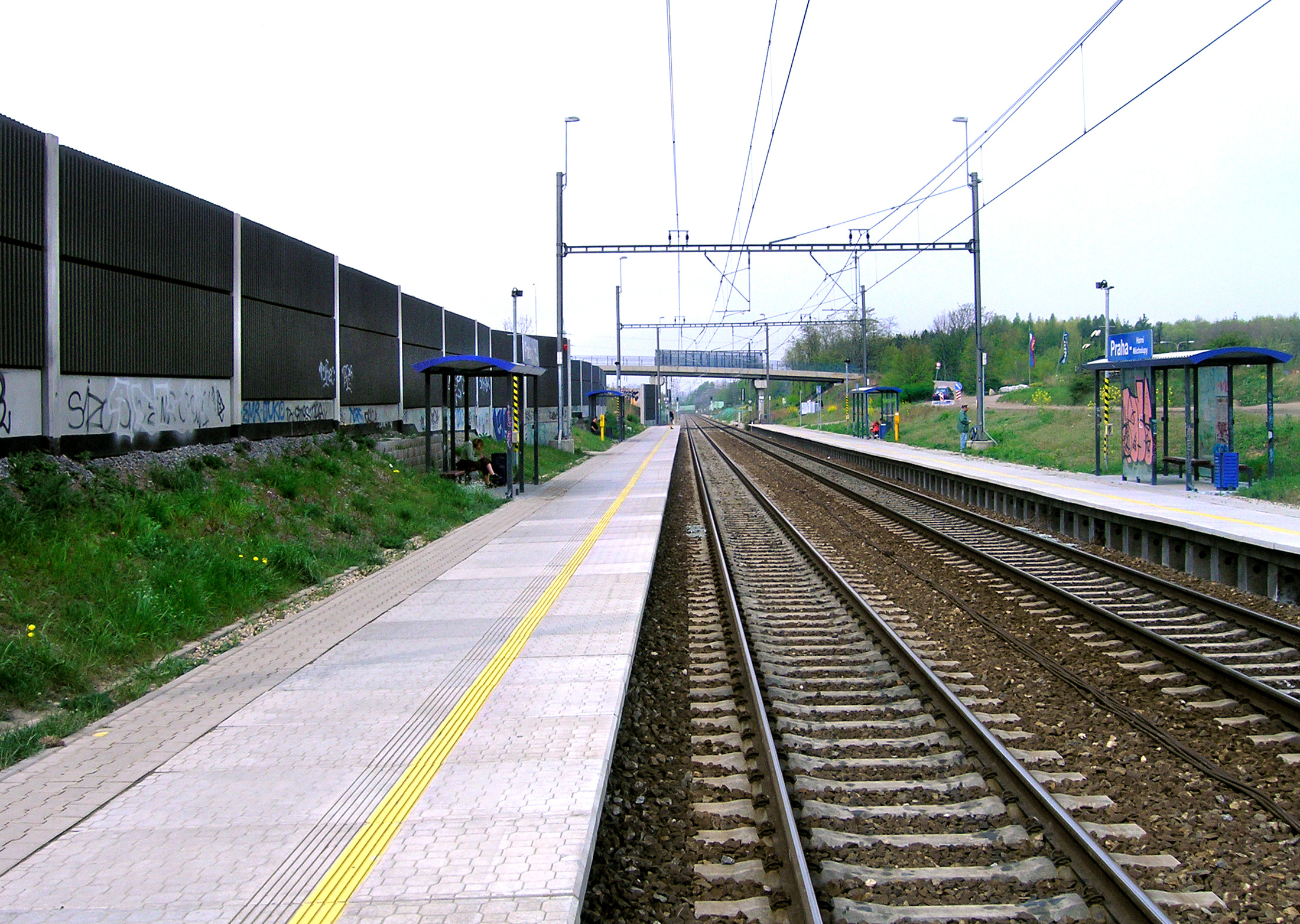
Železniční zastávka Praha-Horní Měcholupy

Od září 2005 probíhá kompletní rekonstrukce trati na IV. železničním koridoru. Rekonstrukce začala za stanicí Praha-Hostivař a postupovala směrem k Říčanům, první etapa oprav skončila ve Strančicích. Od roku 2008 probíhala rekonstrukce za stanicí Strančice směrem k Benešovu. V průběhu roku 2009 se počítalo i s opravou posledního úseku trati, a to mezi pražskou Hostivaří a hlavním nádražím, která se ovšem neuskutečnila a byla prováděna až od roku 2018.
Při kompletní rekonstrukci byly vyměněny koleje včetně pražců a podkladu, pod něhož byly umístěny antivibrační rohože, které by měly zmírnit hluk v okolí trati. Podél trati vznikly protihlukové zdi a valy. Zastávky a stanice byly kompletně opraveny, významnější stanice byly doplněny výtahy a upraveny pro bezbariérový přístup.
15. září 2009 byla dokončena dva roky trvající rekonstrukce 12 km dlouhého úseku Tábor – Doubí u Tábora. Trať byla zdvoukolejněna, zabezpečovací zařízení modernizováno, traťová rychlost byla zvýšena na 110 km/h, pro naklápěcí vlaky na 160 km/h, stanice a zastávky byly zrekonstruovány a vznikla také nová zastávka Tábor-Čápův Dvůr.
15. března 2010 byla zahájena rekonstrukce úseku Benešov u Prahy – Votice, při níž byla trať zdvoukolejněna a na několika místech přeložena, čímž byla traťová rychlost zvýšena na 160 km/h. Současně je modernizováno zabezpečovací zařízení a stanice a jsou budovány protihlukové stěny. Výhybna Tomice a nádraží Bystřice u Benešova byly nahrazeny zastávkami.
30. listopadu 2011 byla otevřena asi dvoukilometrová přeložka trati u Votic, díky níž byla trať zkrácena o 122 m. Na této přeložce jsou dva tunely, Votický tunel o délce 590 metrů a Olbramovický tunel o délce 480 metrů, dva mosty a tři propustky. Traťová rychlost v úseku se zvýšila ze 100 na 150 km/h, pro naklápěcí vlaky až na 160 km/h. Stavba trvala přes dva roky.
V úseku mezi Benešovem a Voticemi byly vybudovány další přeložky a tunely, Zahradnický tunel o délce 1044 metrů, Tomický tunel I o délce 324 m a Tomický tunel II o délce 252 metrů. Všech pět nových tunelů bylo v srpnu 2012 zprovozněno. Celá stavba úseku Benešov u Prahy – Votice byla dokončena do konce roku 2013. Po napřímení trati se objevila na přelomu let 2015/2016 myšlenka využít starou trasu pro vybudování cyklostezky z votického nádraží k olbramovickému a dále do Bystřice. Jejím smyslem by kromě rekreace byla i snazší individuální doprava k olbramovické stanici, kde staví i rychlíky.
V letech 2018–2021 proběhla modernizace úseku Praha-Vršovice (včetně) – Praha-Hostivař (mimo), v rámci které došlo k modernizaci stanice Praha-Vršovice (například přestavba nástupišť, prodloužení podchodu směrem k náměstí Bratří Synků), vybudování nového čtvrtého nástupiště, zároveň je trať do Hostivaře vedena přeložkou přes bývalé seřaďovací nádraží mimo zastávku Praha-Strašnice zastávka, která byla zrušena s příchodem jízdního řádu 2020/2021. Místo ní byla zřízena nová zastávka Praha-Eden a 24. září 2021 došlo ke zprovoznění stanice Praha-Zahradní Město. Nová trať je v celém úseku čtyřkolejná. Na opuštěném úseku trati chce Praha vybudovat Drážní promenádu. V letech 1958–1964 byl v Praze mezi tratěmi 210 a 221 vybudován nákladový obchvat hlavního města, železniční jižní spojka. Mosty této jižní spojky v ulici V Korytech jsou opravovány společně s hlavní tratí.
Od 1. května 2018 zároveň probíhá stavba přeložky v úseku Sudoměřice u Tábora – Votice, která vede téměř celá v nové trase. Namísto původních stanic a zastávek byly zřízeny nové zastávky stejných jmen v posunuté poloze a nová stanice Červený Újezd u Votic. Trať je nově dvojkolejná a vede po čtyřech mostních estakádách a dvěma tunely. Celková délka nového úseku je 17 km, přeložkami došlo ke zkrácení o 2 km. Na tomto úseku bude po zavedení ETCS rychlost zvýšena na 170 km/h, pro vlaky s naklápěcí skříní až 200 km/h.
Dne 11. ledna 2021 Evropská komise schválila dotaci 160 milionů eur na modernizaci úseku Sudoměřice u Tábora – Votice. Vzhledem k problémům výstavby tunelu Mezno a úprav projektu (zvýšení rychlosti až na 200 km/h) došlo ke zdržení stavby. Provoz na původním úseku trati skončil 2. dubna 2022. Nová trať byla částečně zprovozněna začátkem července 2022. V září téhož roku došlo ke zprovoznění obou kolejí. Práce by měly být ukončeny v roce 2023.
Stará trať měla být původně snesena, ale dle dohody mezi Správou železnic a spolkem obcí Mikroregion Voticko by na ní měly vzniknout cyklostezky a in-line dráhy. V Heřmaničkách bude na místě původního nádraží vytvořena nová náves, v Ješeticích pak odpočinková zóna. Ve Střezimíři byl prostor původního nádraží a části původní trati směrem k Táboru zachován a vznikne zde dráha pro historické drezíny a v nádražní budově železniční muzeum, dále pak cyklotrasy, které budou propojeny se stávajícími a Greenways Praha–Vídeň.
V letech 2018–2020 došlo k rekonstrukci úseku Dynín – Ševětín, v rámci níž proběhla výměna kolejí na dvoukolejném úseku, rekonstrukce kolejiště stanice Dynín, která přestala sloužit pro cestující a na jejím zhlaví byla zřízena zastávka Dynín zastávka. Došlo také k mírnému posunutí zastávky Neplachov.
Od září 2019 probíhala stavba přeložky Soběslav – Doubí u Tábora, která vede v celém úseku v nové stopě podél dálnice D3, původní zastávka Doubí u Tábora a stanice Roudná byly zrušeny a nahrazeny novými zastávkami Doubí u Tábora a Myslkovice. Na trase se nachází Zvěrotický tunel, dvě estakády a přes trať je též převeden biokoridor. Provoz na tomto úseku byl zahájen 11. září 2022. Úsek je postaven na rychlostní maximum 185 km/h pro normální soupravy a 200 km/h pro naklápěcí soupravy.

## Osobní doprava
Pravidelné osobní vlaky jsou v úseku Praha – Benešov u Prahy (úsek Čerčany – Benešov u Prahy integrován od 1. dubna 2017) integrovány do systému Pražské integrované dopravy (PID). Linka Praha hlavní nádraží – Benešov u Prahy měla od prosince 2002 v rámci Metropolitních linií neformálně přiděleno označení S2, které však na starých elektrických jednotkách nebylo využíváno. Od prosince 2007 v rámci systému Esko má linka Praha hlavní nádraží – Benešov u Prahy označení S9. Od prosince 2008 byla zavedena na trati druhá linka systému Esko, S29 Praha-Vysočany – Strančice, která byla od prosince 2010 začleněna do linky S9. Od prosince 2011 byly vybrané spoje linky S9 prodlouženy až do stanice Praha-Horní Počernice, od prosince 2014 pak některé spoje do Čelákovic a od prosince 2015 až do Lysé nad Labem.
V letech 2016–2018 jezdily mezi Prahou a Benešovem v pracovní dny v dvouhodinovém intervalu též spěšné vlaky společnosti ARRIVA, které byly provozovány na komerční riziko a neplatil v nich tarif PID. Od prosince 2018 byly částečně nahrazeny spěšnými vlaky ČD linky R49 v závazku veřejné služby, které však jezdí pouze ve špičkách. Vlaky ARRIVA byly vedeny motorovými jednotkami 845, spěšné vlaky ČD jsou vedeny lokomotivami 163 do GVD 2023/2024 s vozy Bdt v pracovní dny a Bdmtee o víkendu od GVD 2024/2025 celotýdenně s vozy Bdmtee.
Provoz osobních vlaků mezi Prahou a Benešovem je zajišťován jednotkami řady 471. Základ taktu příměstských vlaků na trati je 30 minut (mimo nedělního dopoledne v úseku Strančice – Benešov u Prahy, kde je tou dobou interval šedesátiminutový), ve špičkách pracovních dnů je mezi Prahou a Říčany interval zkrácen na 15 minut.
Po trati jezdí i rychlíková linka Praha – Benešov u Prahy – Tábor – České Budějovice, ve smlouvě o závazku veřejné služby označovaná jako R17 (v letech 2009–2011 R7, v kapesních jízdních řádech ČD v letech 2011–2018 jako D10) a expresní vlaky Praha – Tábor – České Budějovice – (Linz/Český Krumlov) označované jako linka Ex7. Rychlíky jsou zpravidla vedeny lokomotivami 362, soupravy byly do JŘ 2020/2021 tvořeny převážně staršími rychlíkovými vozy řad B249 (popřípadě Bee243), BDs449 a A149, popřípadě modernizovanými vozy Bbdgmee236, Bee238 či Bdpee231. Od JŘ 2021/2022 jsou na rychlíky postupně nasazovány zejména modernizované vozy, doplněné staršími vozy 2. třídy řad Bee243, B209 (přeznačený vůz první třídy) a B249. Expresy jsou zpravidla vedeny lokomotivami 380 s modernizovanými vozy Bdpee, Bmz226 a ARmpee829, ve vytížených časech též mohou být doplněny staršími vozy.

## Tarif
Kromě tarifu Českých drah je možné v úseku Praha – Benešov u Prahy – Mezno využít v zastávkových vlacích vybrané druhy jednotlivých jízdenek a předplatní jízdenky Pražské integrované dopravy. Na nástupištích všech stanic úseku Praha – Benešov u Prahy jsou umístěny žluté označovací automaty, označení jízdenek v ostatních stanicích zatím není možné, nicméně lze koupit jízdenku PID v pokladně i ve vlaku. V úseku Tábor – Planá nad Lužnicí je možné využít tarif Integrovaného dopravního systému Táborska. V úseku Ševětín – České Budějovice je od roku 2017 zaveden též tarif integrovaného dopravního systému Jihočeského kraje.

## Navazující tratě

### Benešov u Prahy
- Železniční trať Benešov u Prahy – Trhový Štěpánov

### Olbramovice
- Železniční trať Olbramovice–Sedlčany

### Tábor
- Železniční trať Tábor–Ražice
- Železniční trať Tábor–Bechyně
- Železniční trať Tábor – Horní Cerekev

### Veselí nad Lužnicí
- Železniční trať Havlíčkův Brod – Veselí nad Lužnicí
- Železniční trať České Velenice – Veselí nad Lužnicí

### České Budějovice
- Železniční trať Plzeň – České Budějovice
- Železniční trať České Budějovice – Černý Kříž
- Železniční trať České Budějovice – Summerau
- Železniční trať České Budějovice – Gmünd

## Stanice a zastávky

### Praha
V závorce jsou uvedena tarifní pásma systému Pražské integrované dopravy.

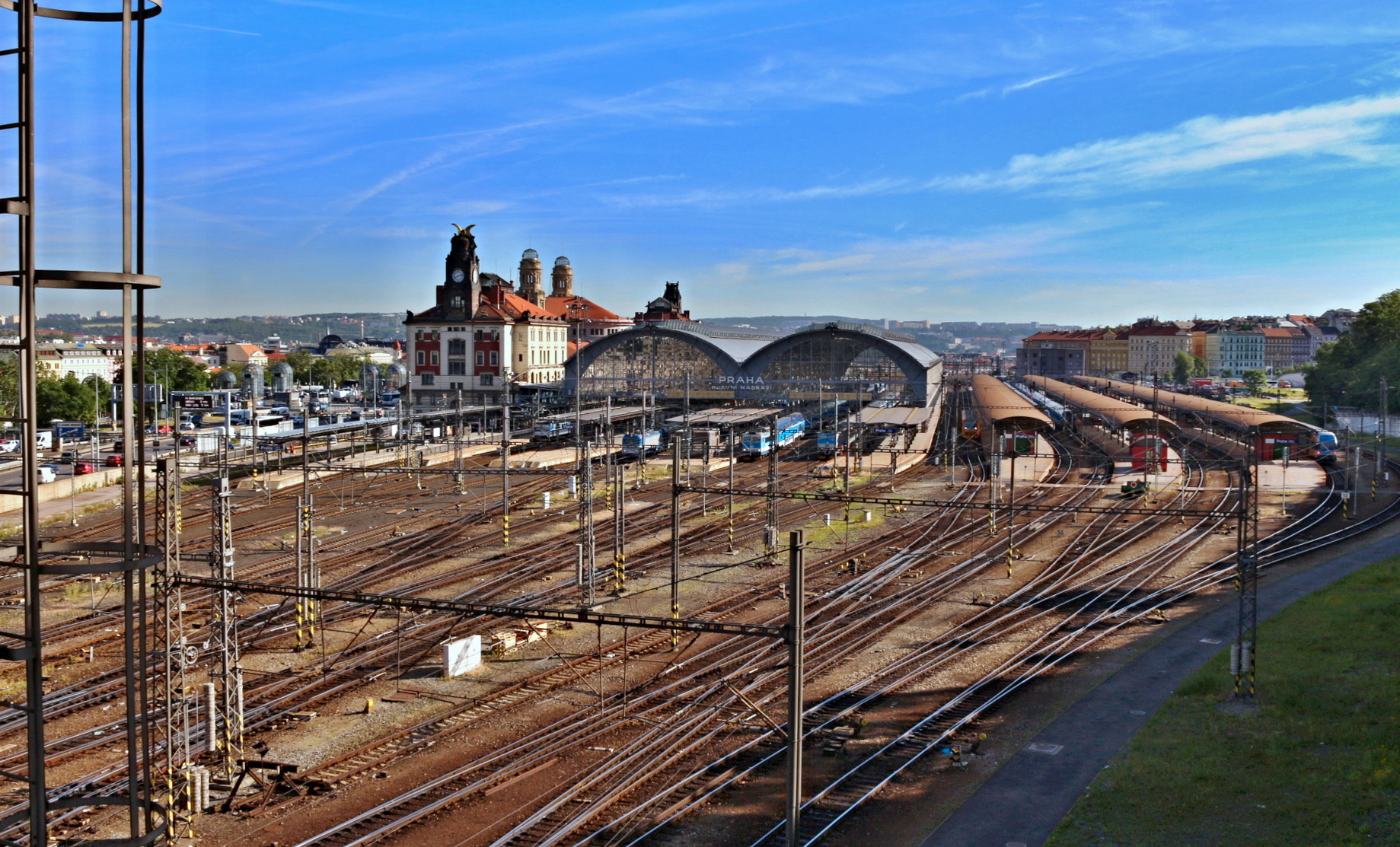
stanice Praha hlavní nádraží (pásmo P)
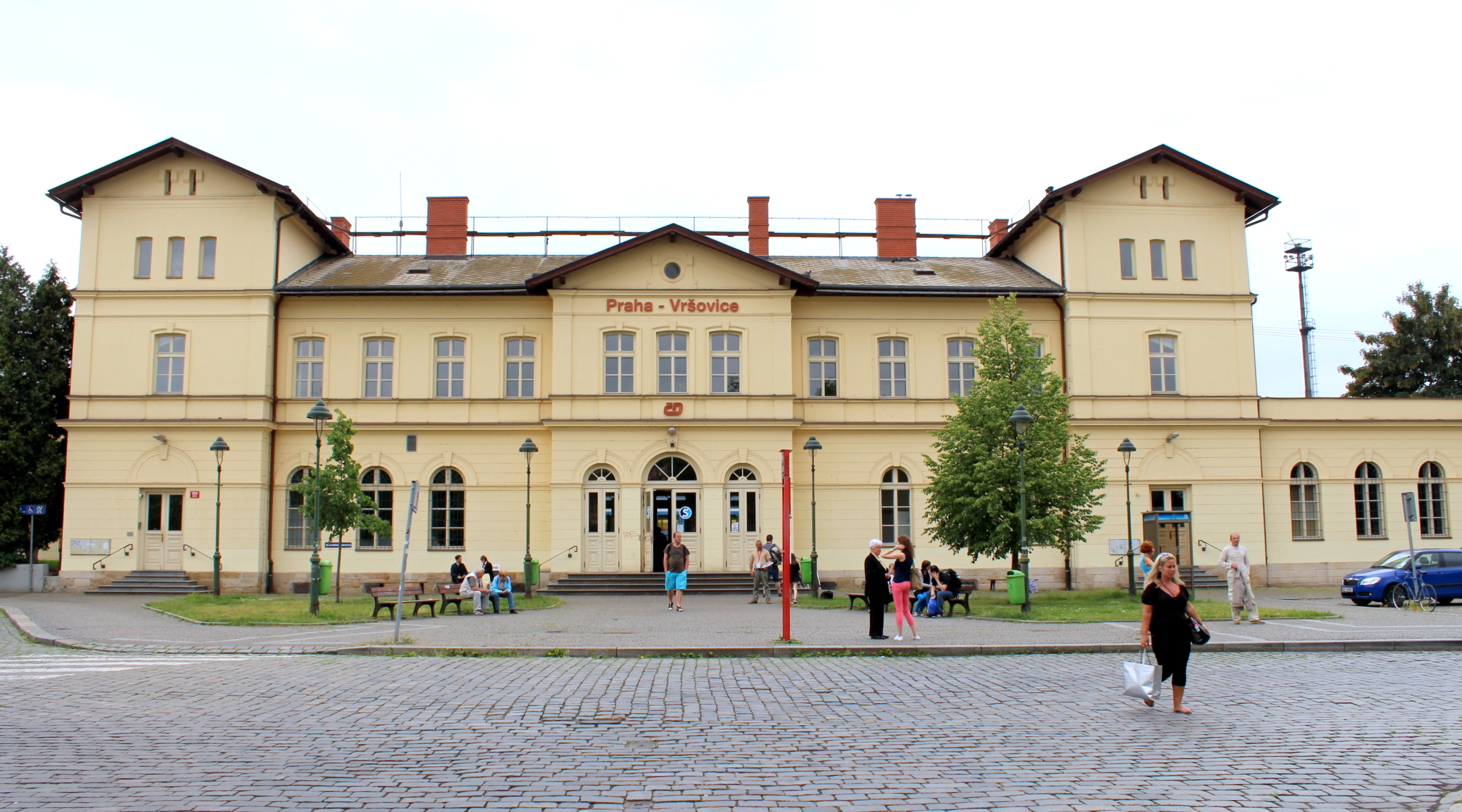
stanice Praha-Vršovice (pásmo P)
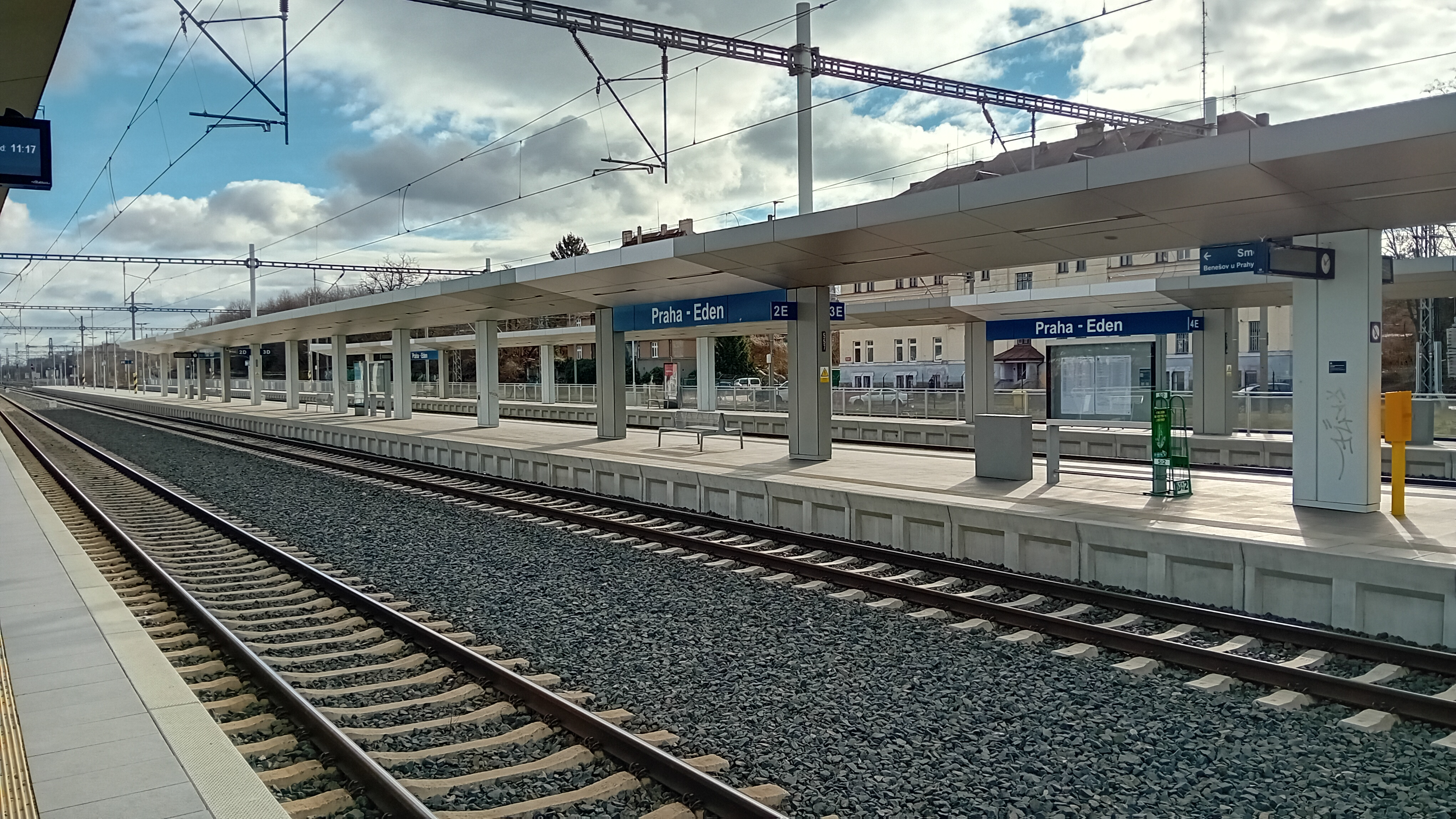
zastávka Praha-Eden (pásmo 0)
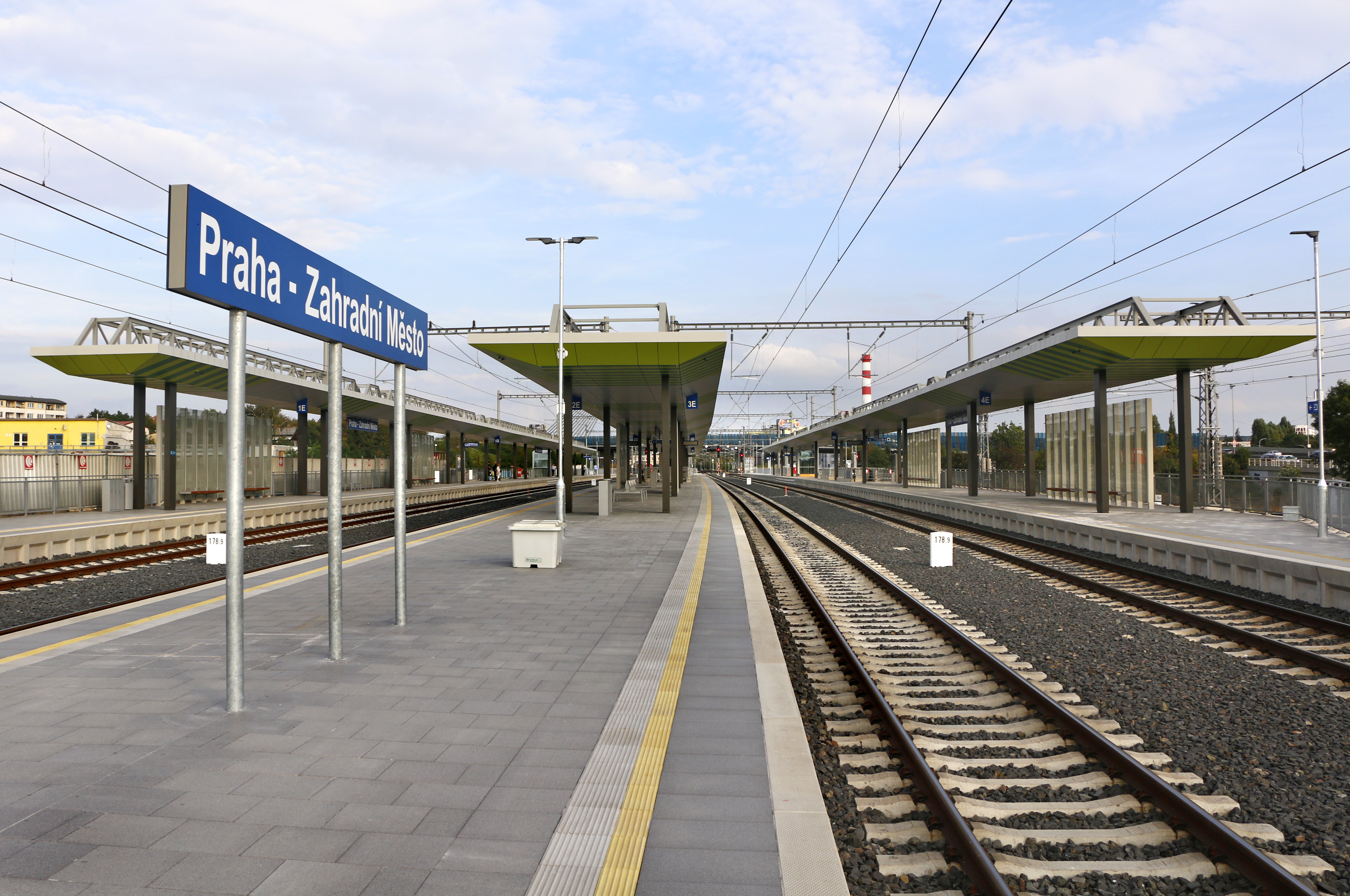
stanice Praha-Zahradní Město (pásmo 0)
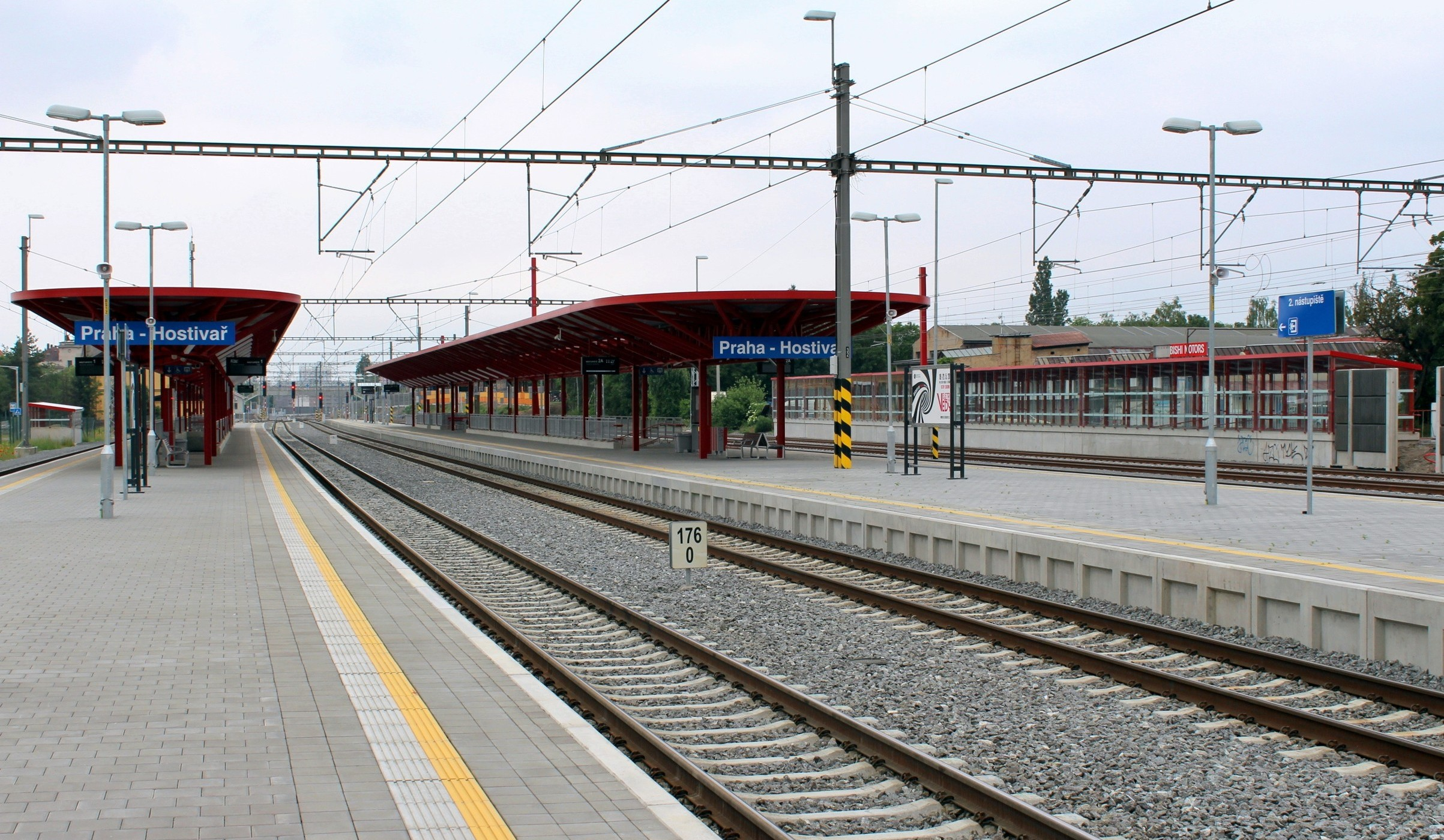
stanice Praha-Hostivař (pásmo 0)
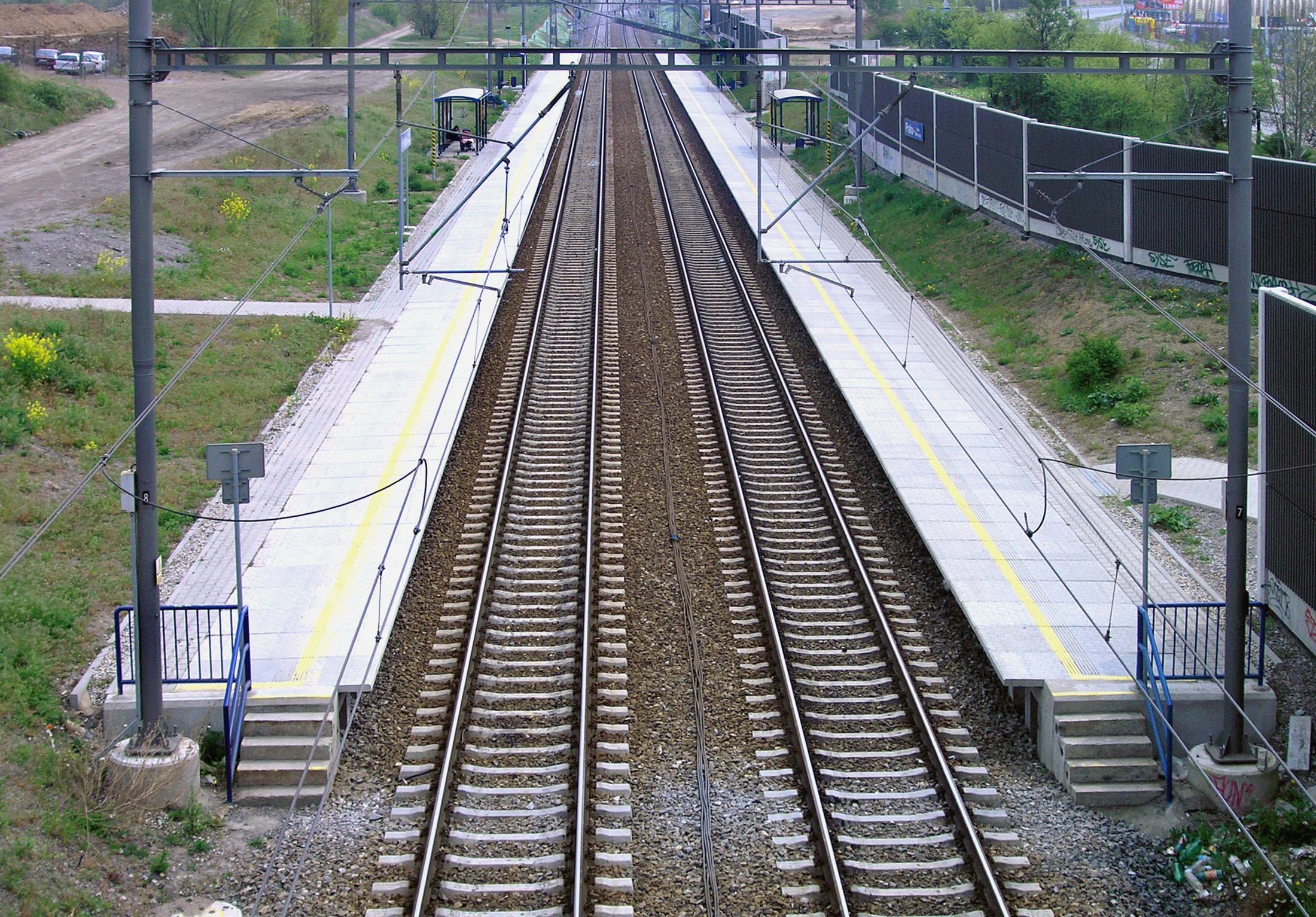
zastávka Praha-Horní Měcholupy (pásmo B)
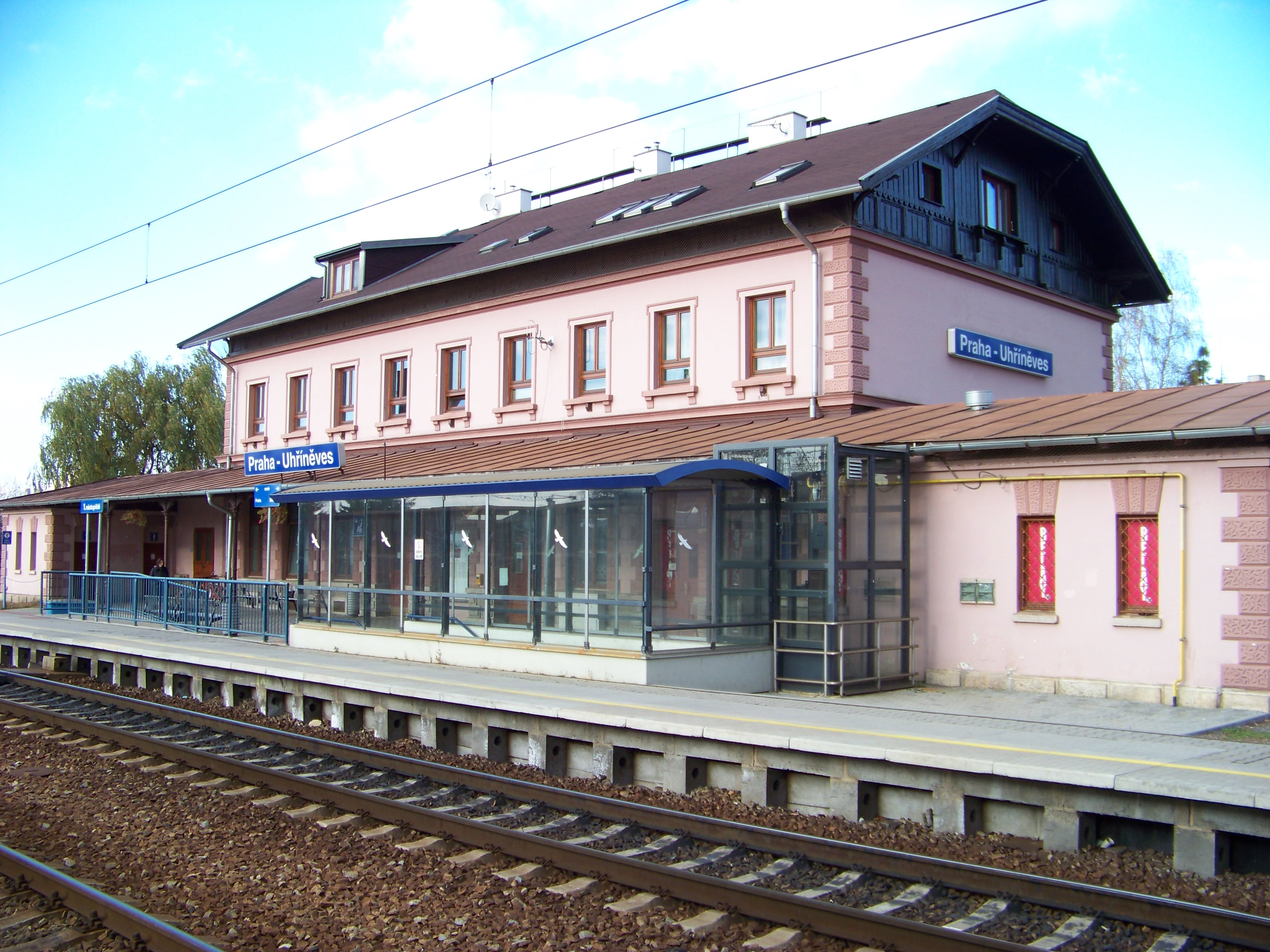
stanice Praha-Uhříněves (pásmo B)
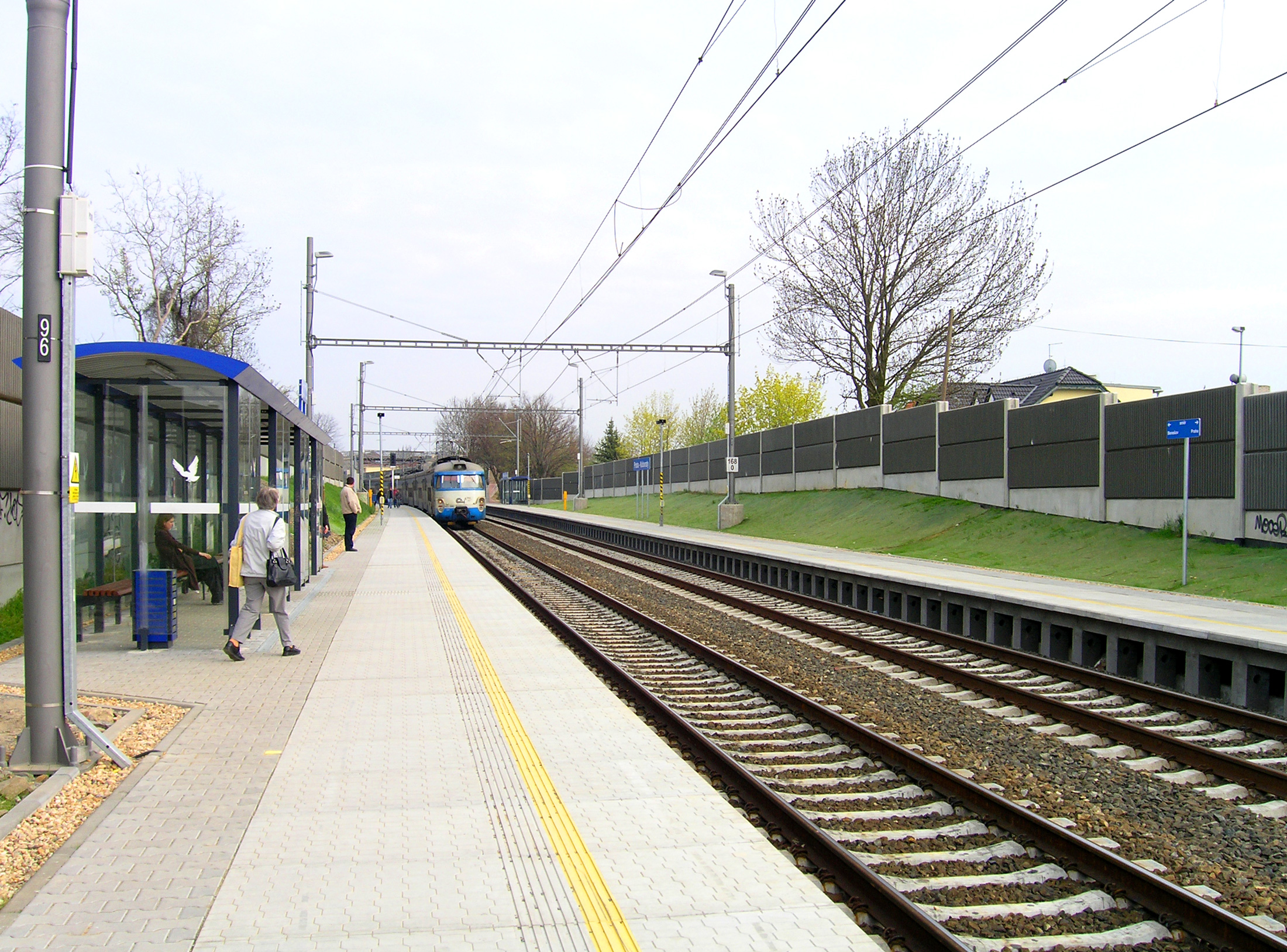
zastávka Praha-Kolovraty (pásmo B)

### Středočeský kraj
V závorce jsou uvedena tarifní pásma systému Pražské integrované dopravy.

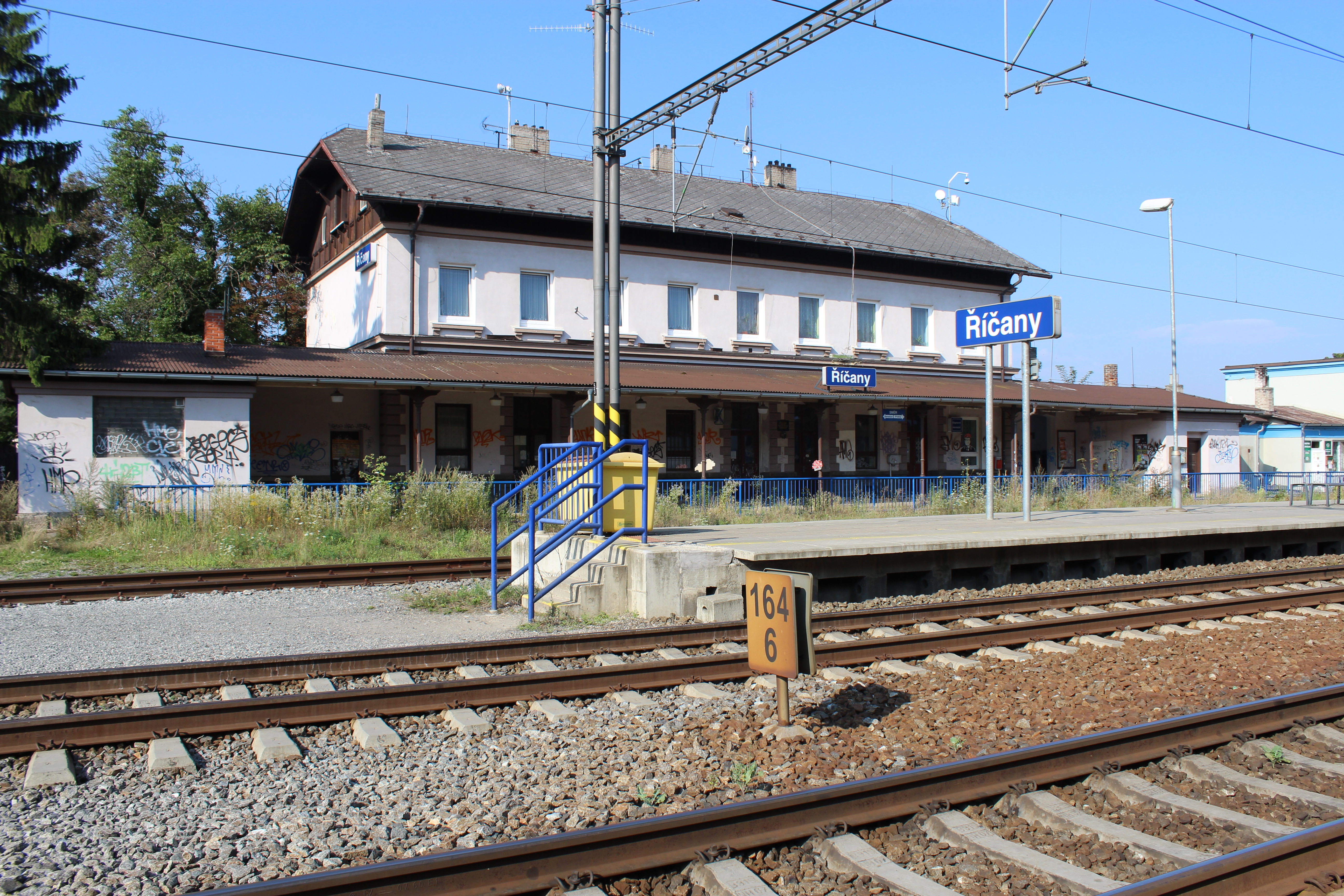
stanice Říčany (pásmo 1)
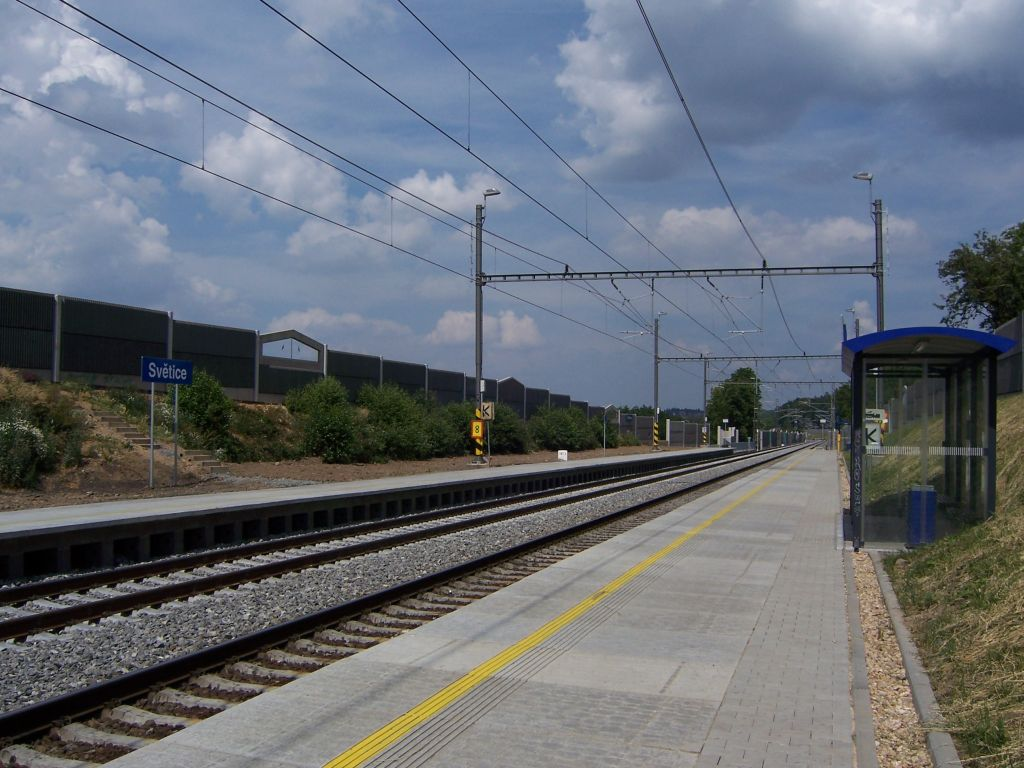
zastávka Světice (pásmo 1)
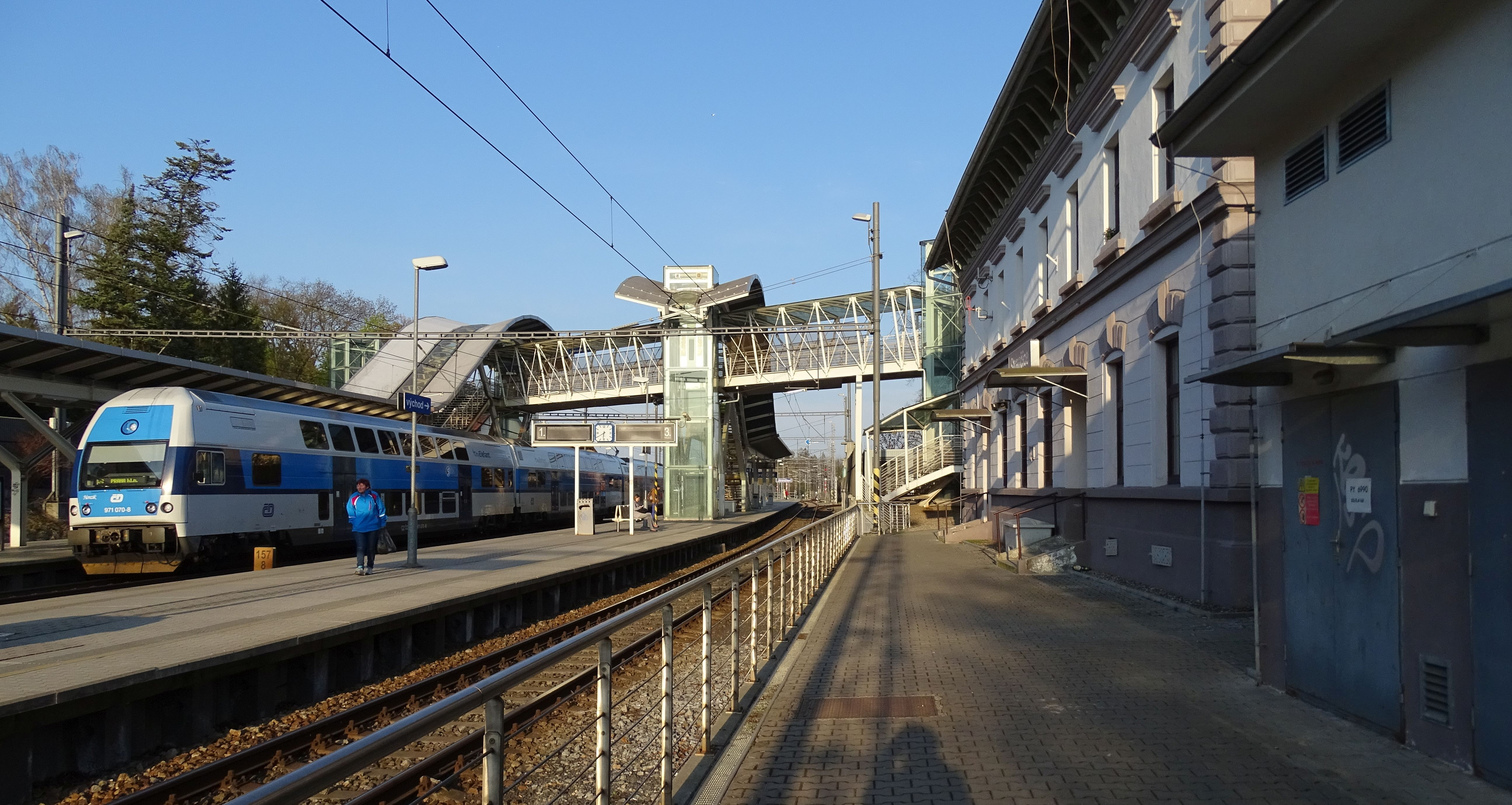
stanice Strančice (pásmo 1)
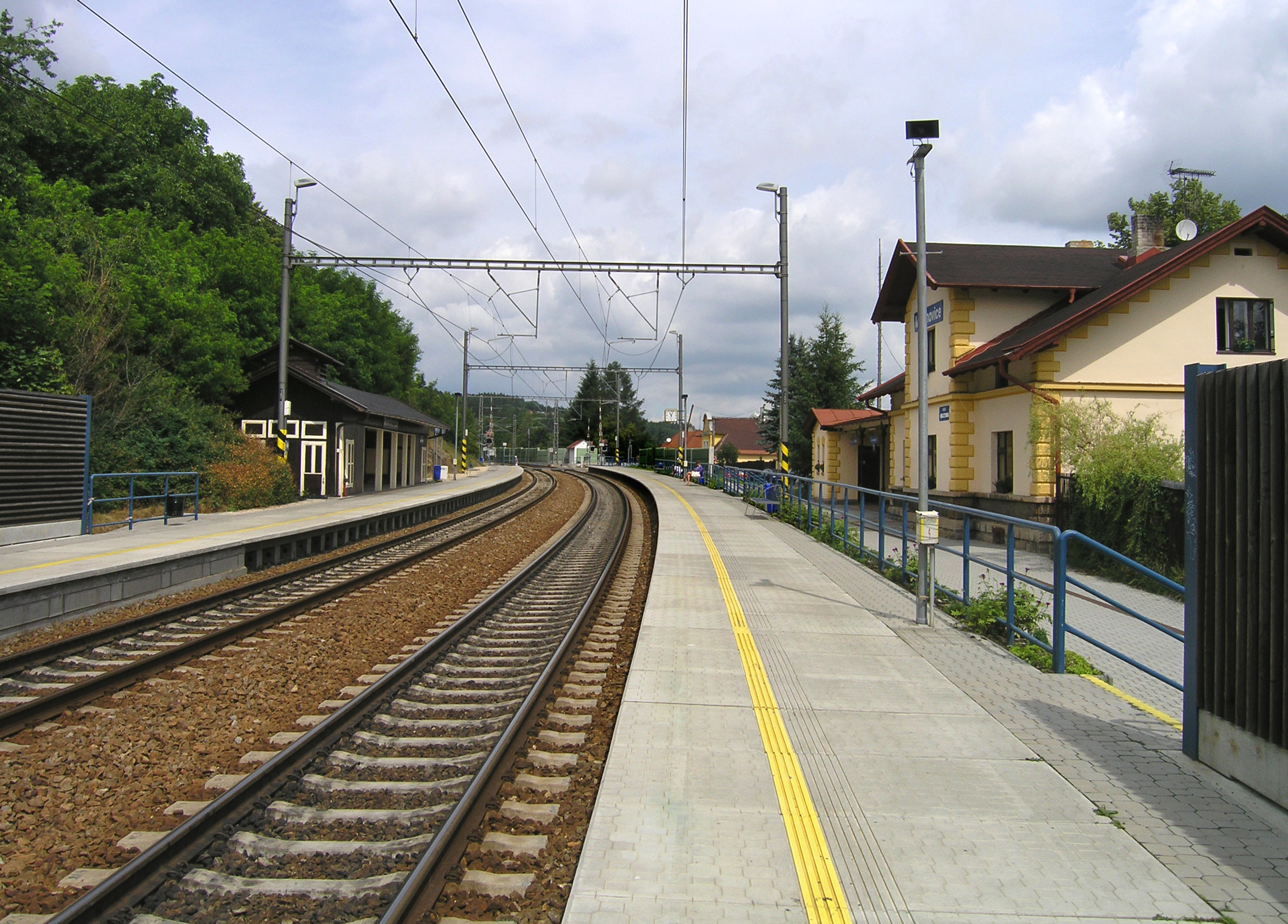
zastávka Mnichovice (pásmo 2)
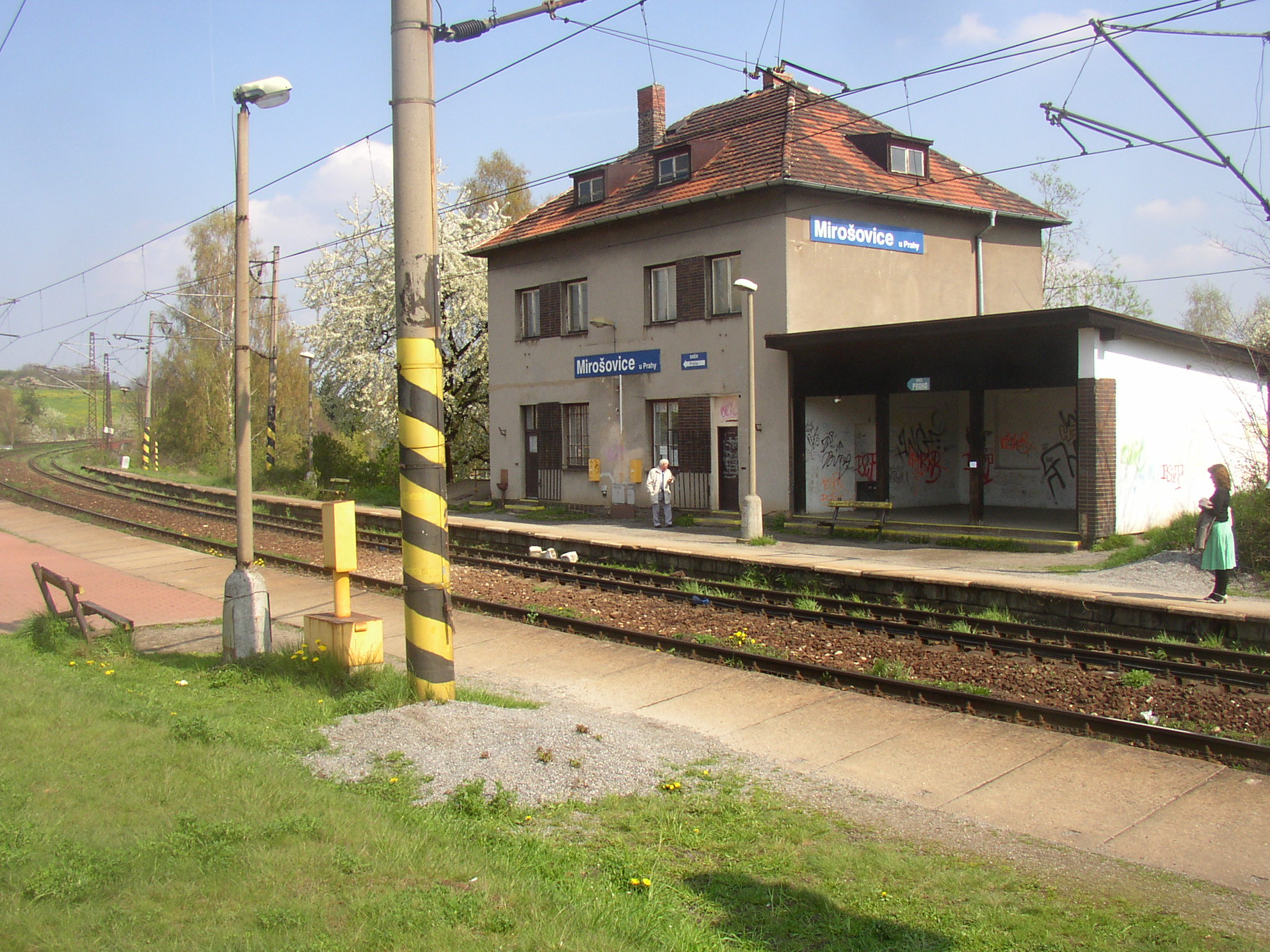
zastávka Mirošovice u Prahy (pásmo 2)
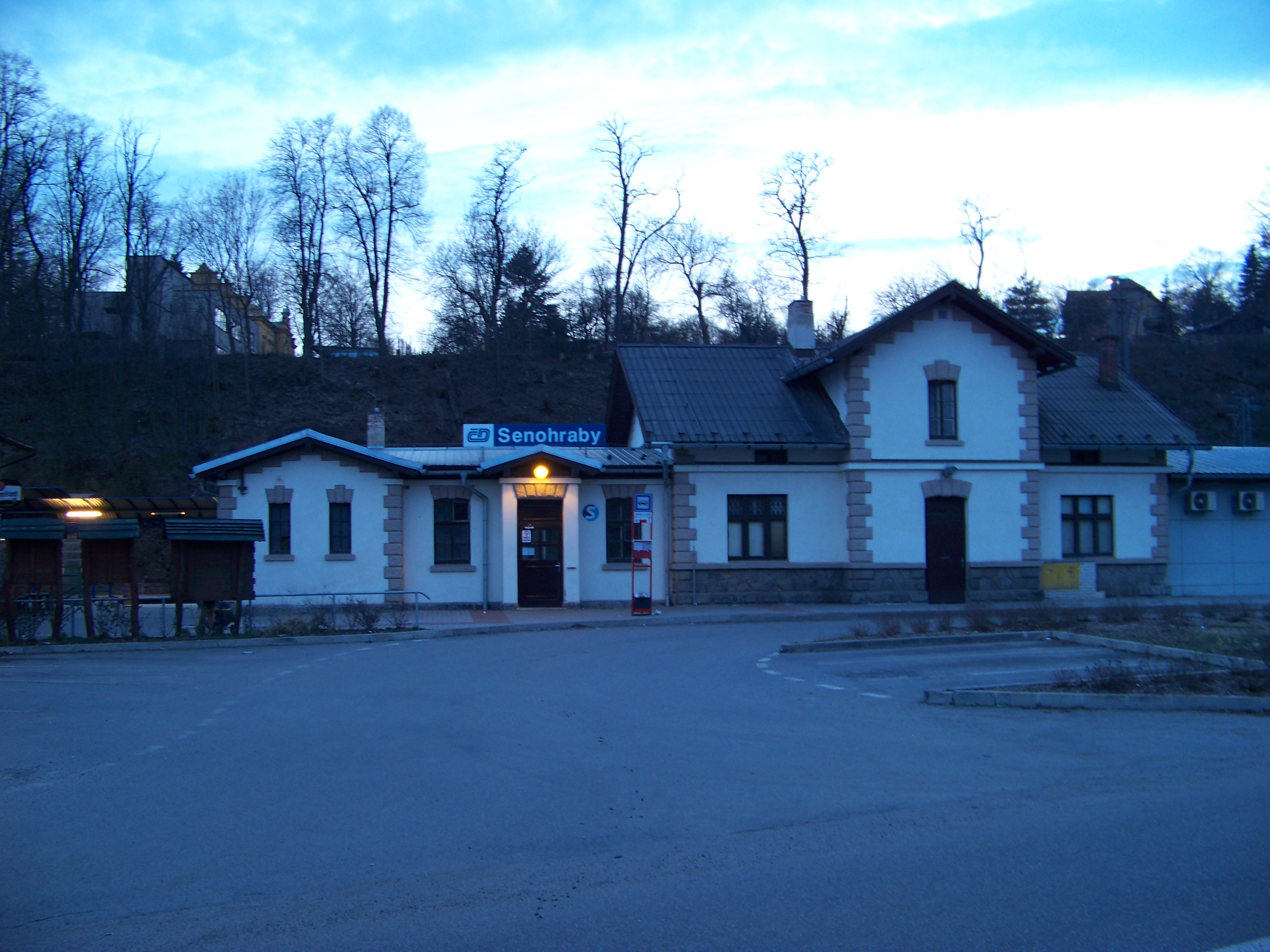
stanice Senohraby (pásmo 3)
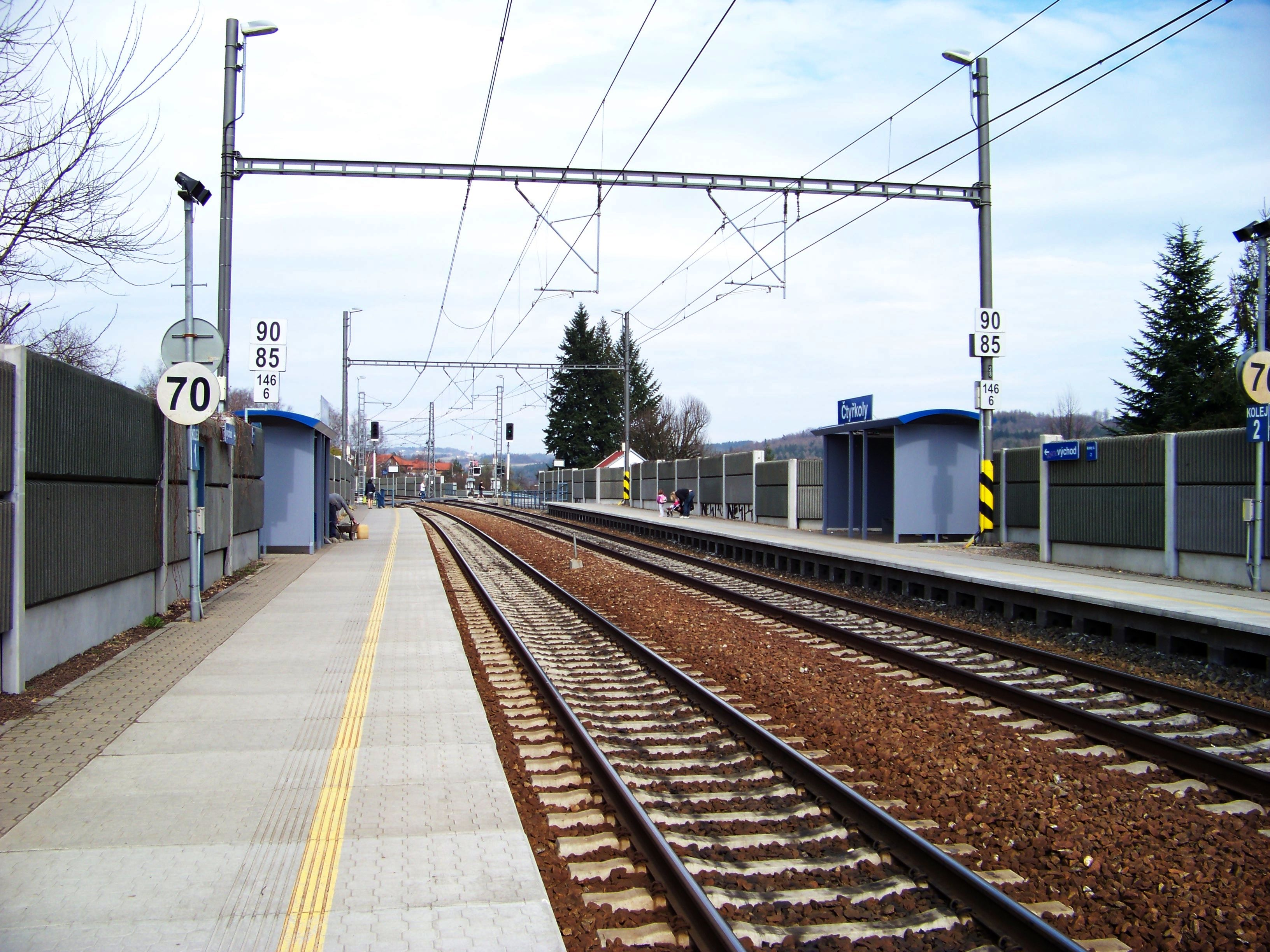
zastávka Čtyřkoly (pásmo 3)
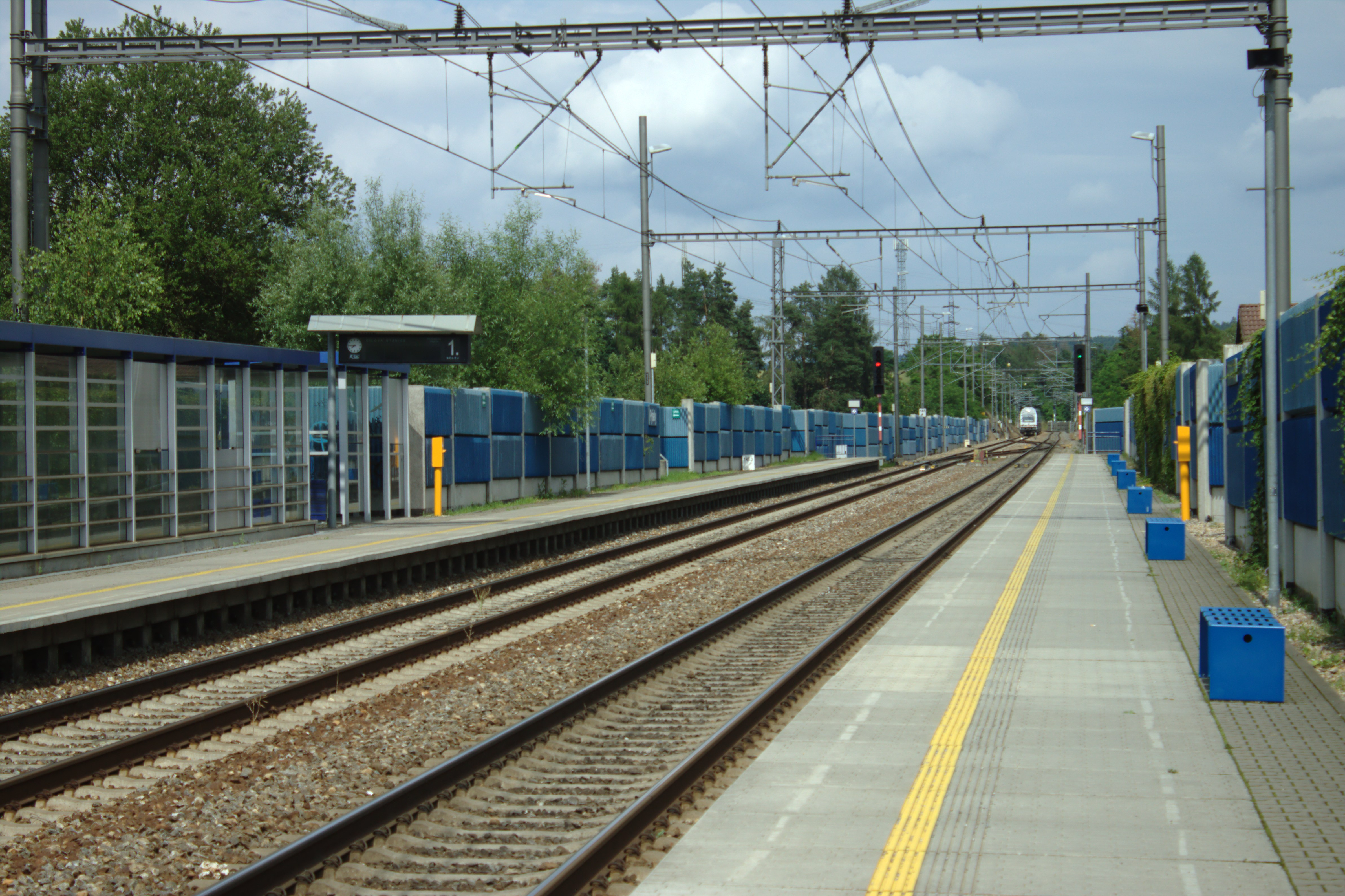
zastávka Pyšely (pásmo 4)
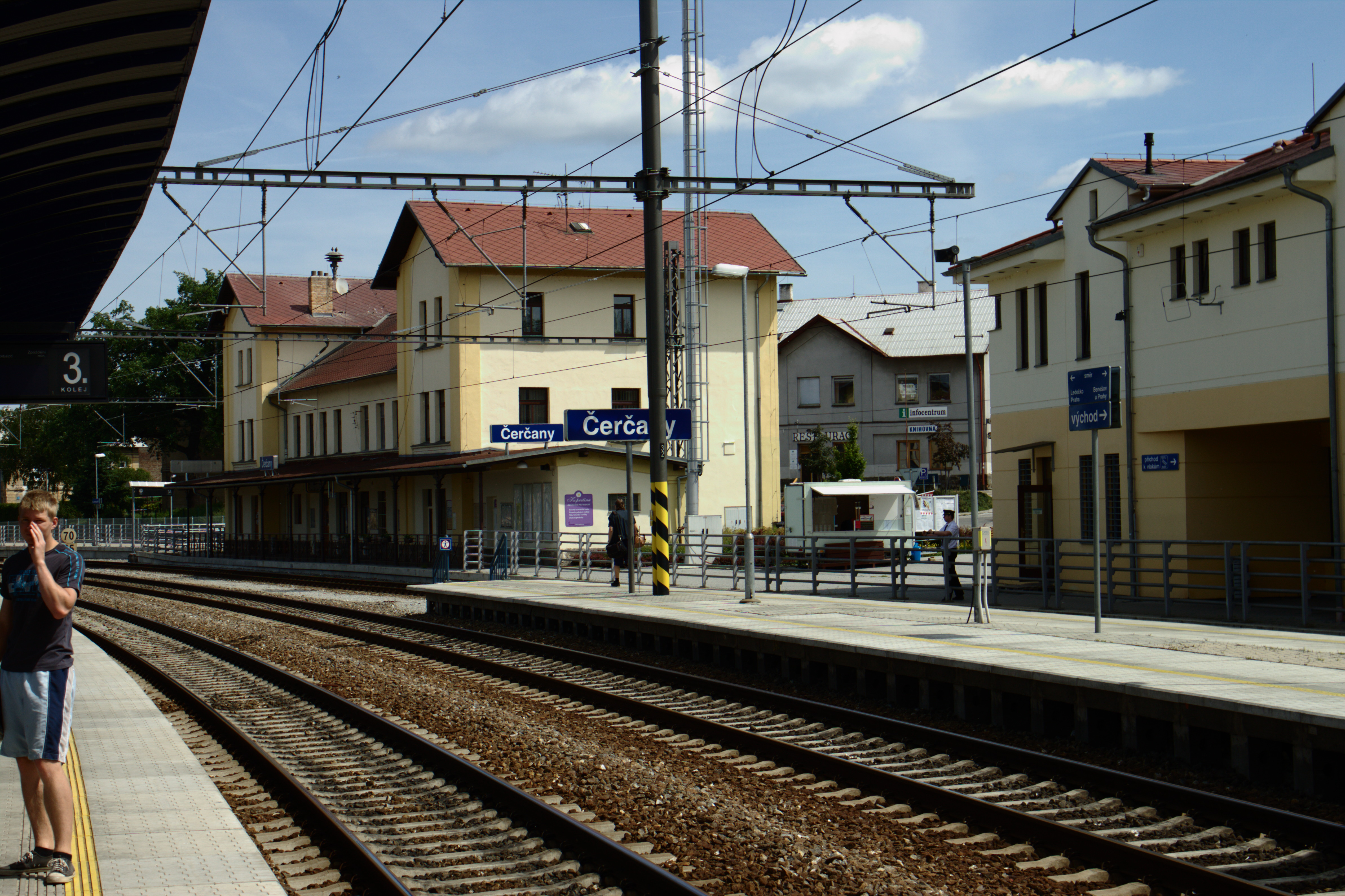
stanice Čerčany (pásmo 4)
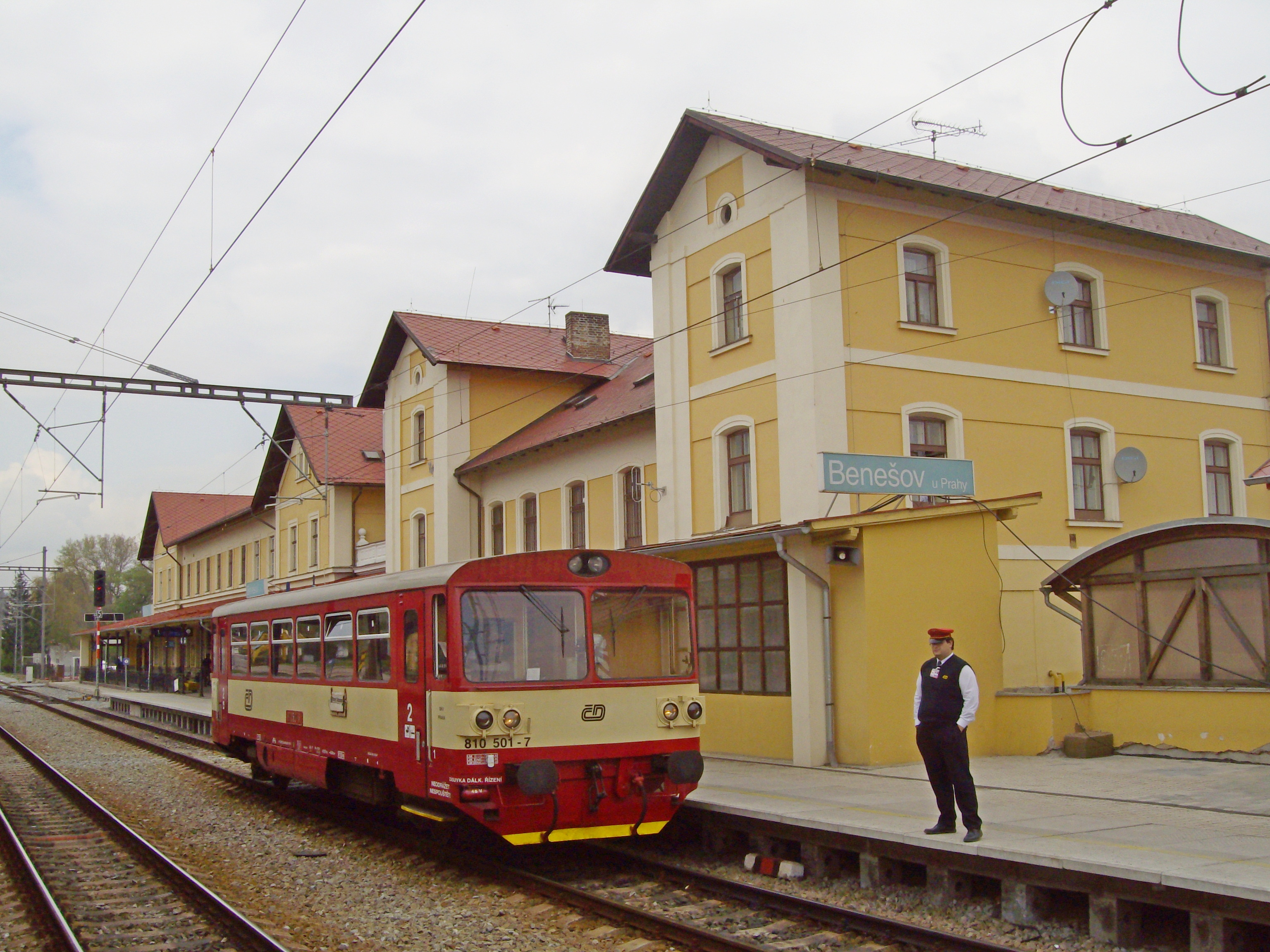
stanice Benešov u Prahy (pásmo 5)
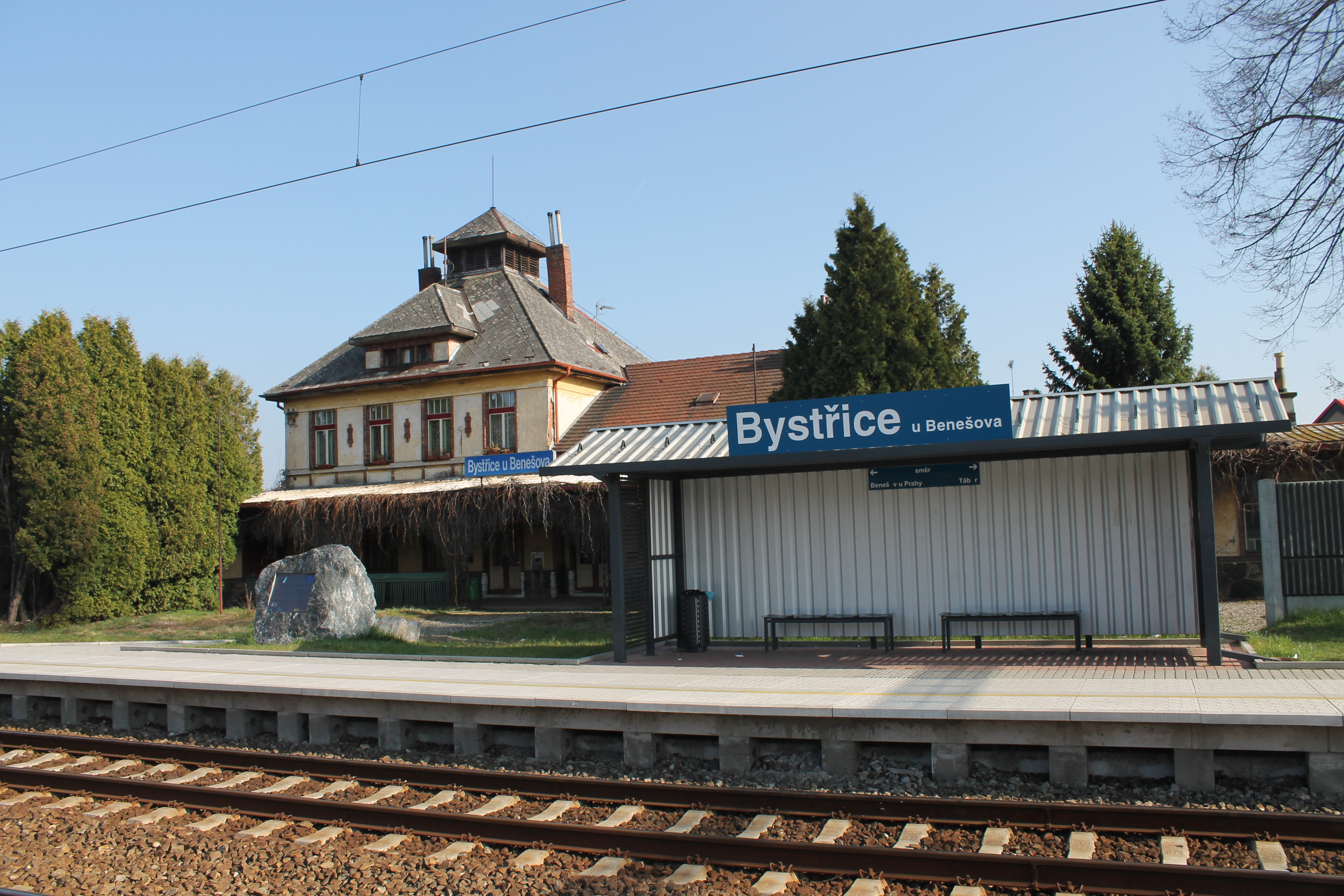
zastávka Bystřice u Benešova (pásmo 6)
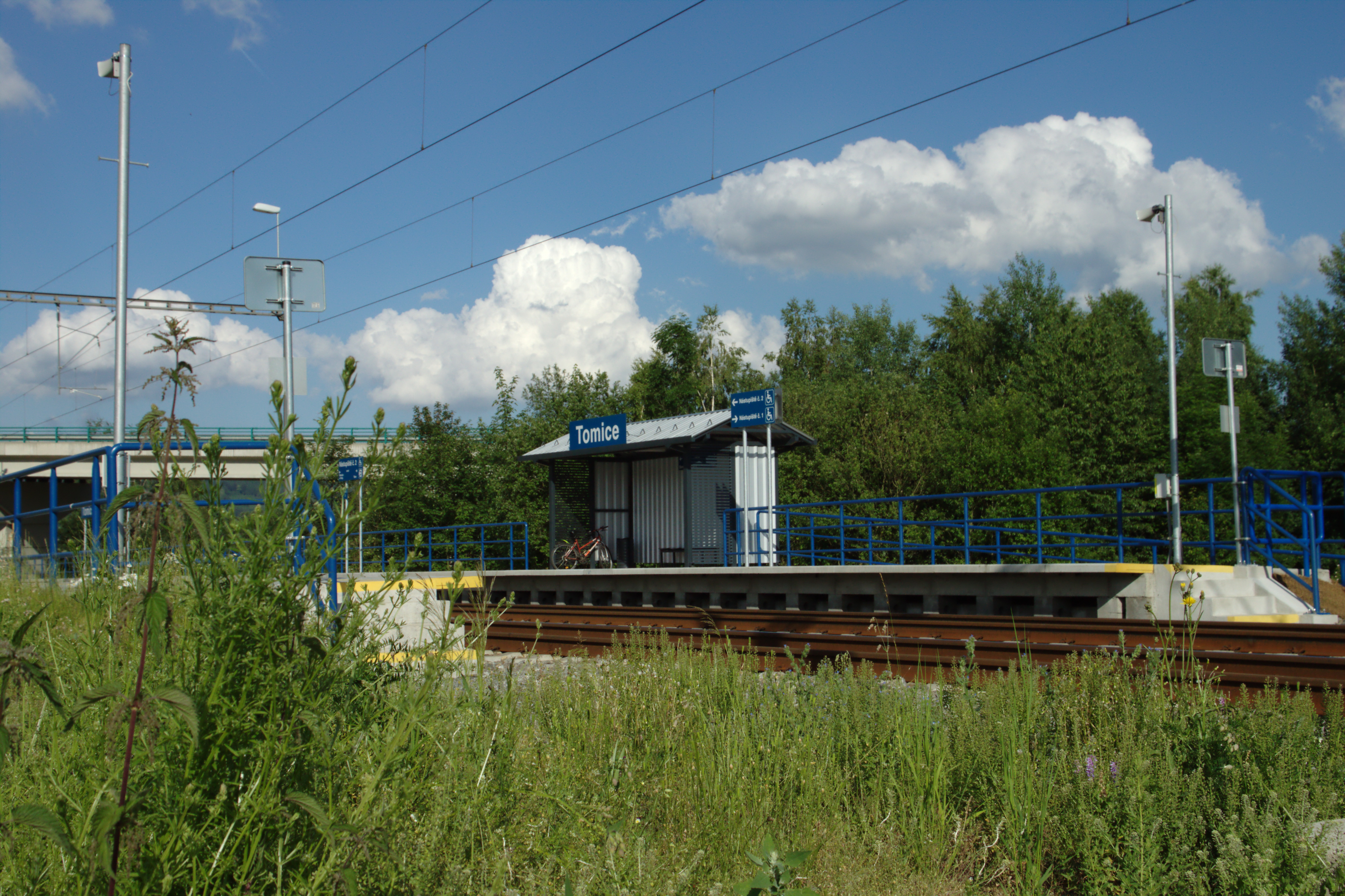
zastávka Tomice (pásmo 6)
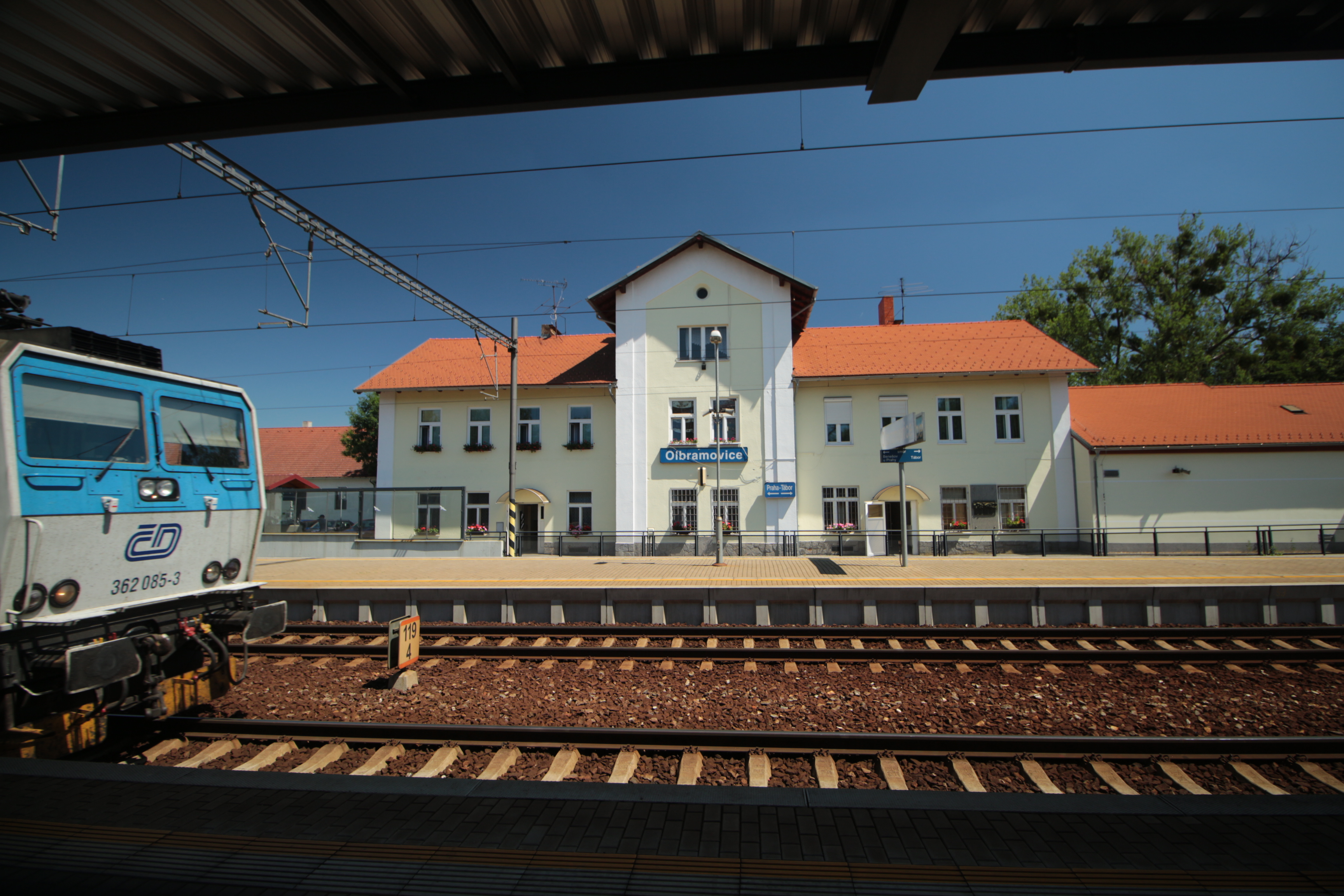
stanice Olbramovice (pásmo 7)
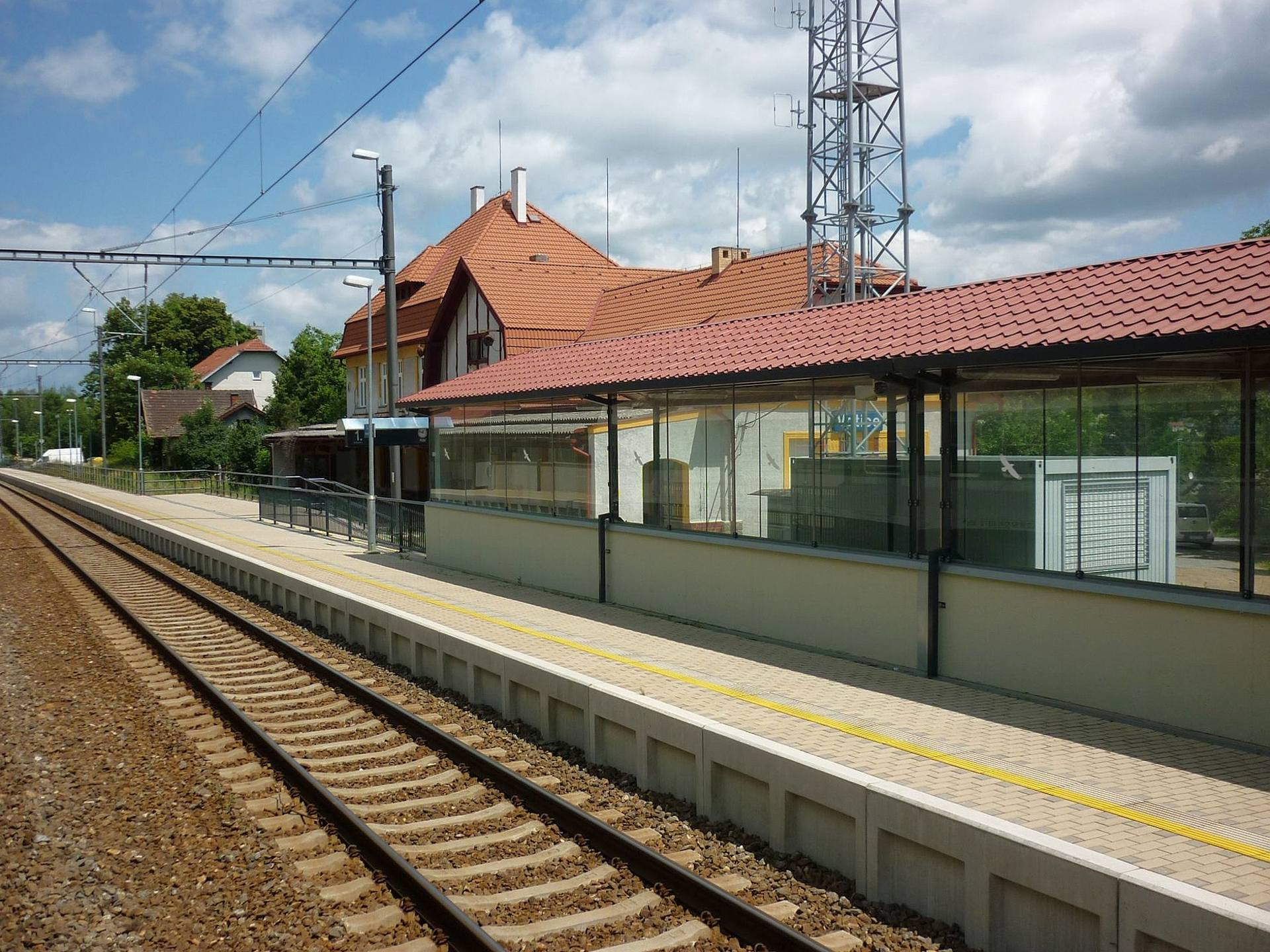
stanice Votice (pásmo 7)
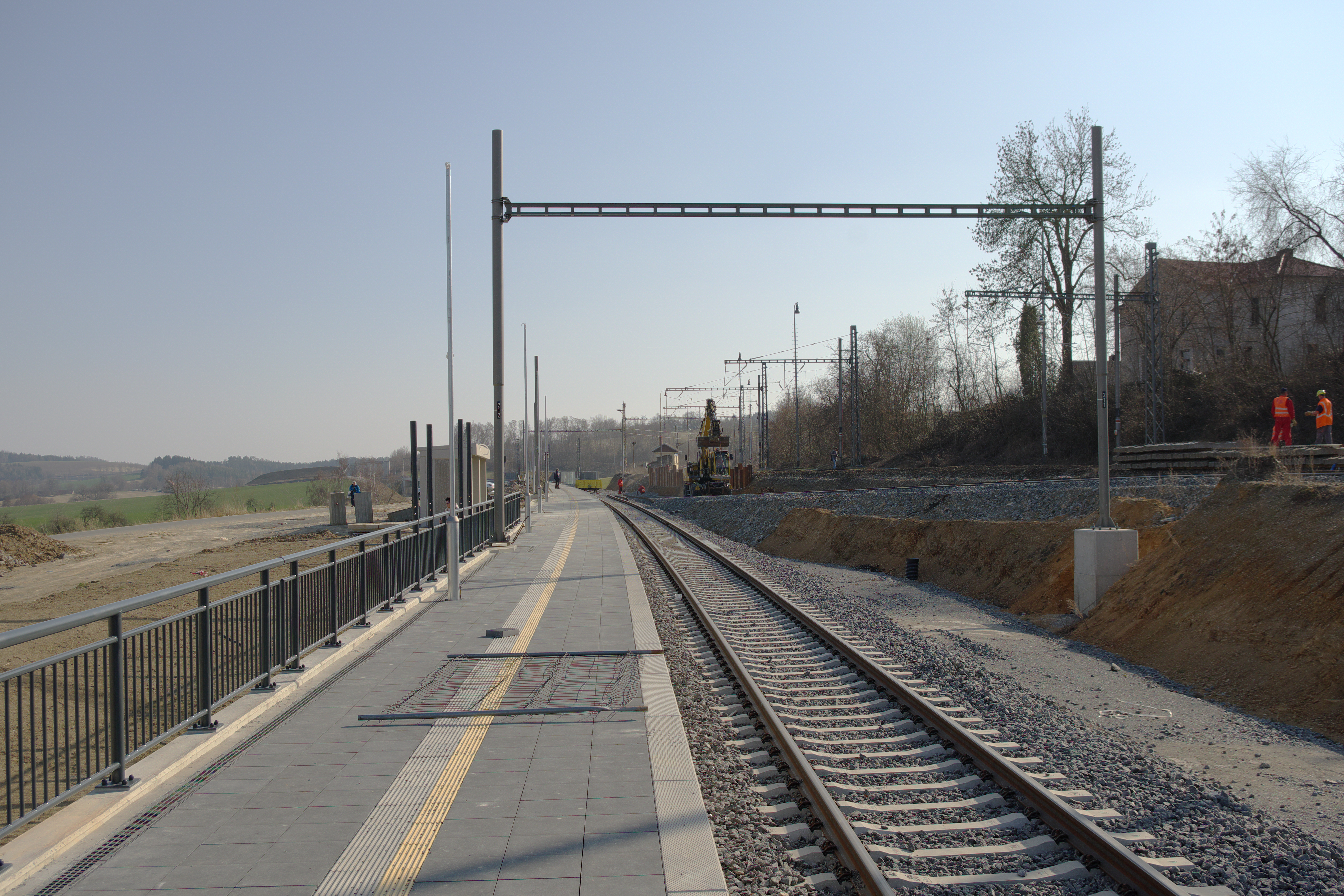
zastávka Heřmaničky (pásmo 8)
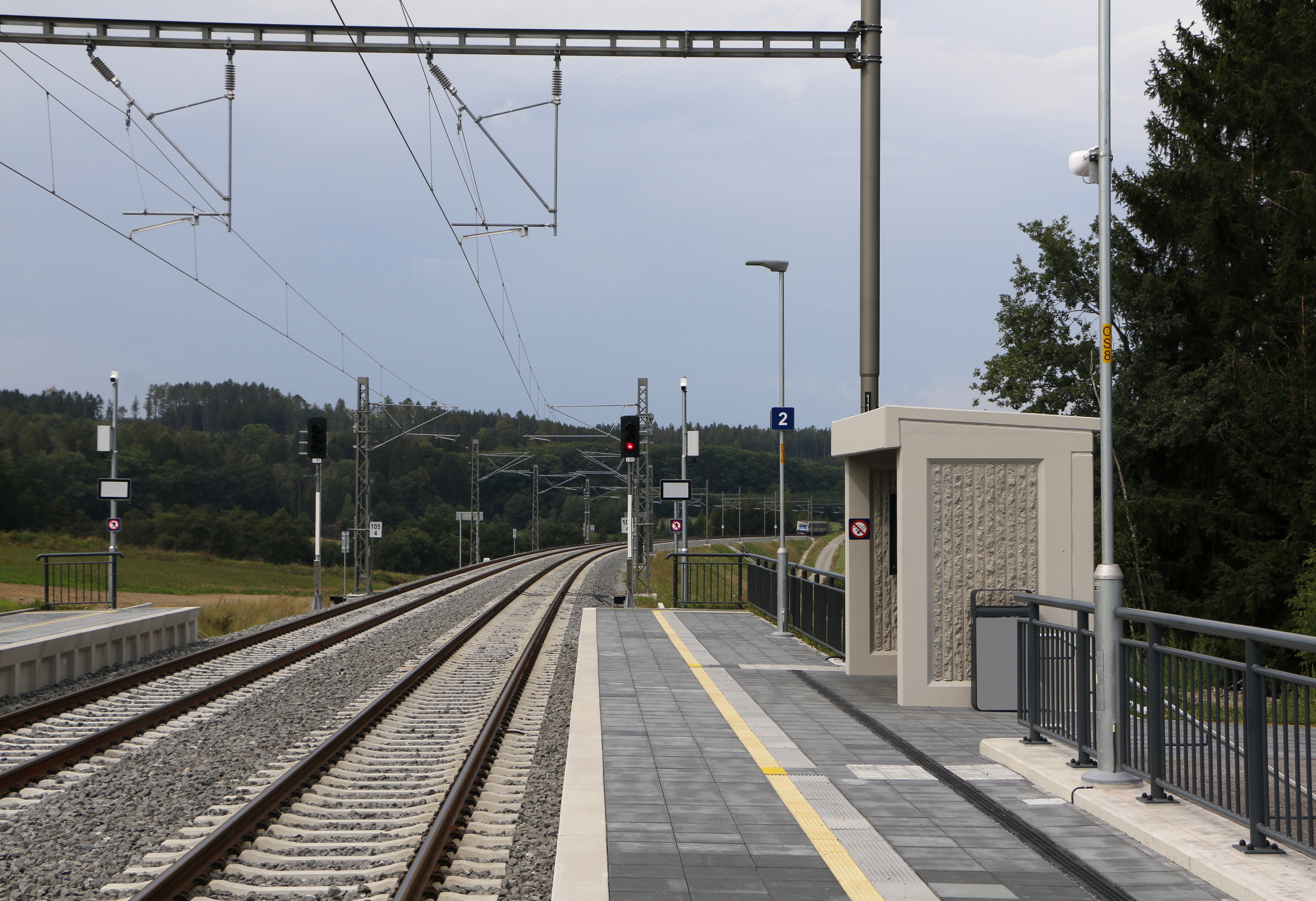
zastávka Ješetice (pásmo 8)
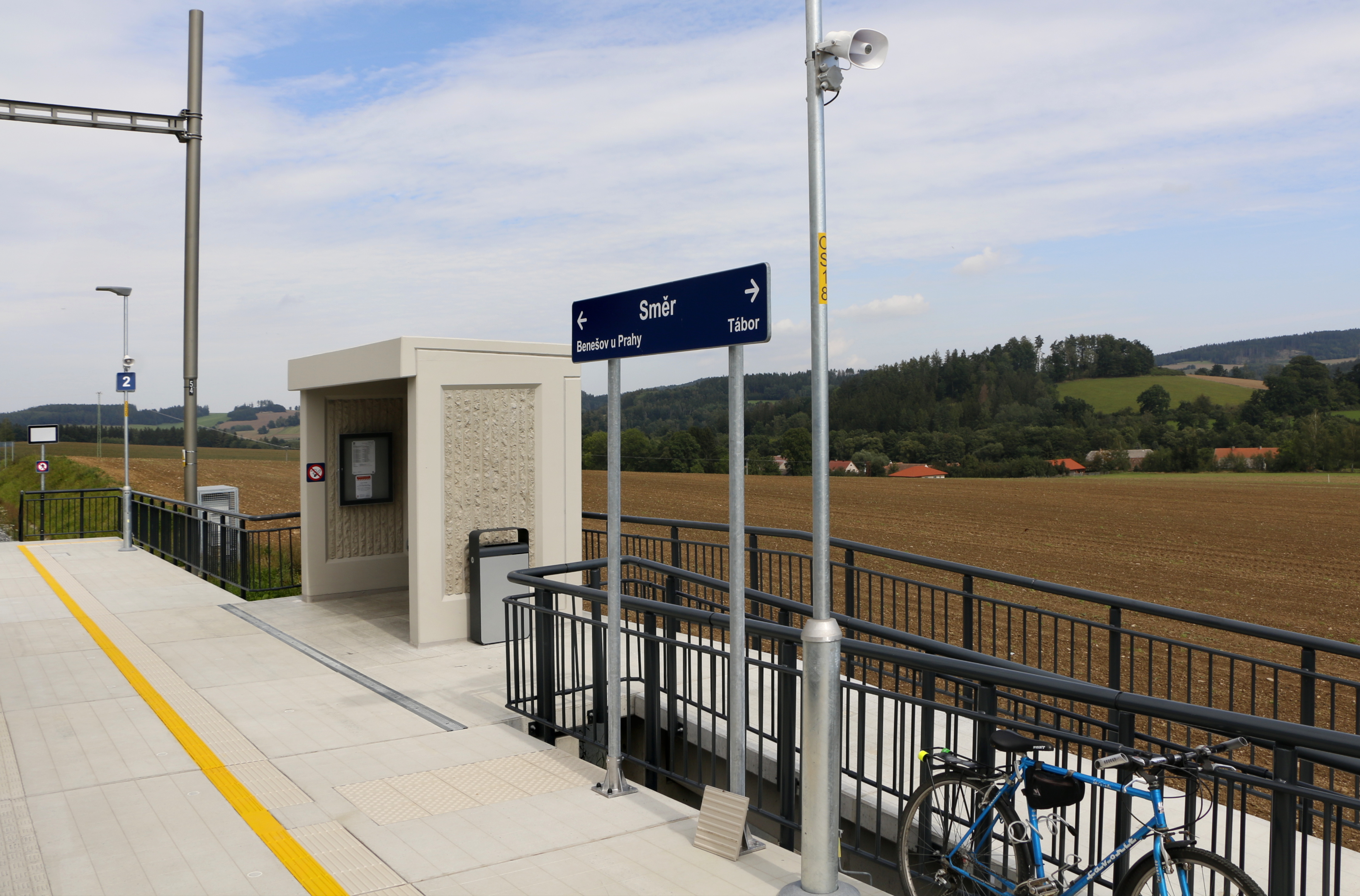
zastávka Červený Újezd u Votic zastávka (pásmo 8)
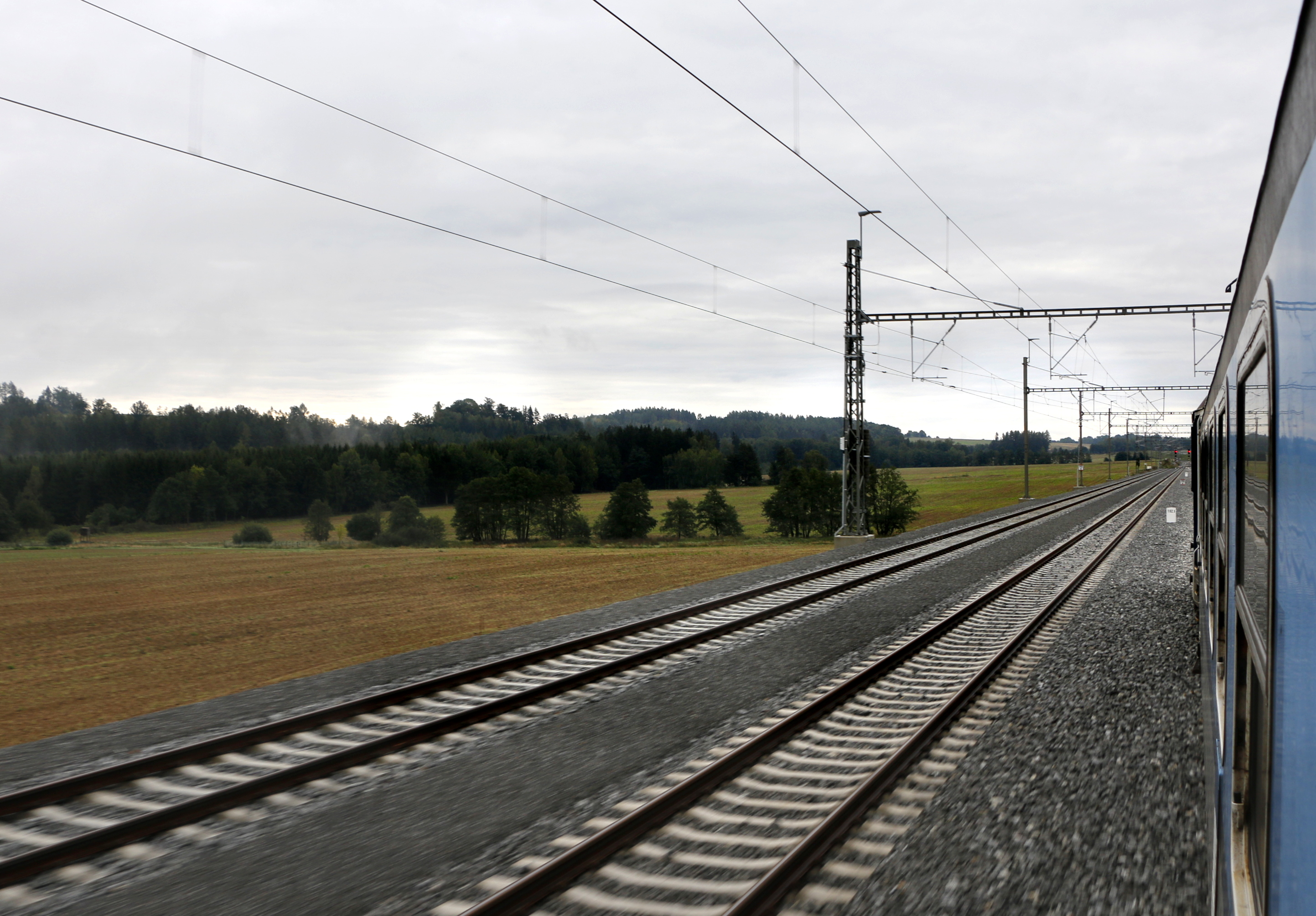
stanice Červený Újezd u Votic
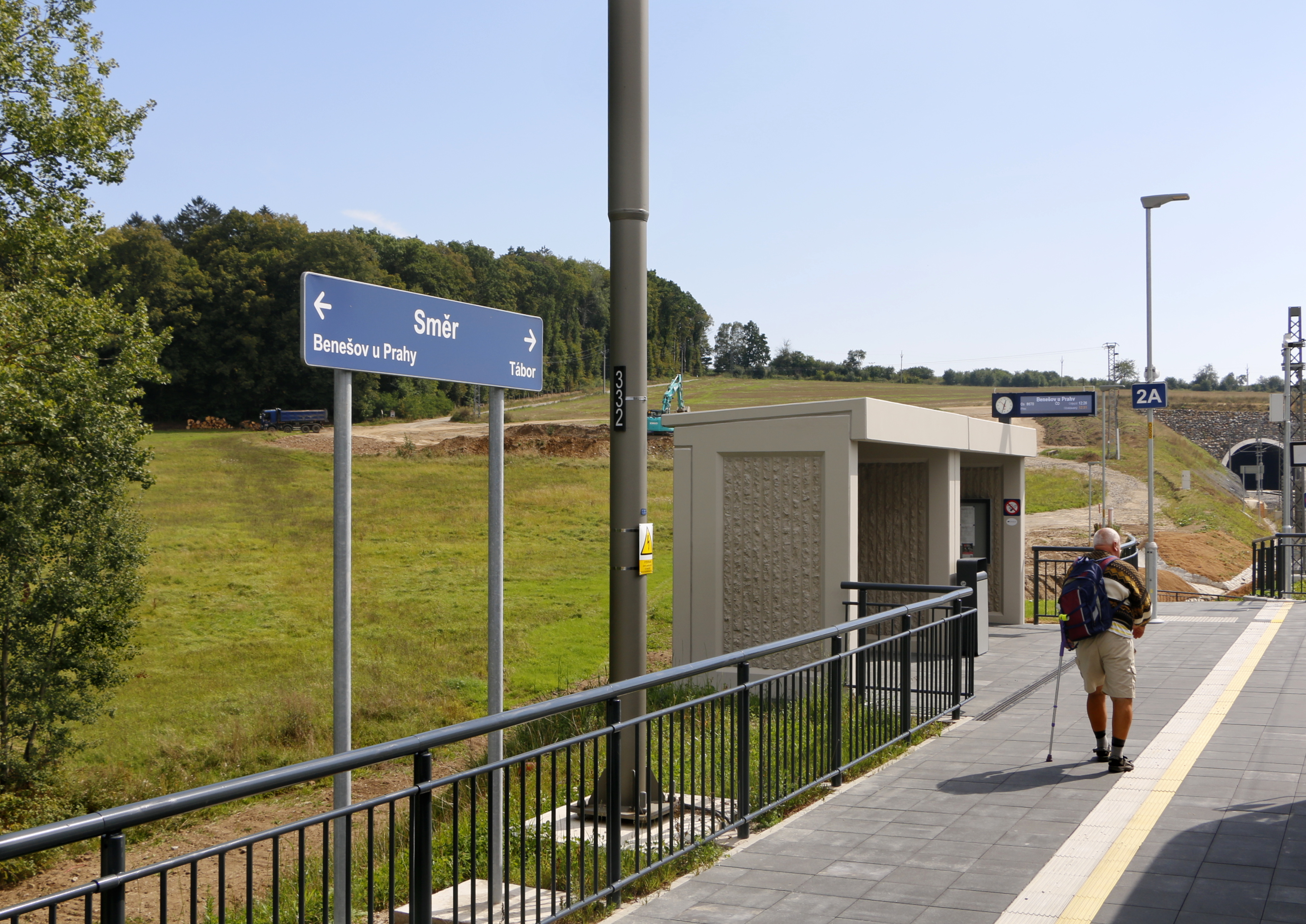
zastávka Střezimíř (pásmo 9)
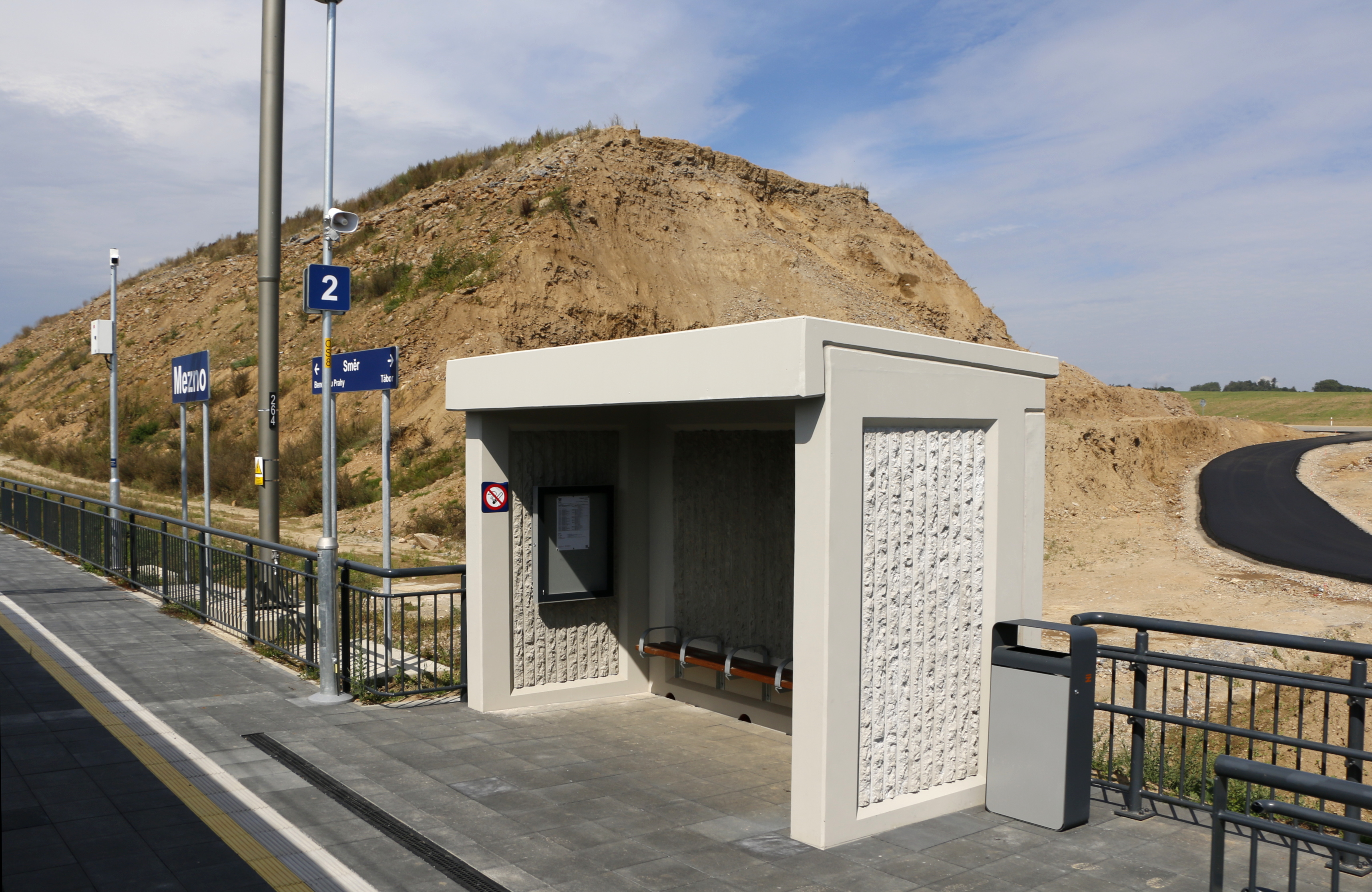
zastávka Mezno (pásmo 9)

### Jihočeský kraj
V závorce jsou uvedena tarifní pásma Integrovaného dopravního systému Táborska a Integrovaného dopravního systému Jihočeského kraje.

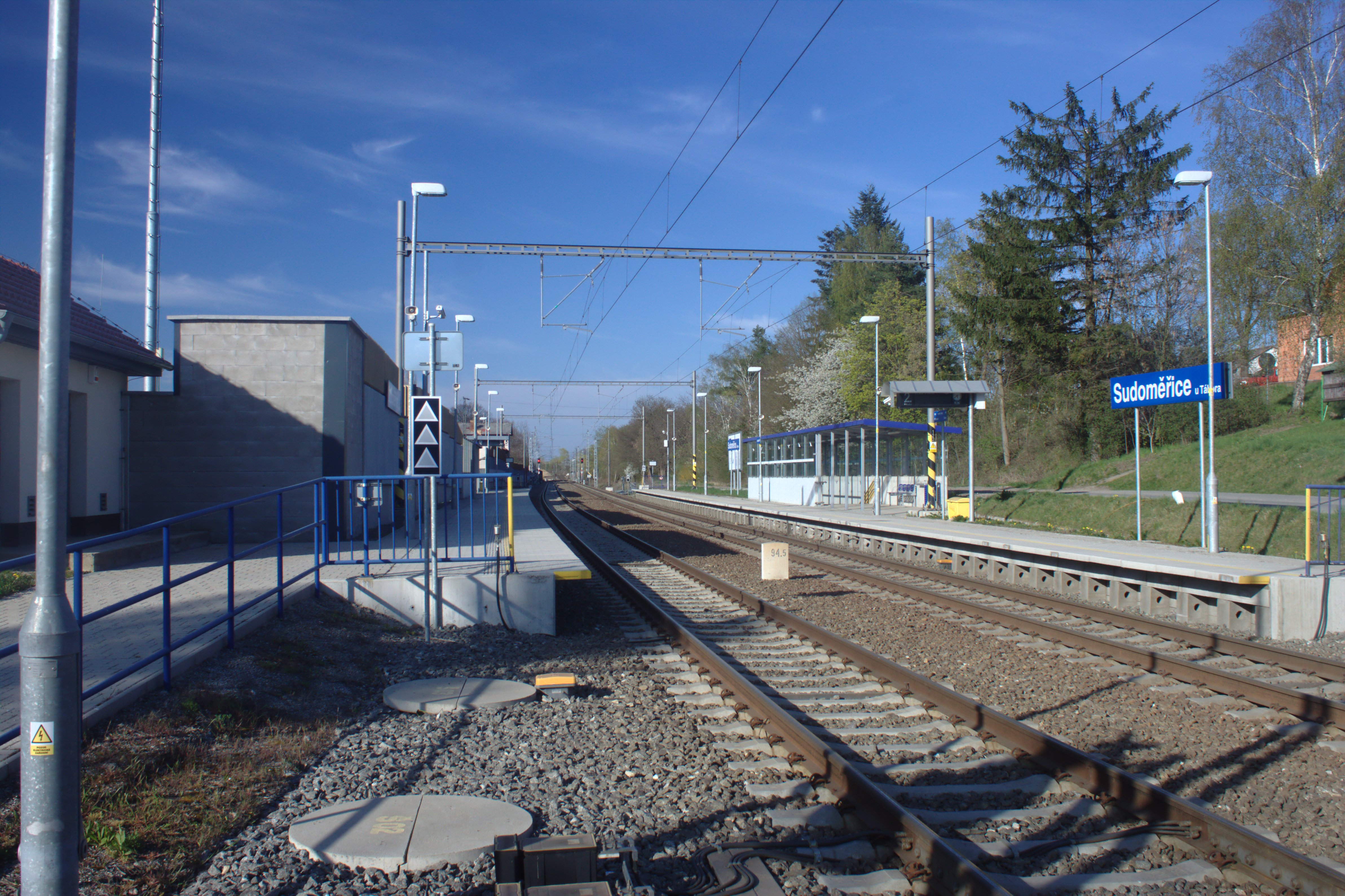
zastávka Sudoměřice u Tábora
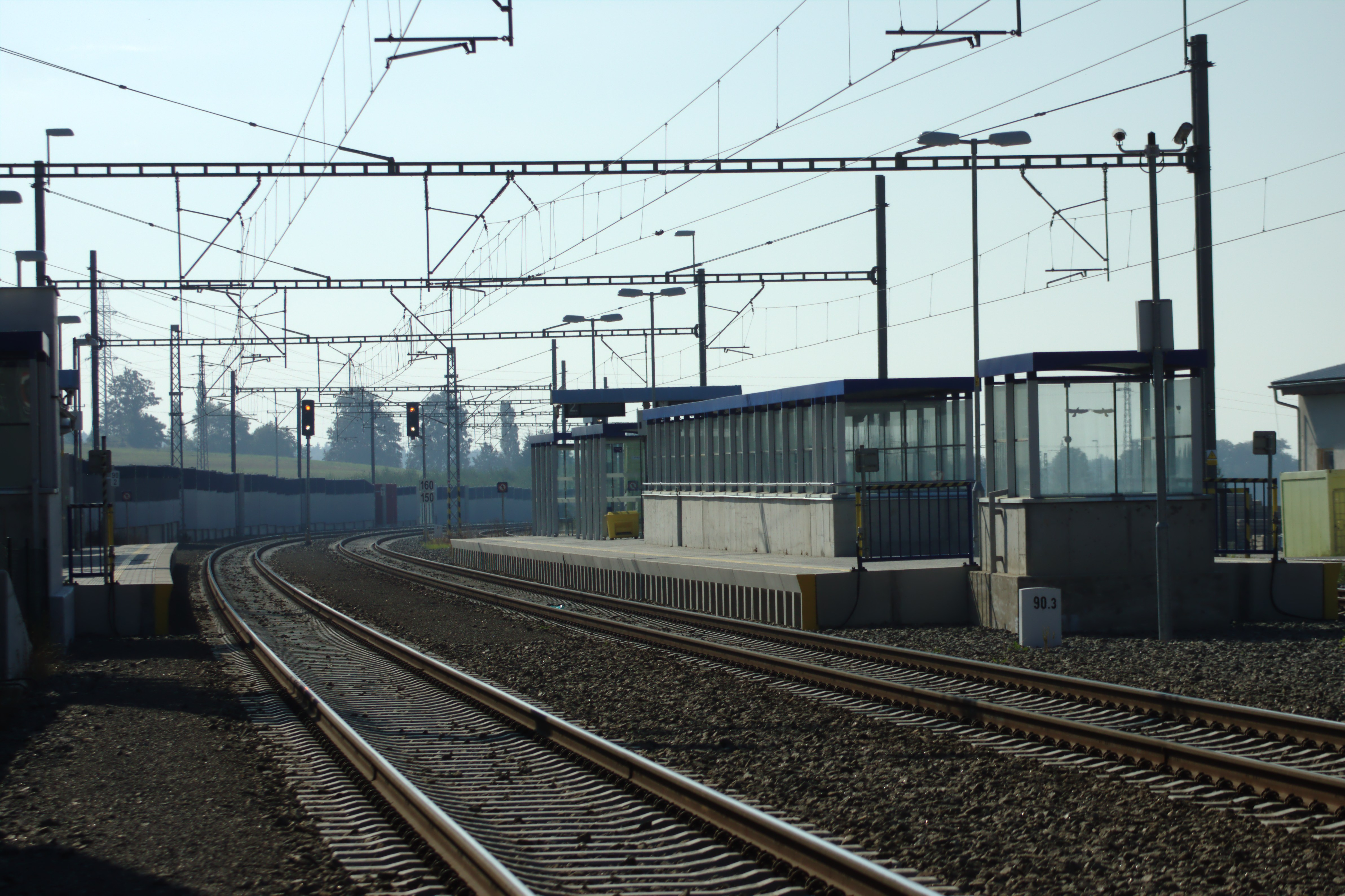
stanice Chotoviny
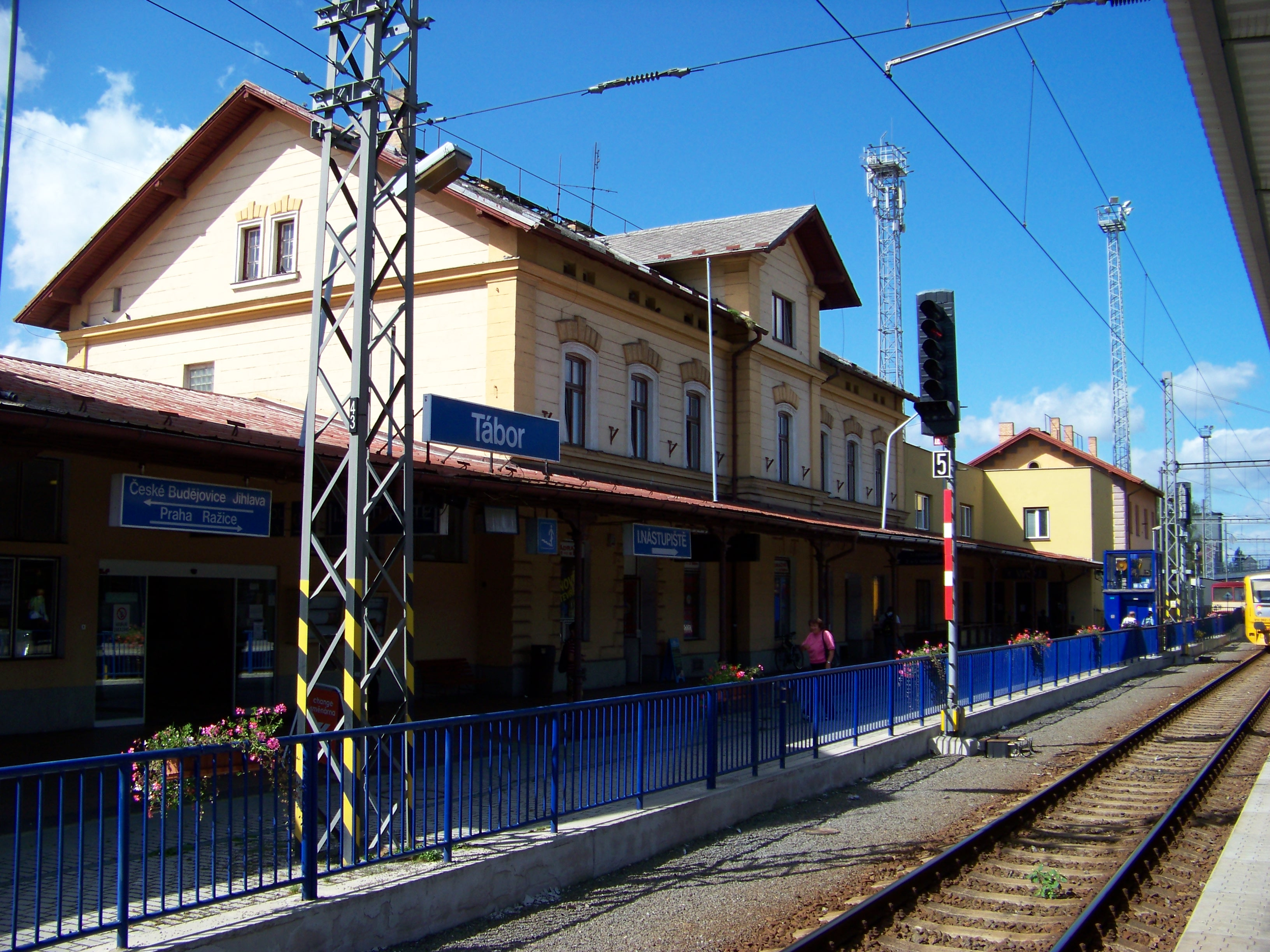
stanice Tábor (pásmo A)
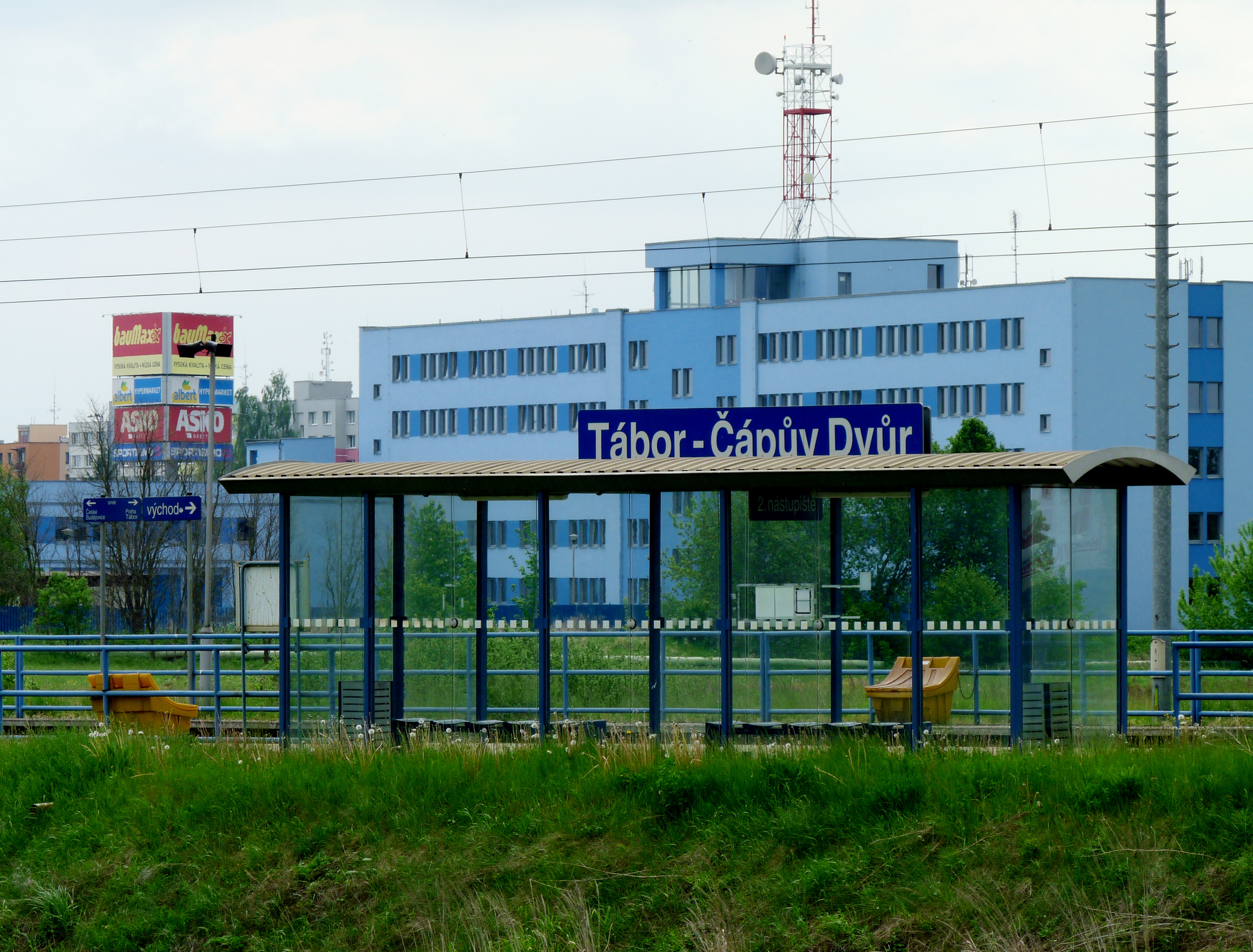
zastávka Tábor-Čápův Dvůr (pásmo B)
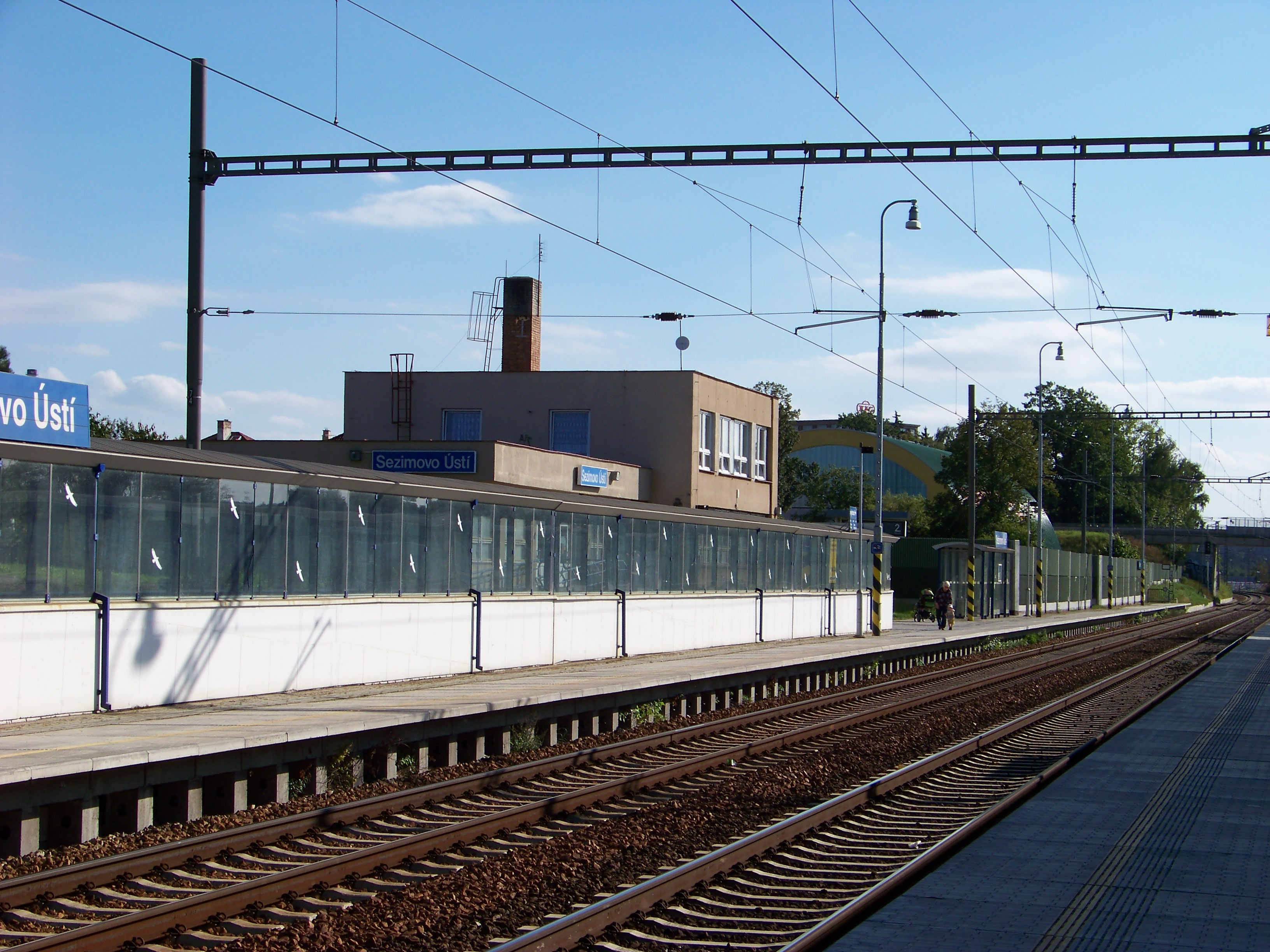
zastávka Sezimovo Ústí (pásmo B)
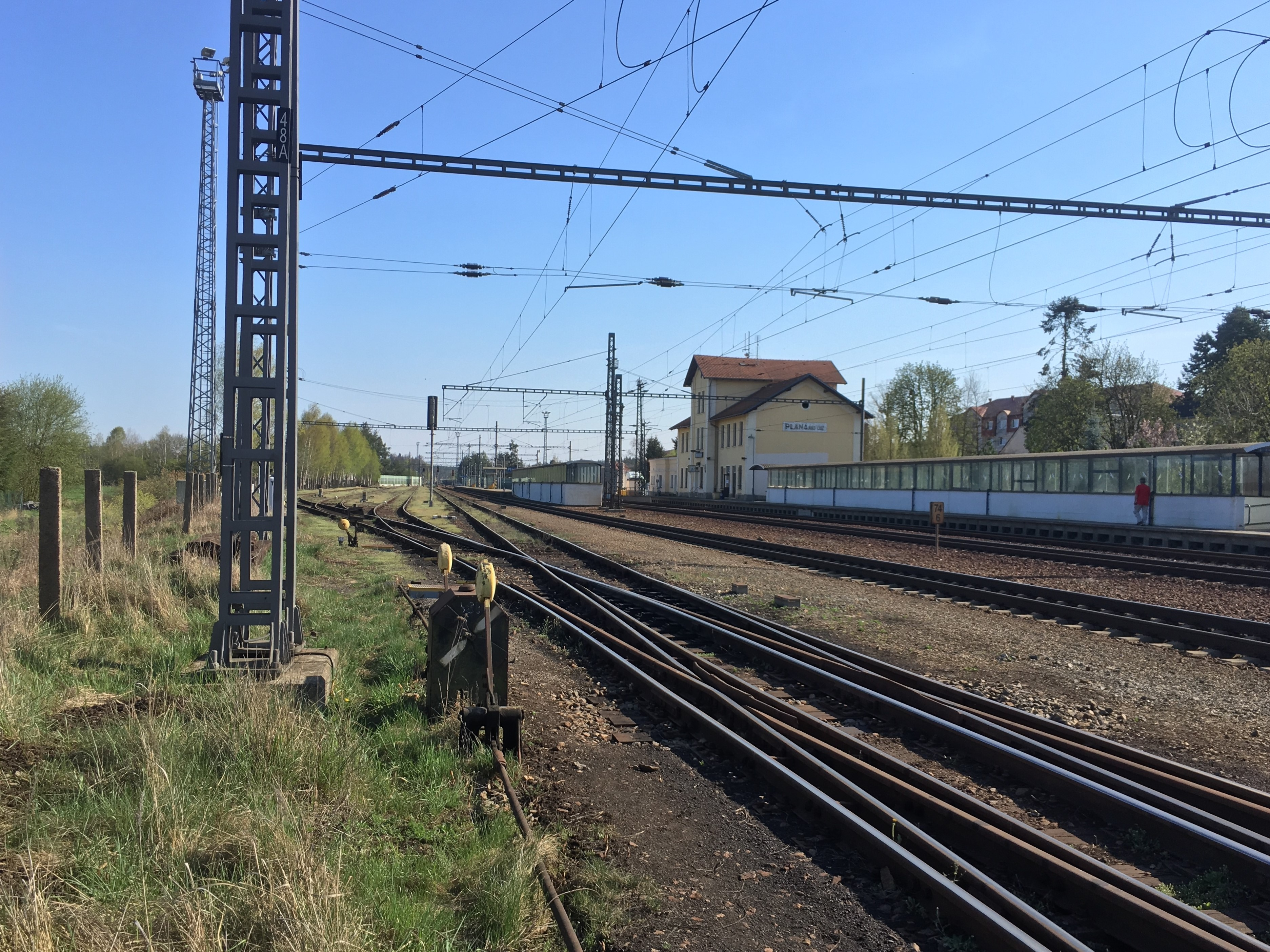
stanice Planá nad Lužnicí (pásmo C)
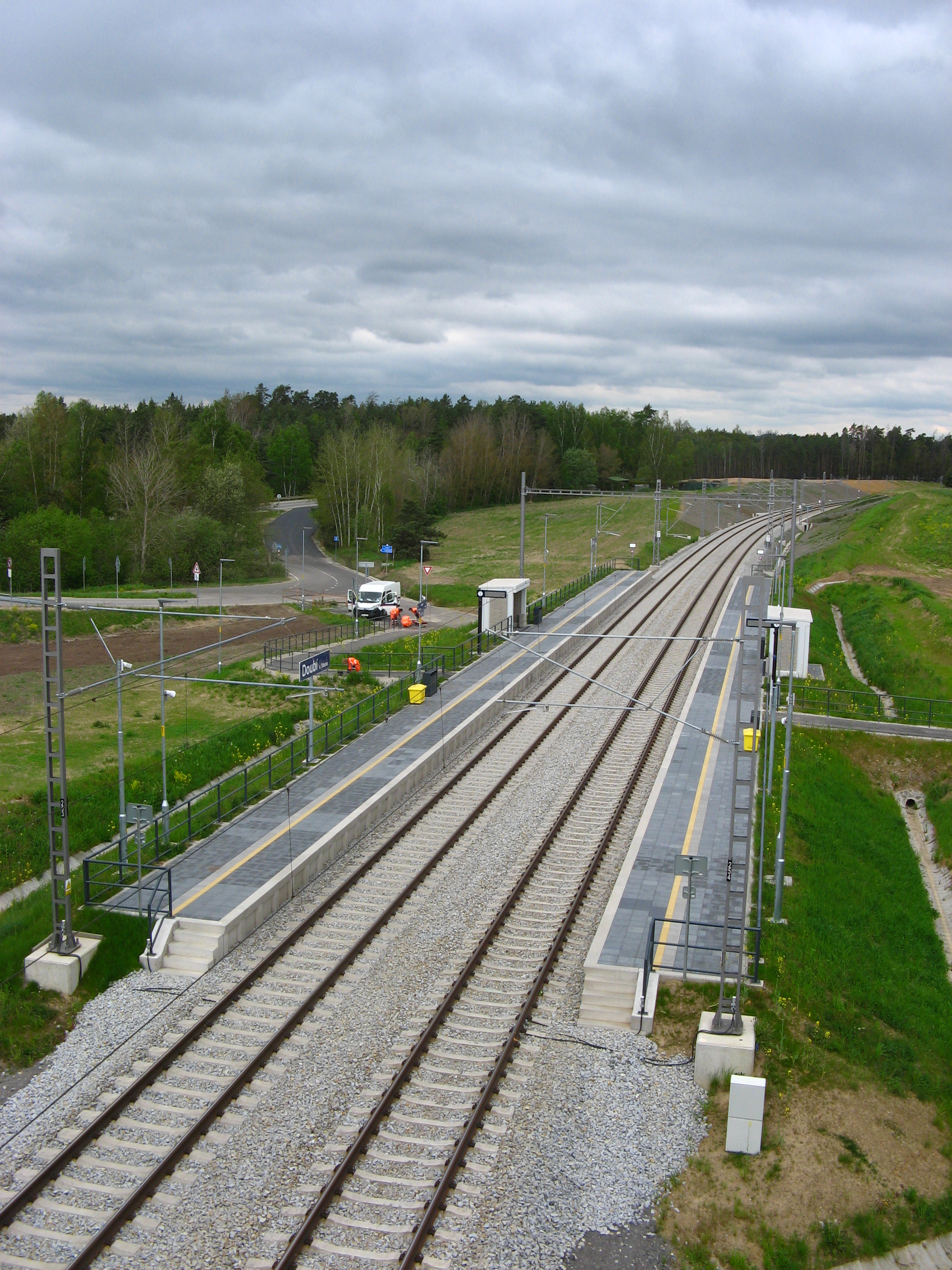
zastávka Doubí u Tábora
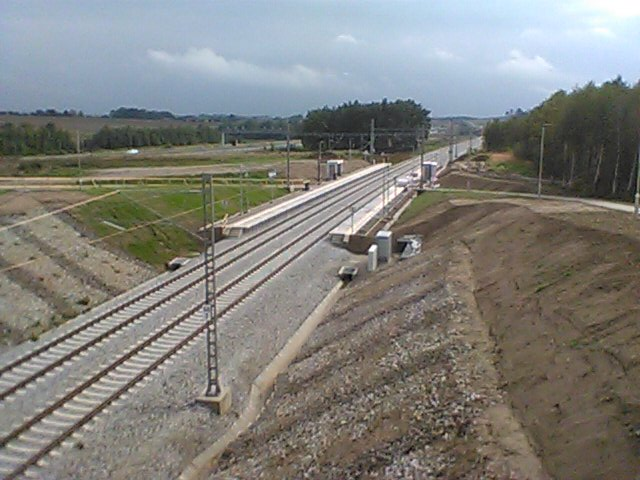
zastávka Myslkovice
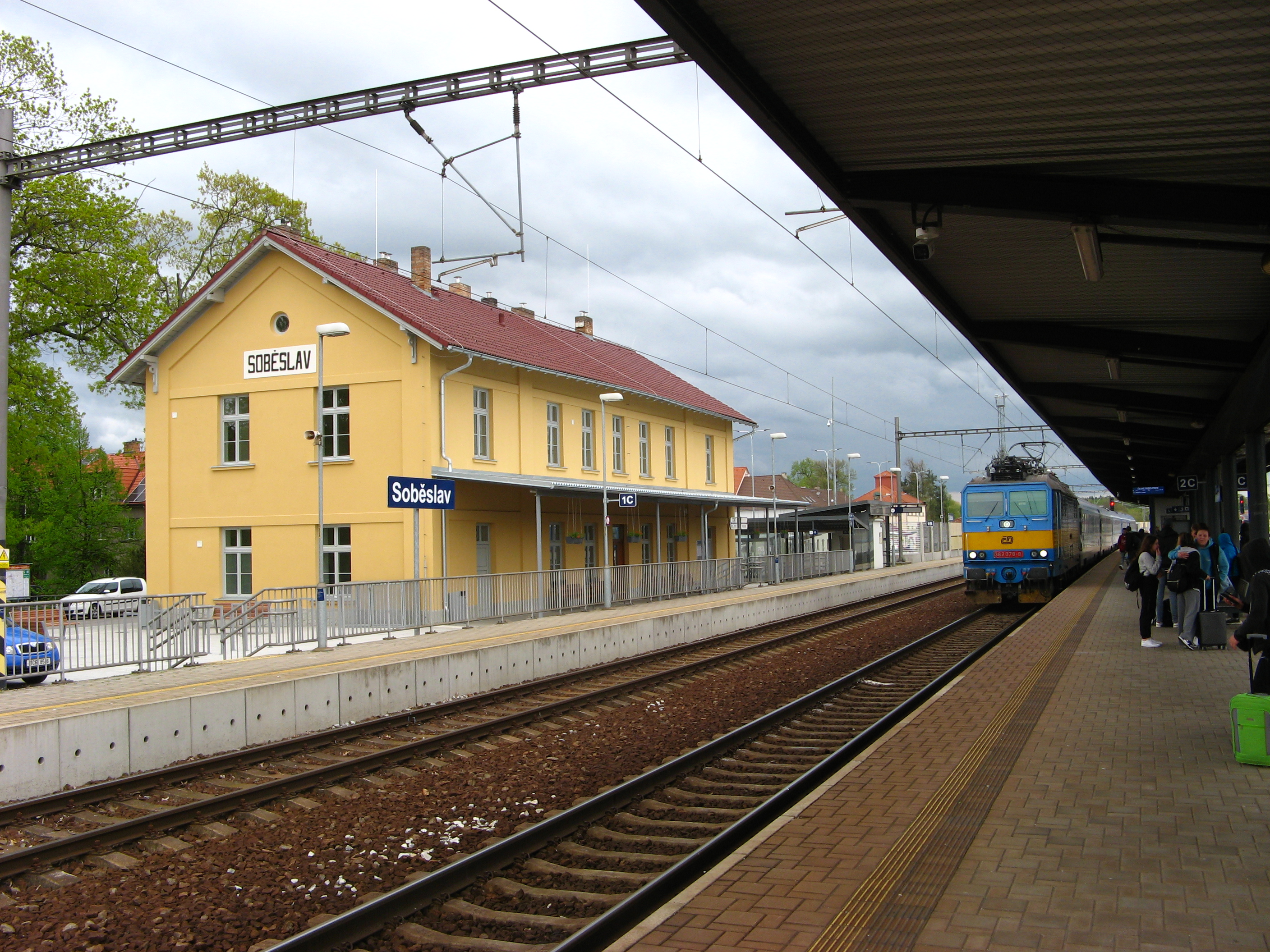
stanice Soběslav
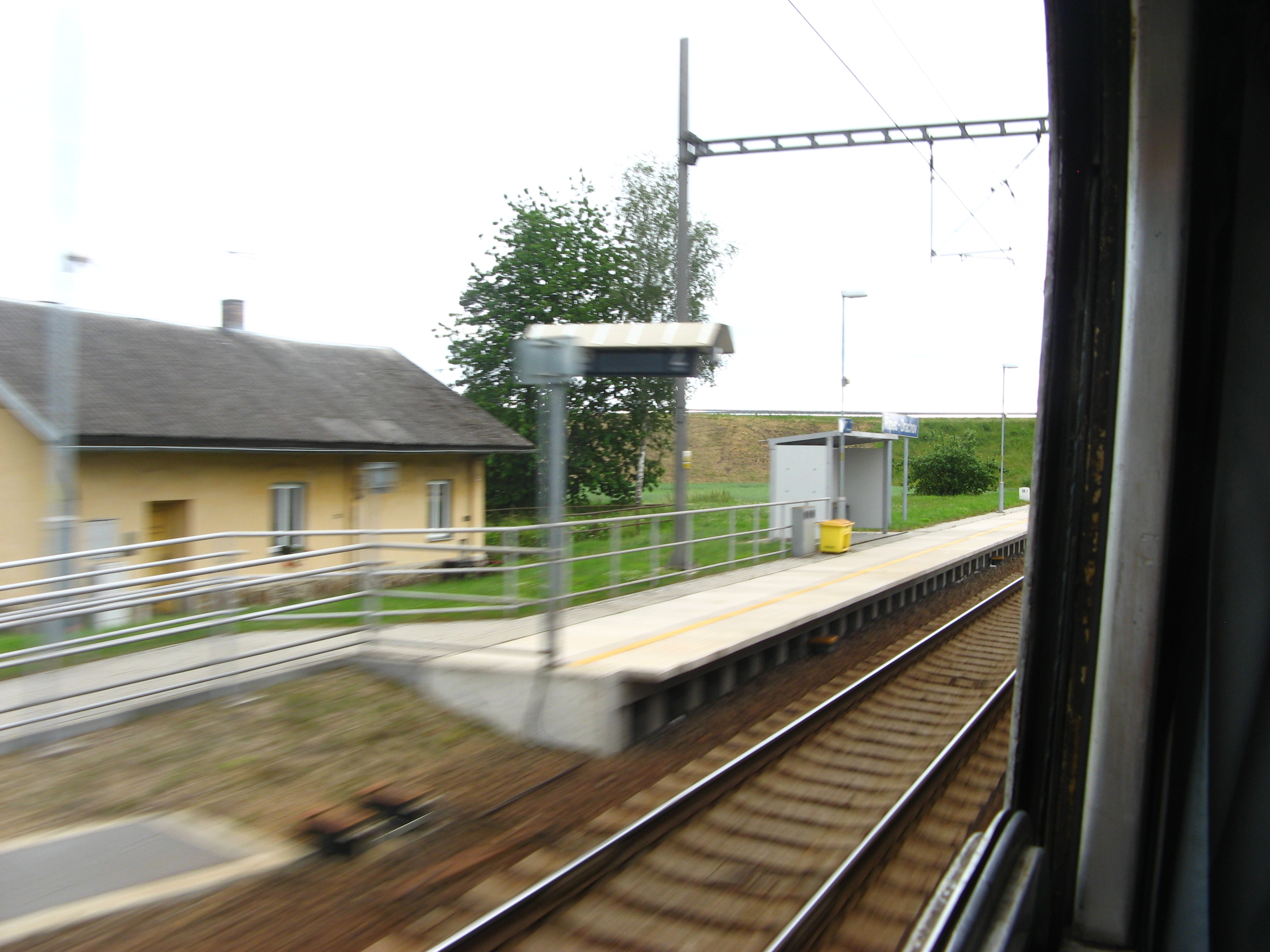
zastávka Řípec-Dráchov
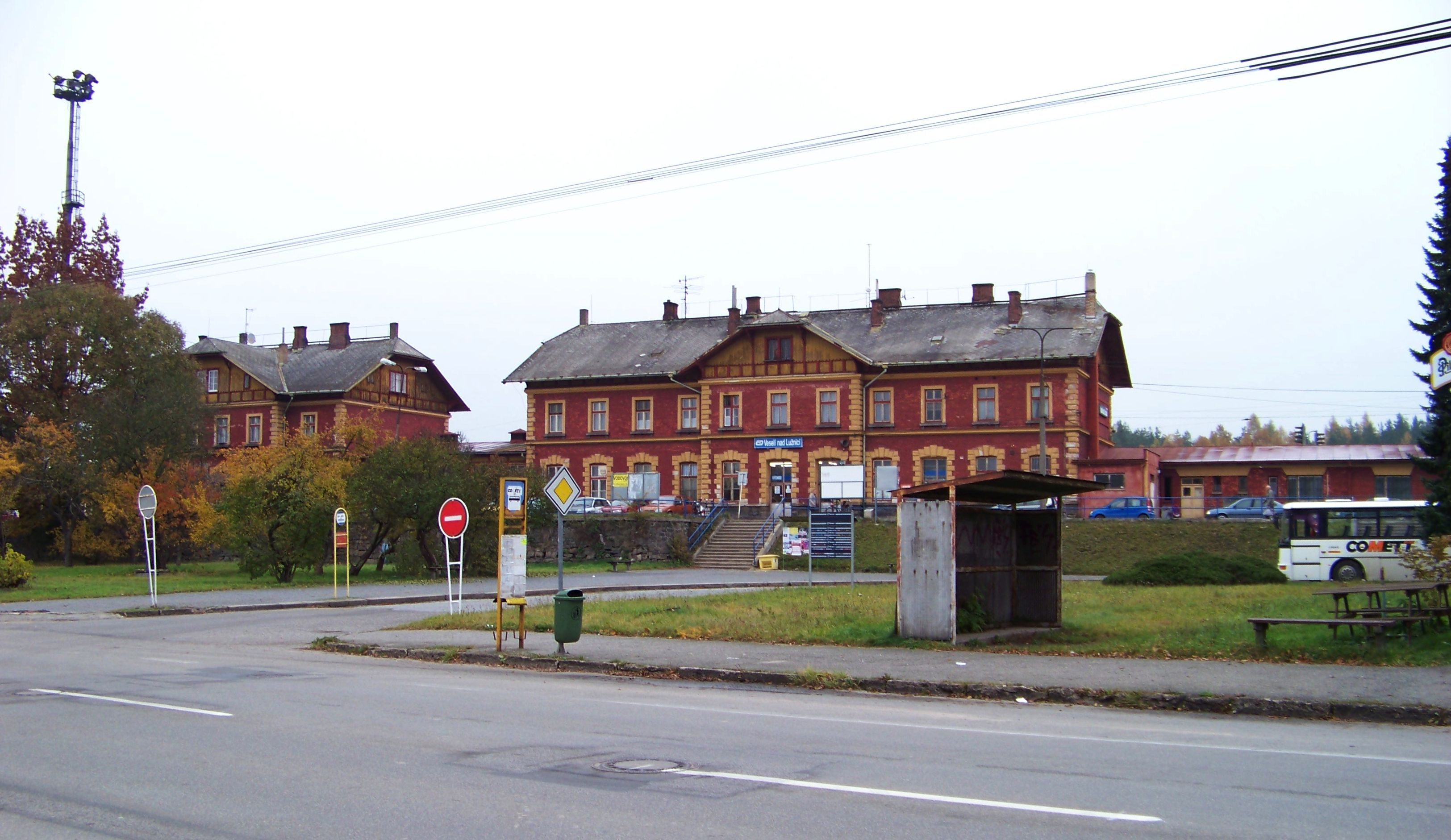
stanice Veselí nad Lužnicí
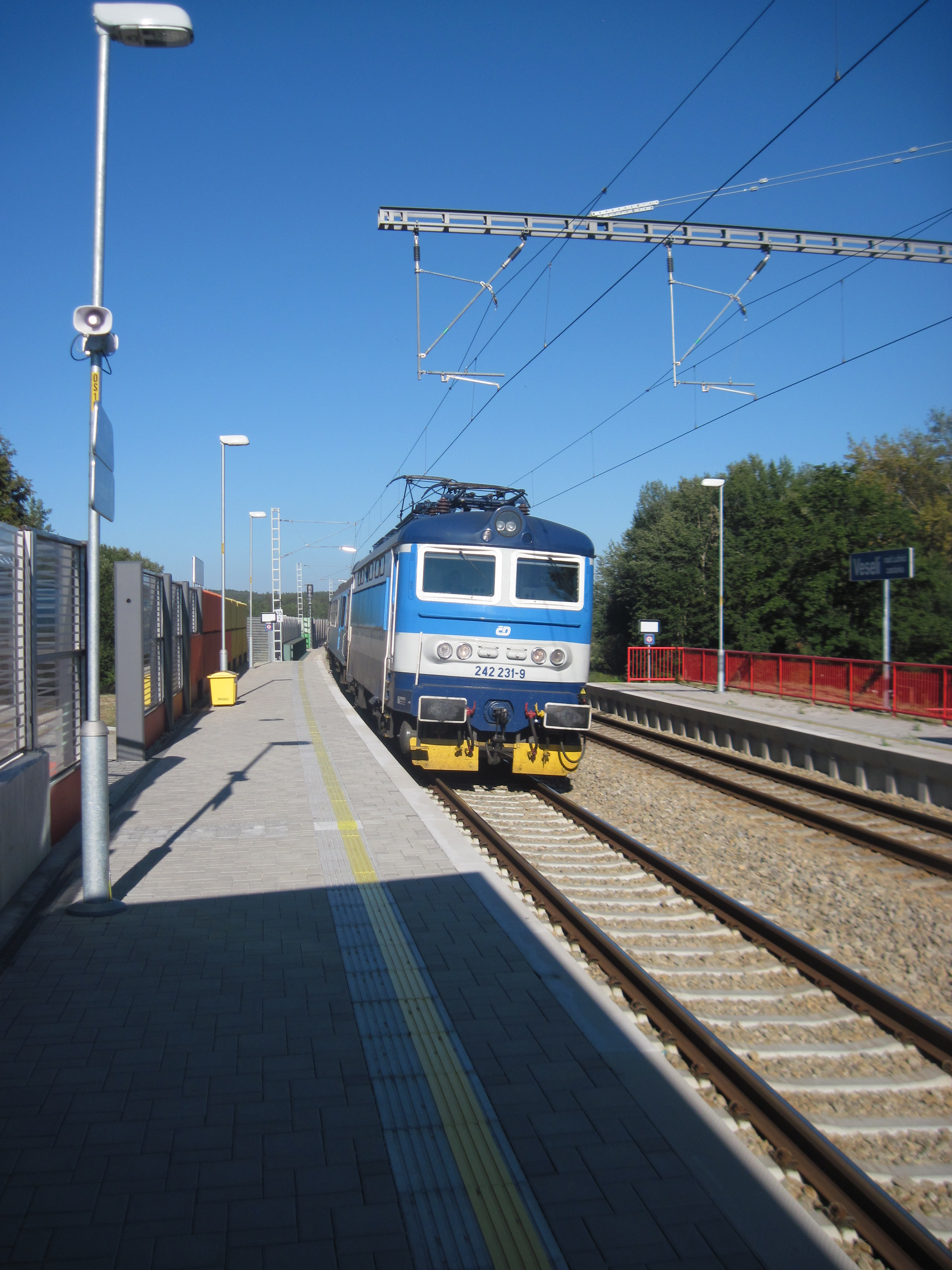
zastávka Veselí nad Lužnicí zastávka
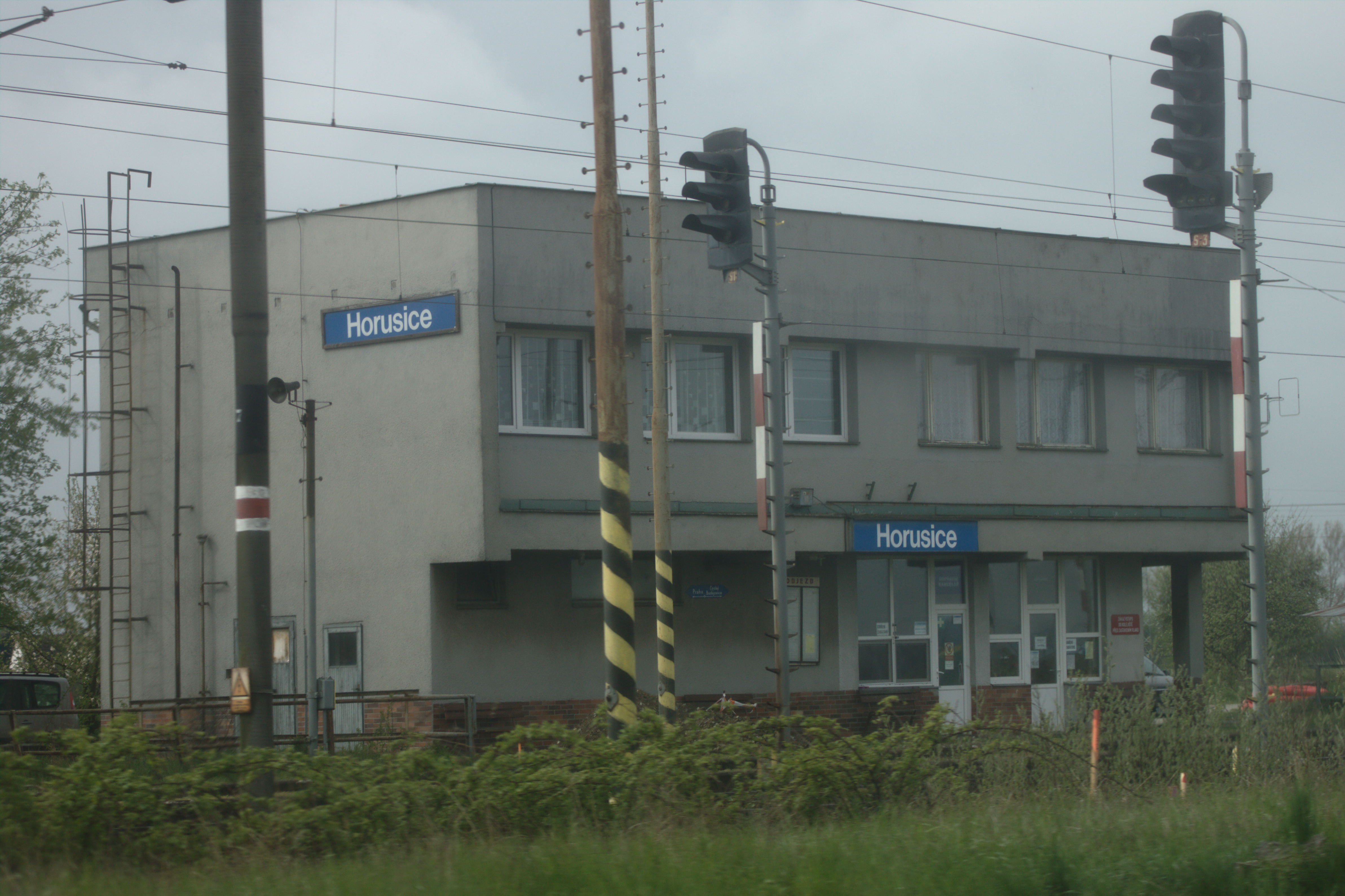
zastávka Horusice
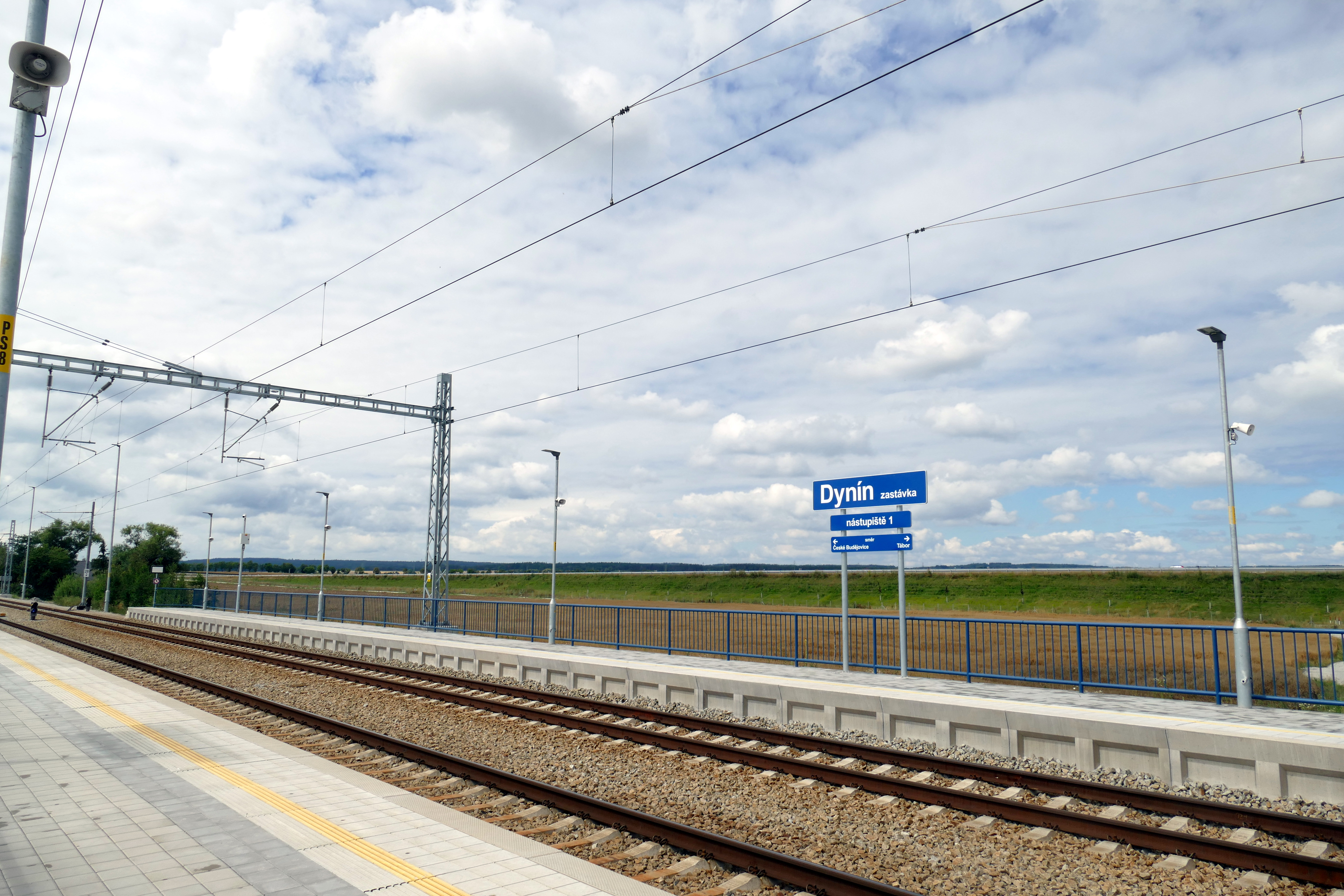
zastávka Dynín zastávka
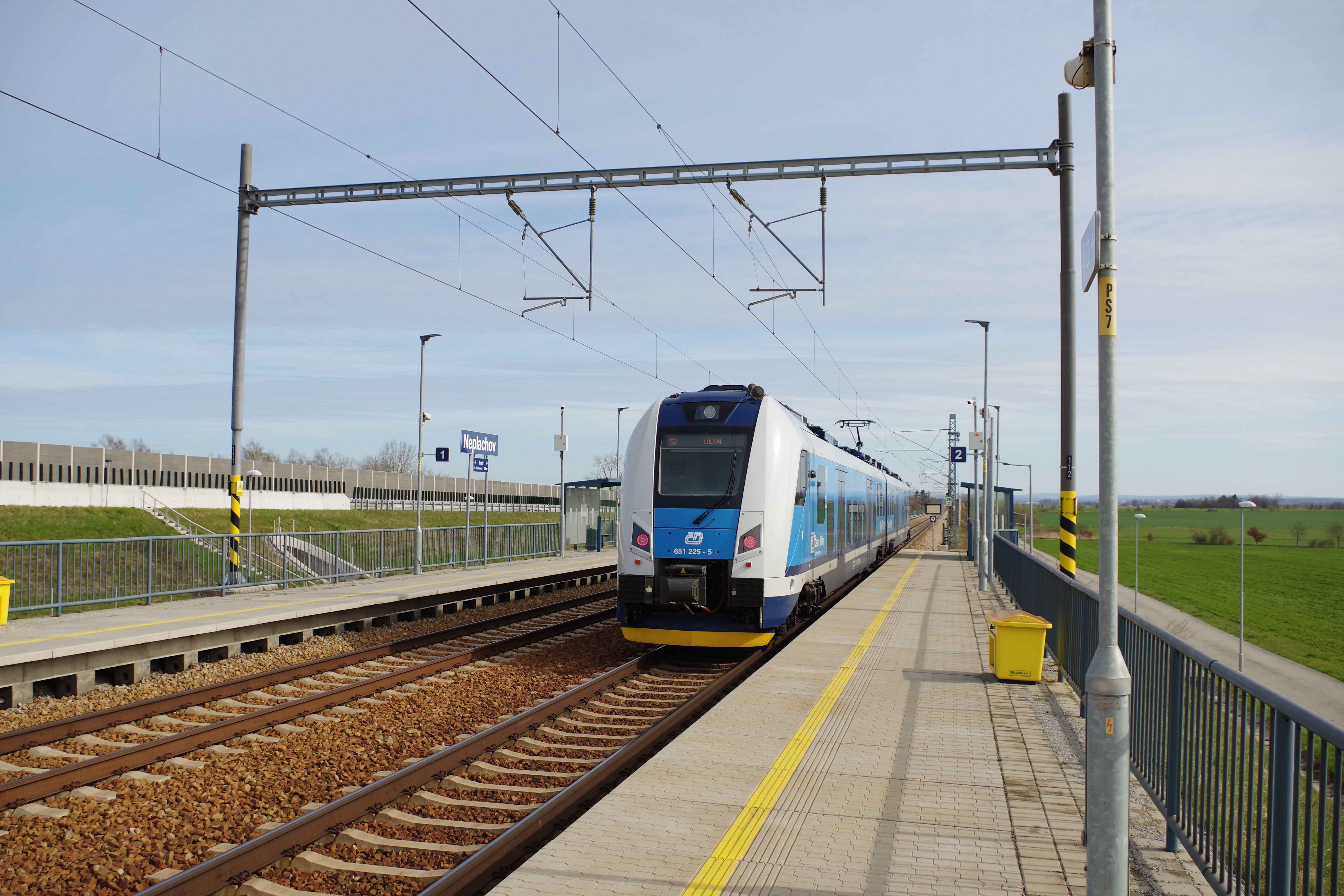
zastávka Neplachov
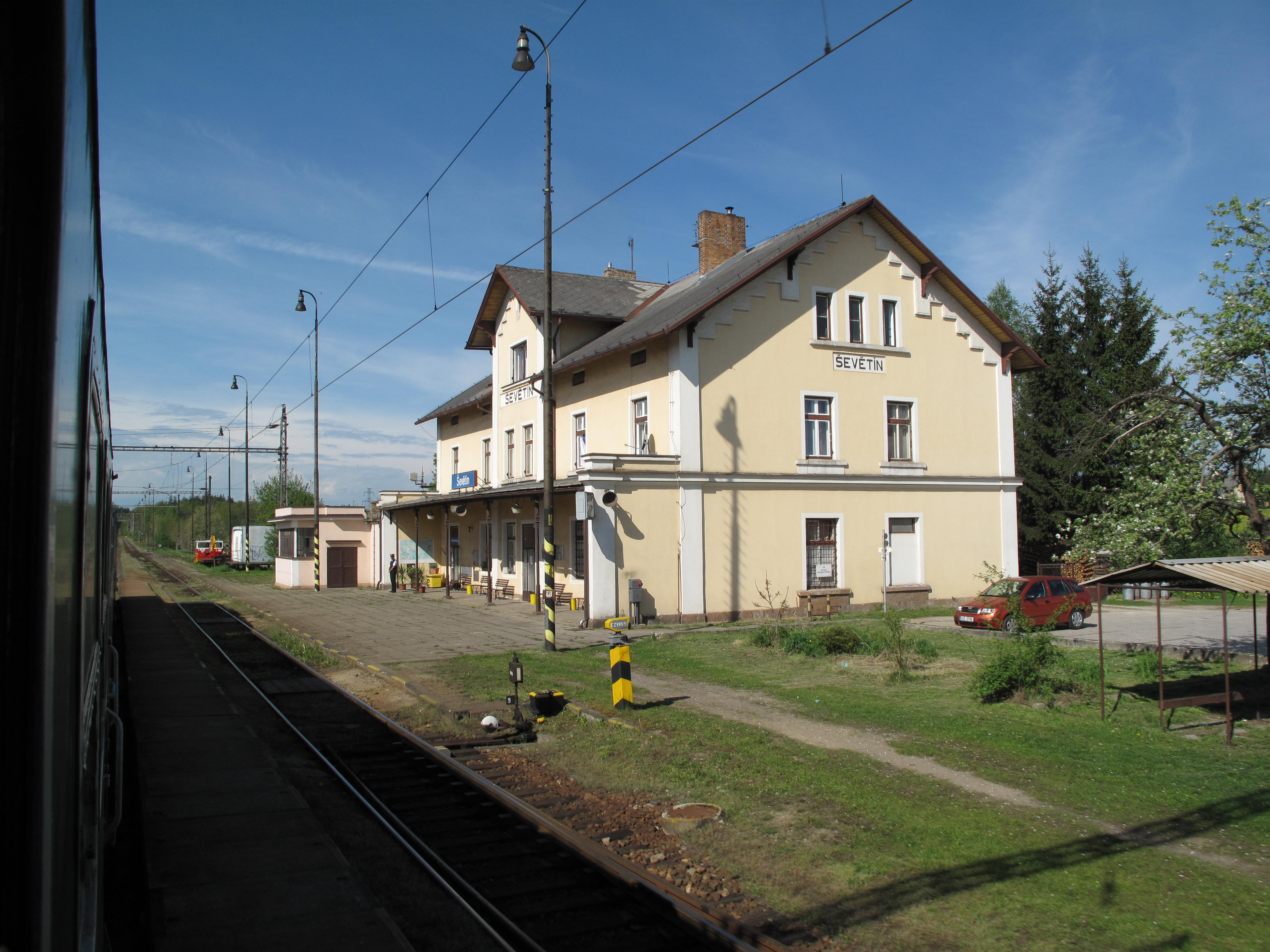
stanice Ševětín (pásmo 108)
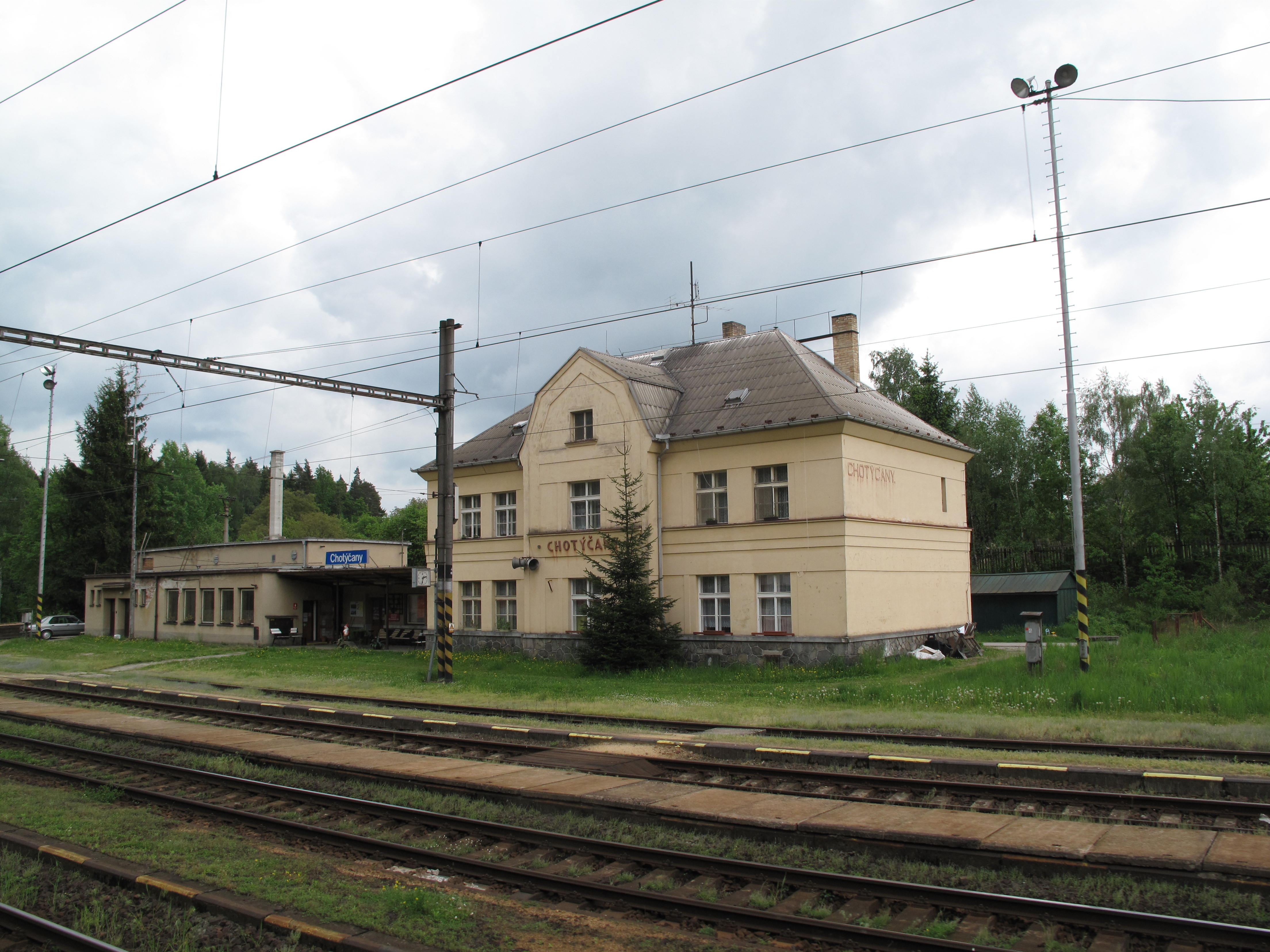
stanice Chotýčany (pásmo 108)
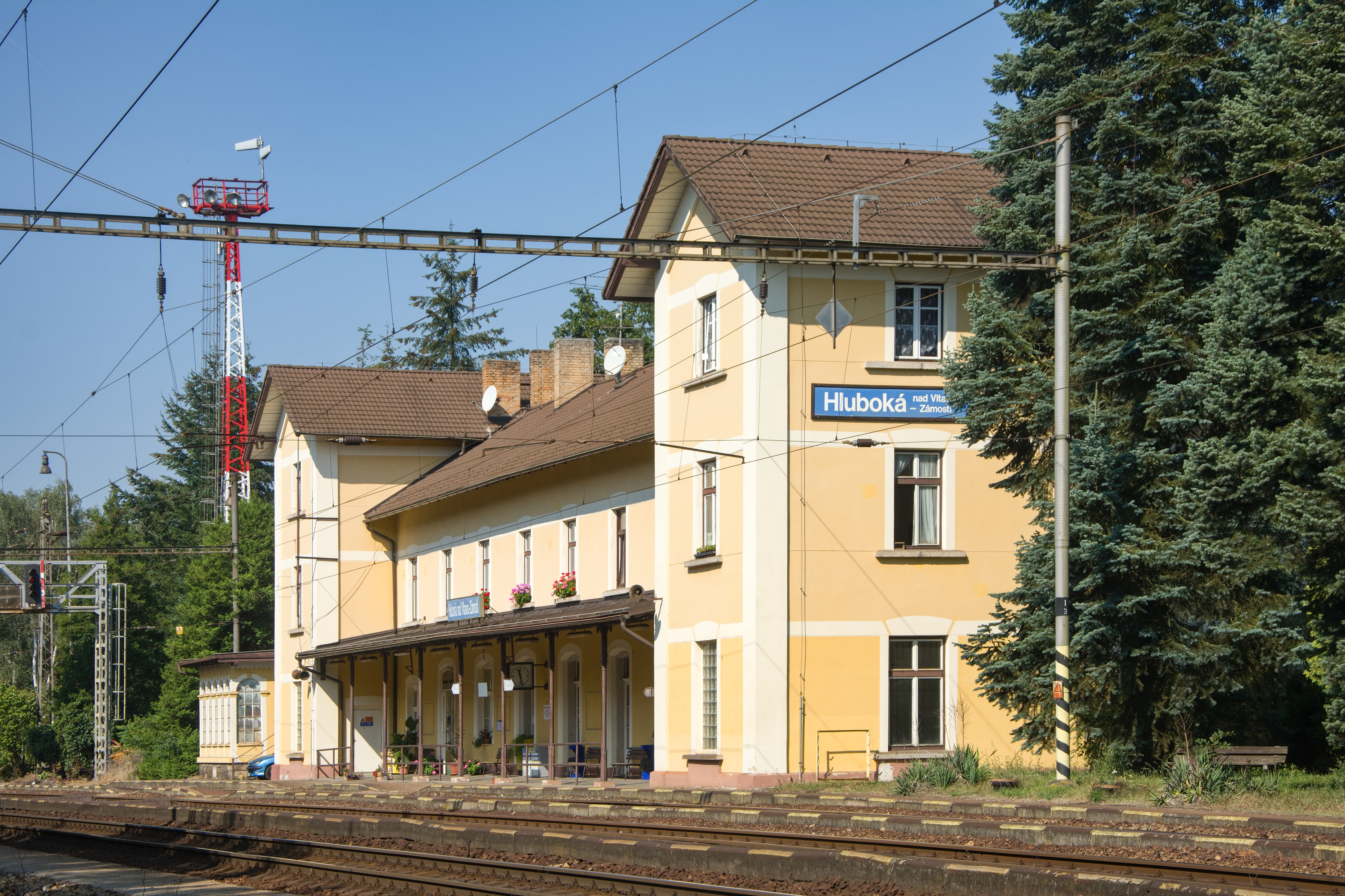
stanice Hluboká nad Vltavou-Zámostí (pásmo 104)
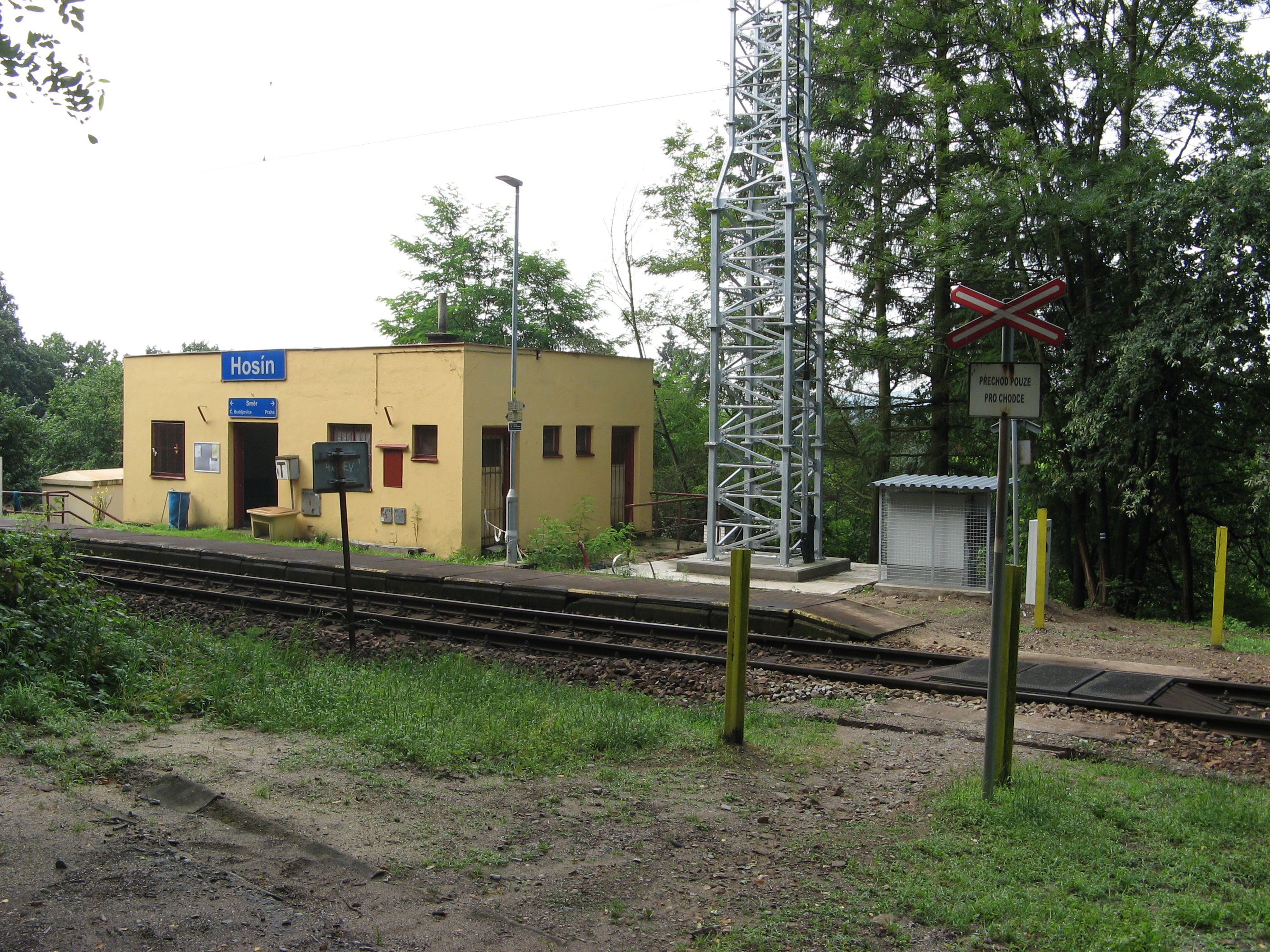
zastávka Hosín
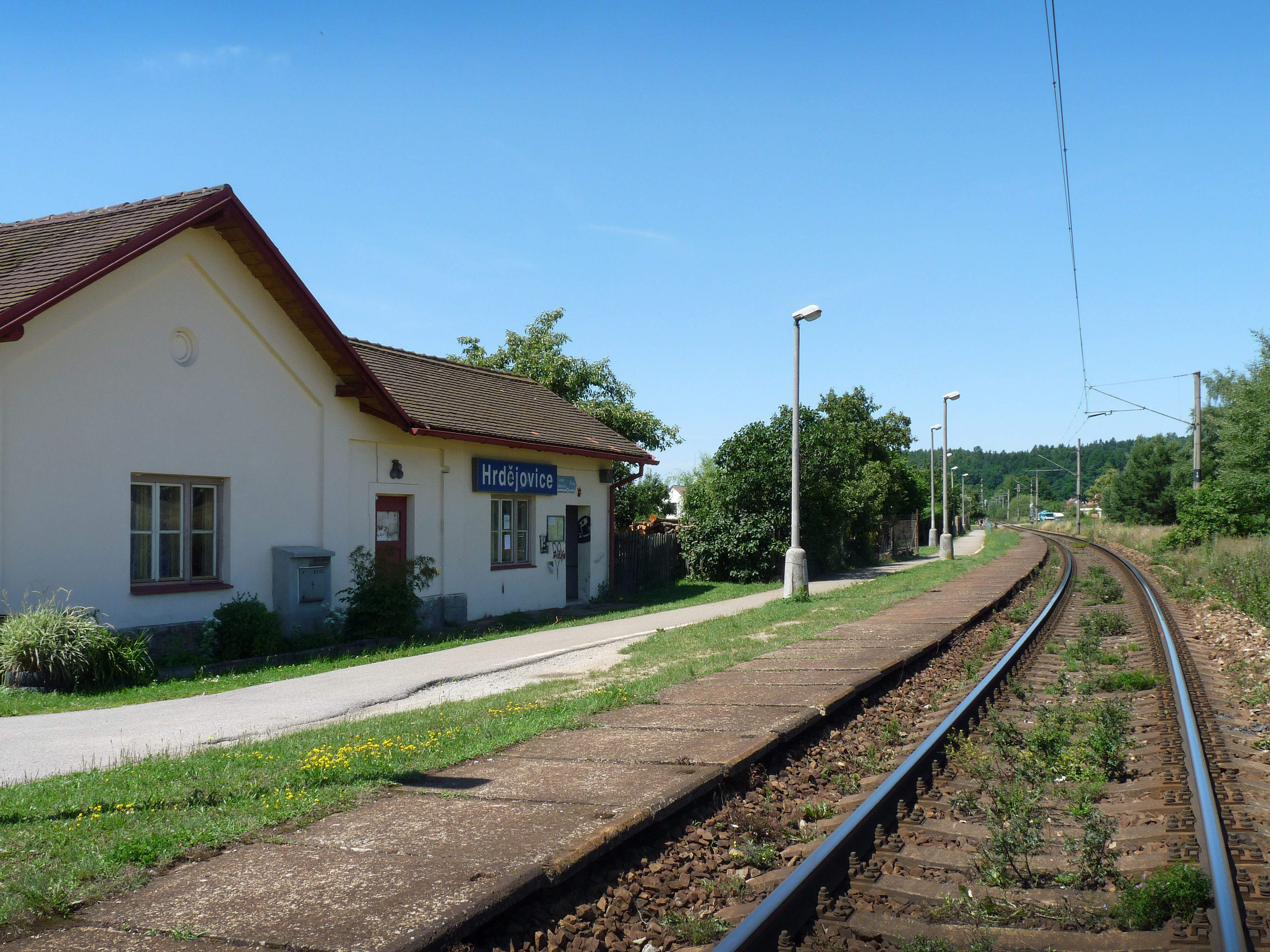
zastávka Hrdějovice (pásmo 102)
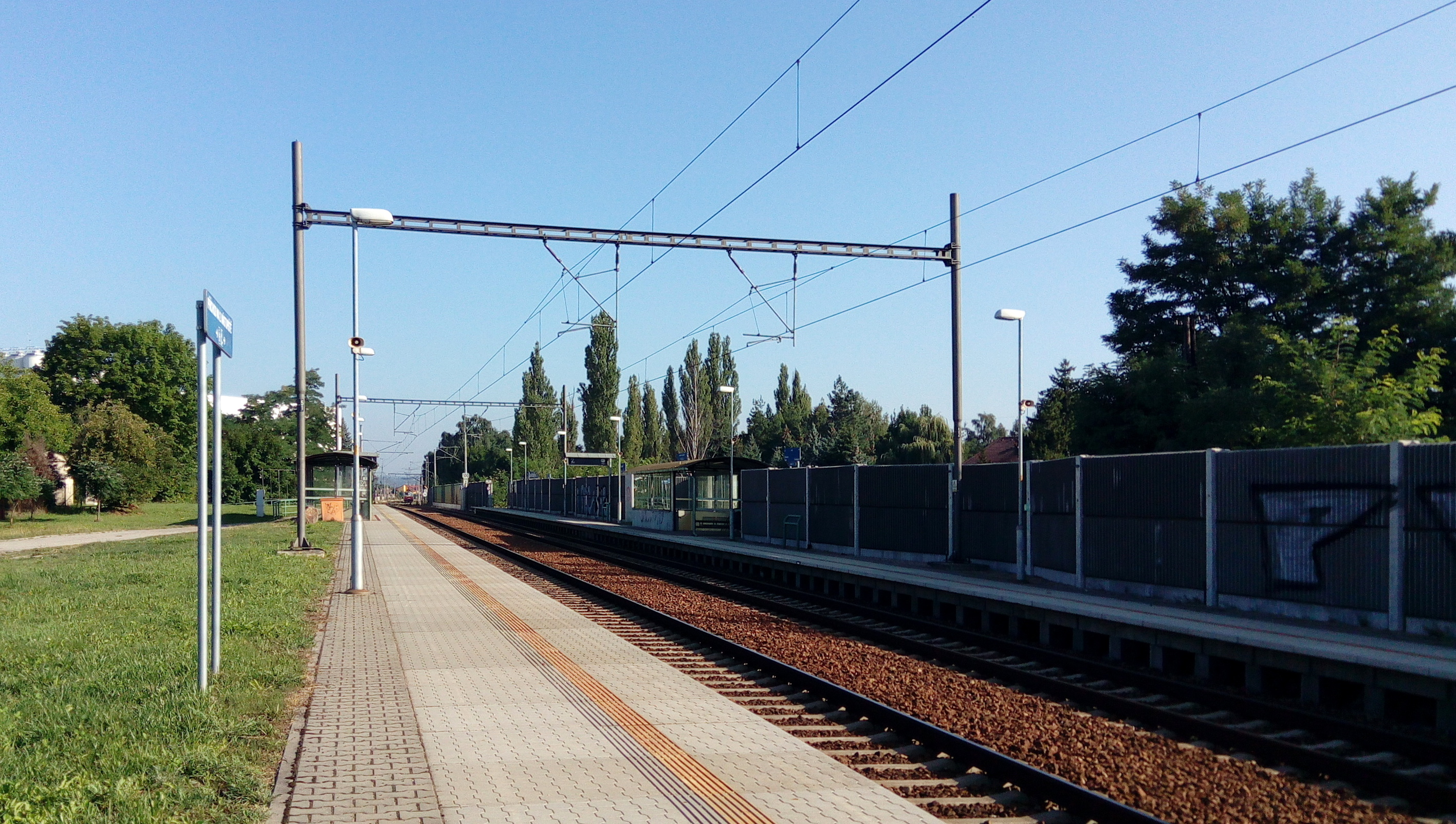
zastávka České Budějovice severní zastávka (pásmo 101)
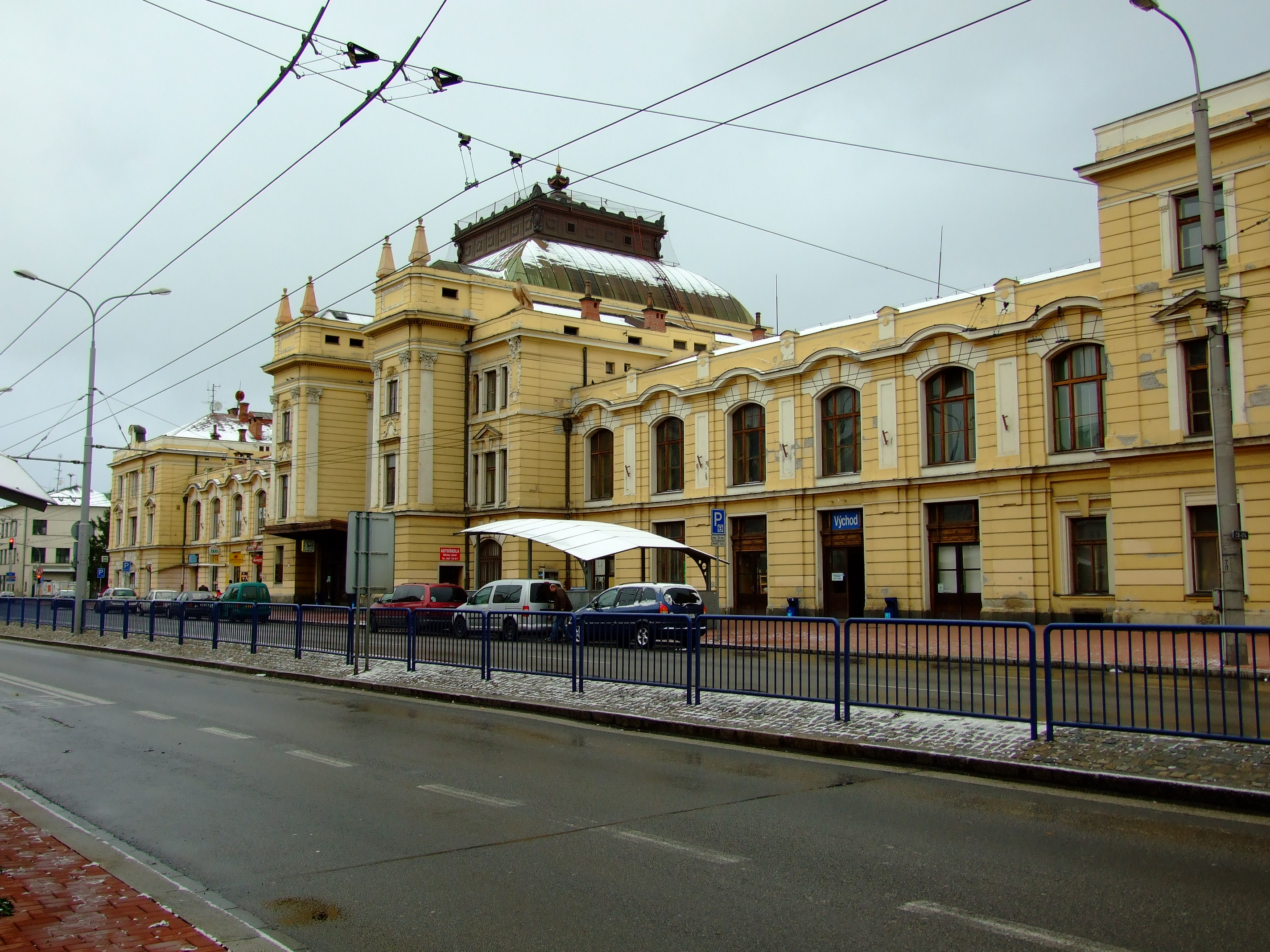
stanice České Budějovice (pásmo 101)

### Zrušené stanice a zastávky

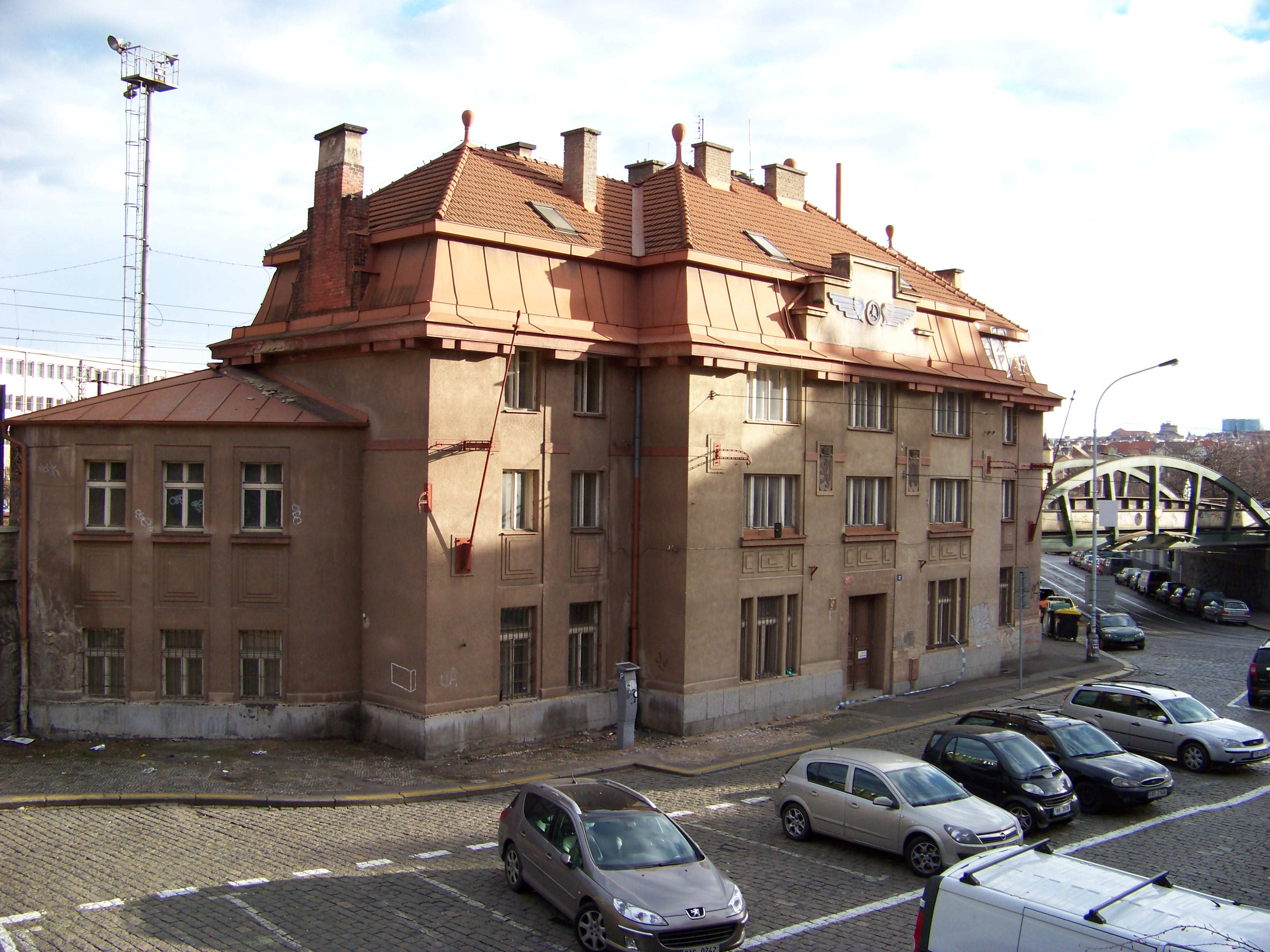
stanice Praha-Královské Vinohrady
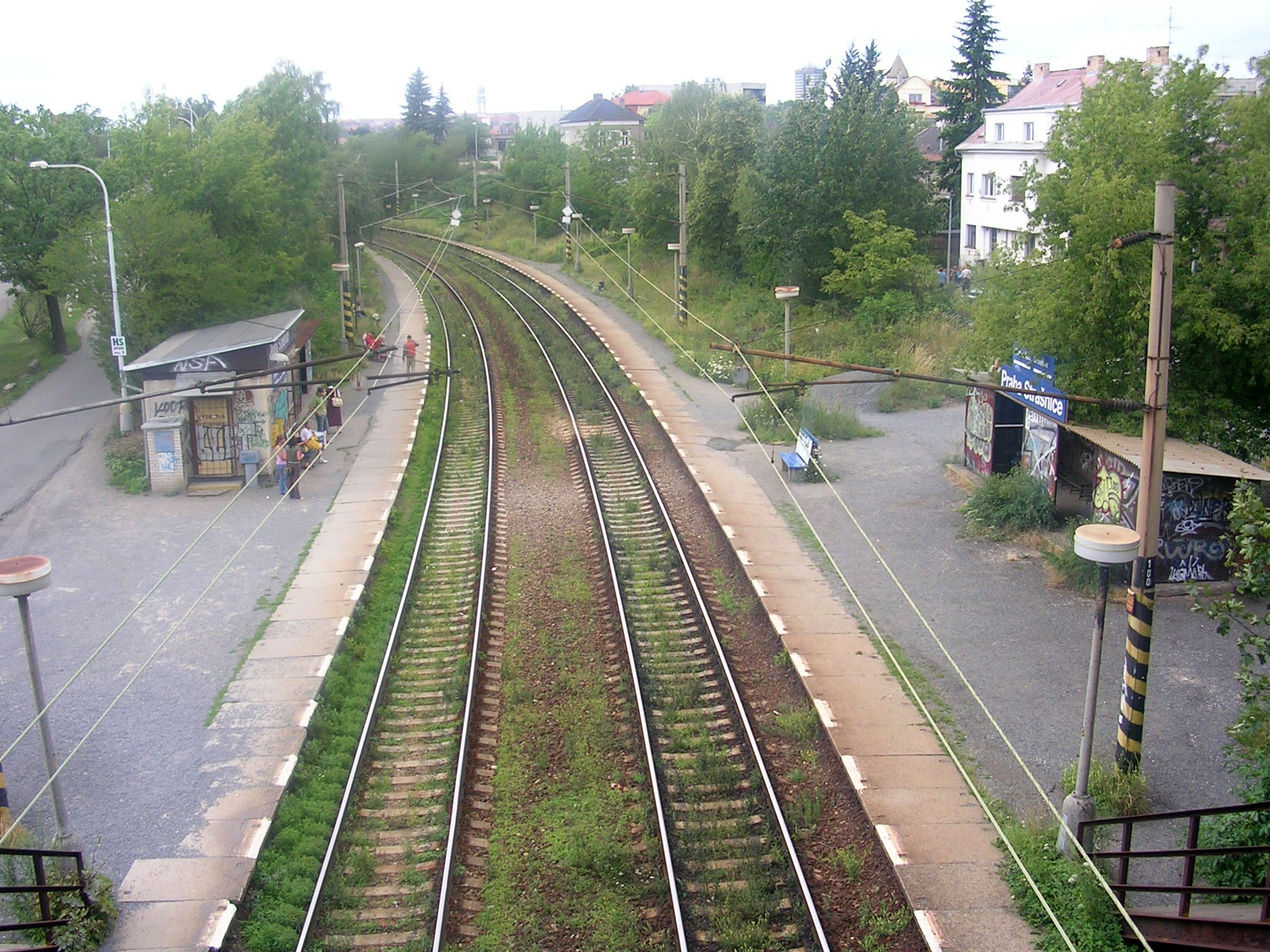
zastávka Praha-Strašnice zastávka
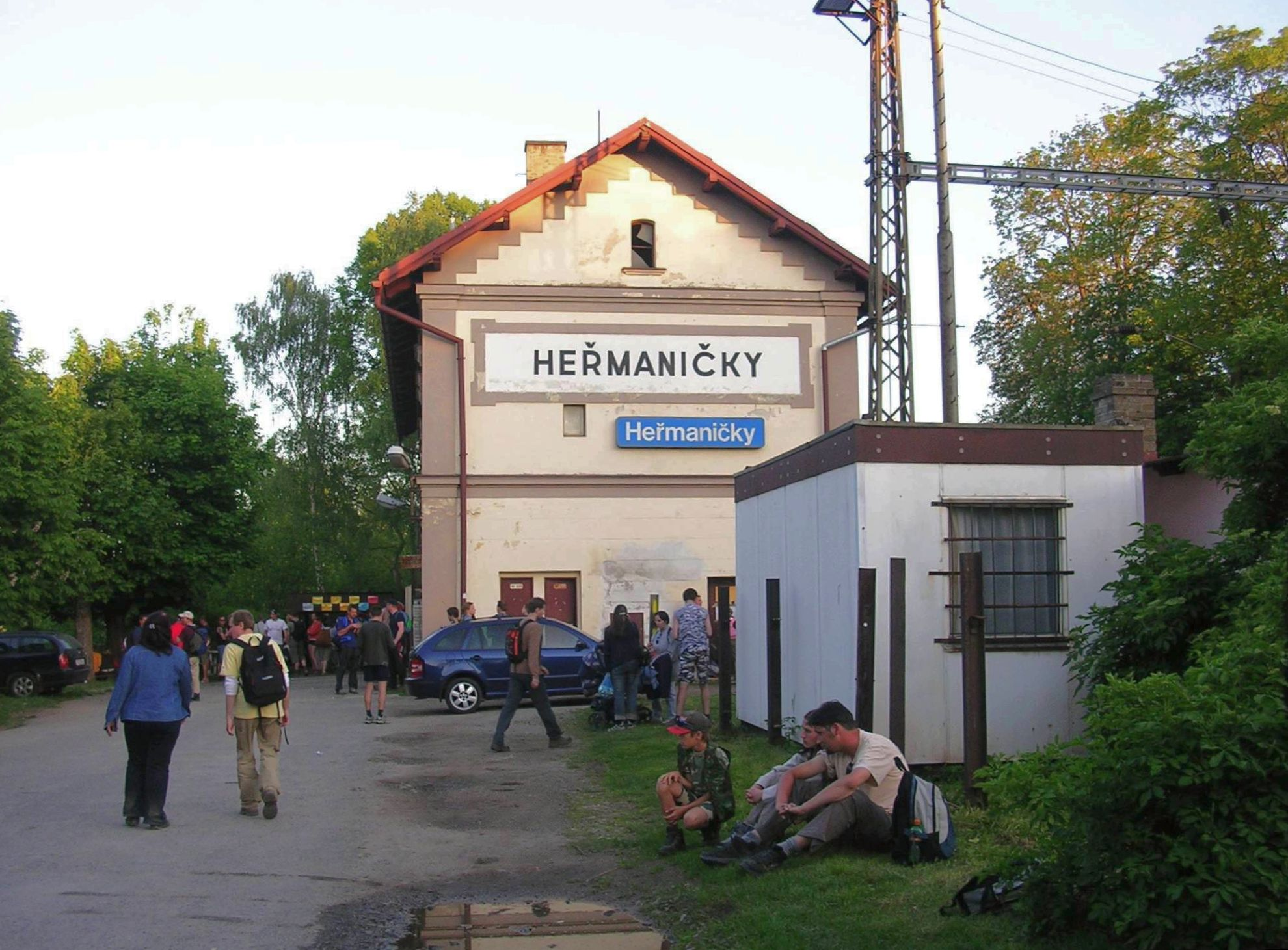
stanice Heřmaničky
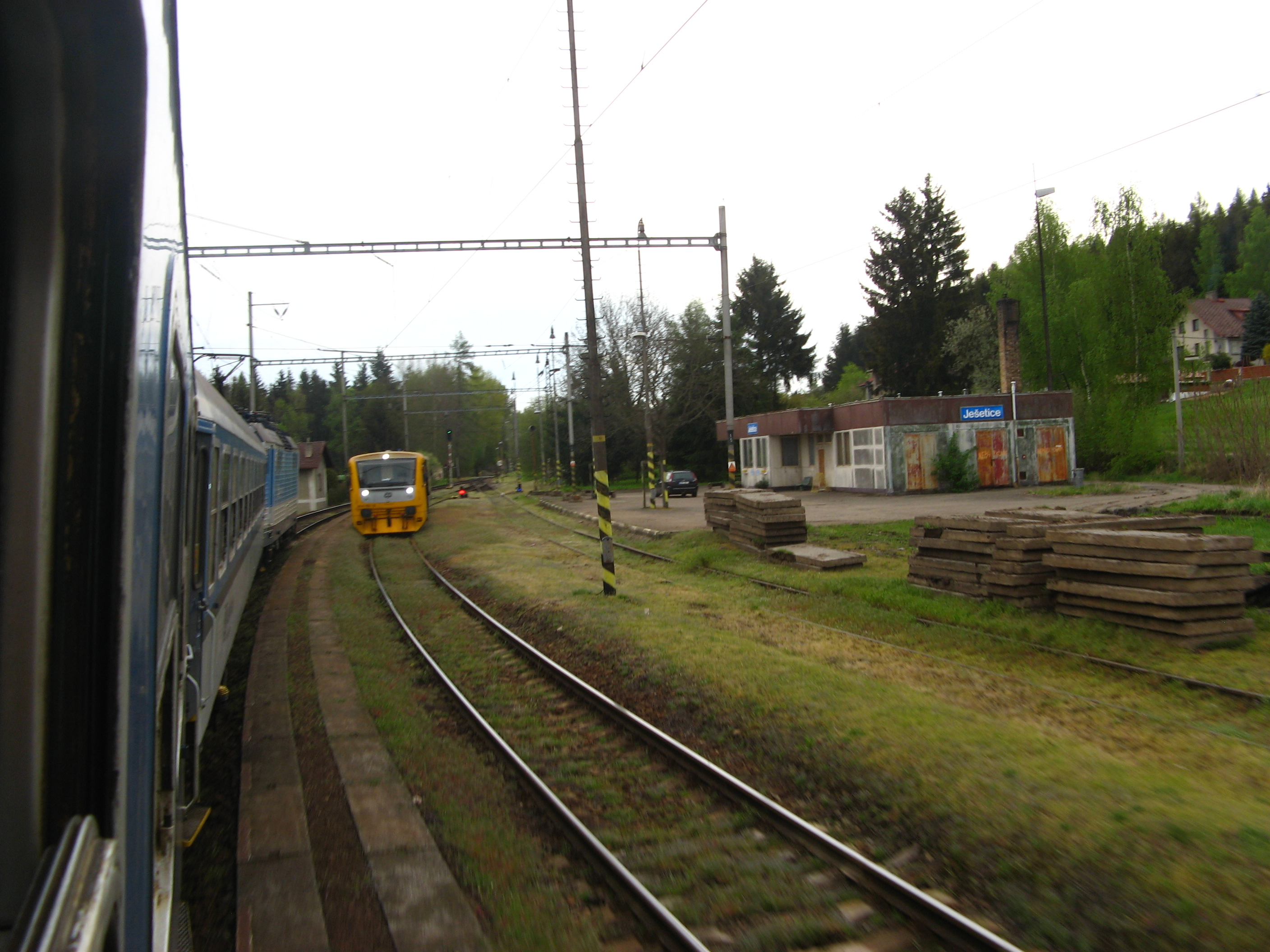
stanice Ješetice
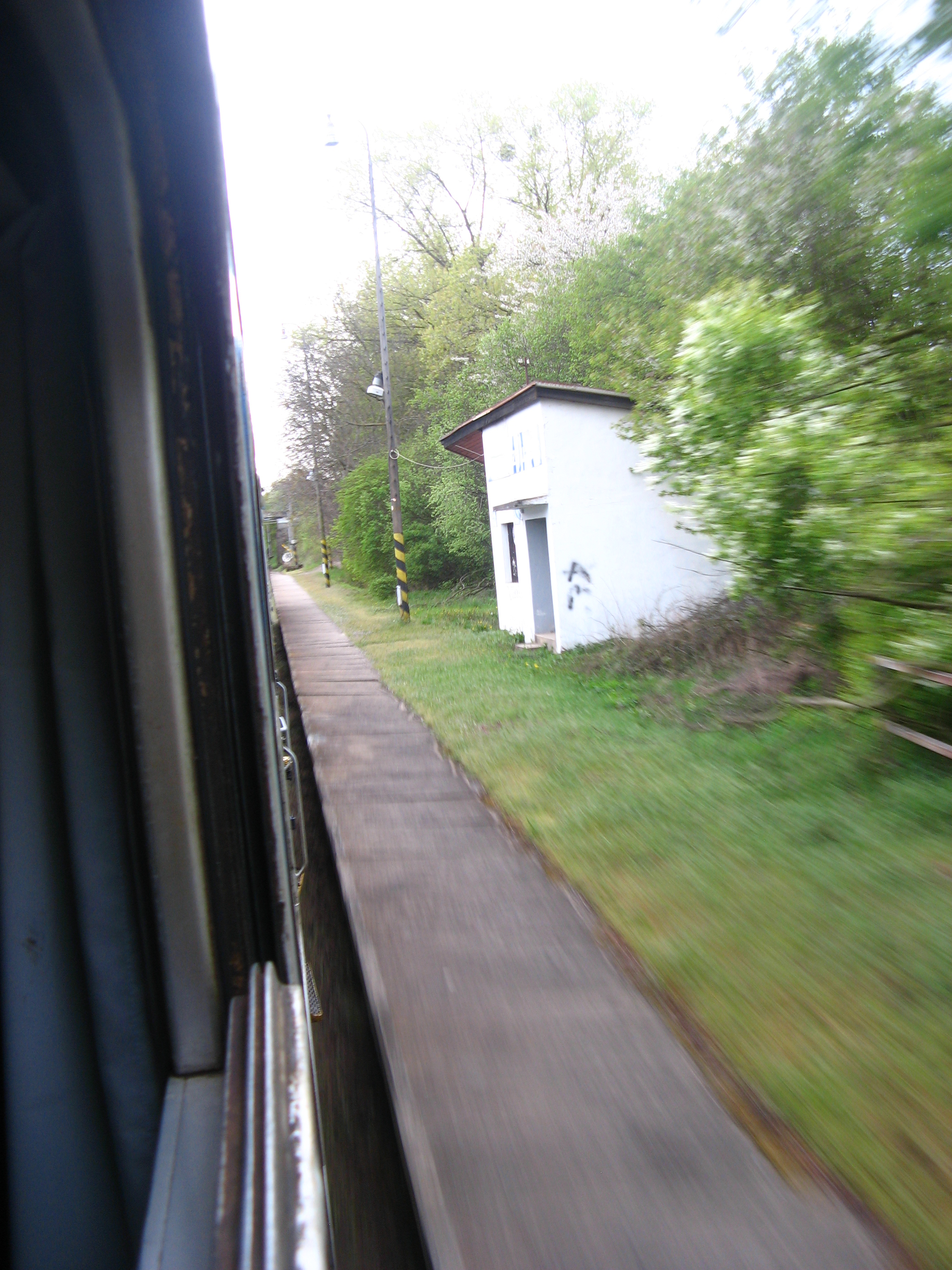
zastávka Červený Újezd u Votic
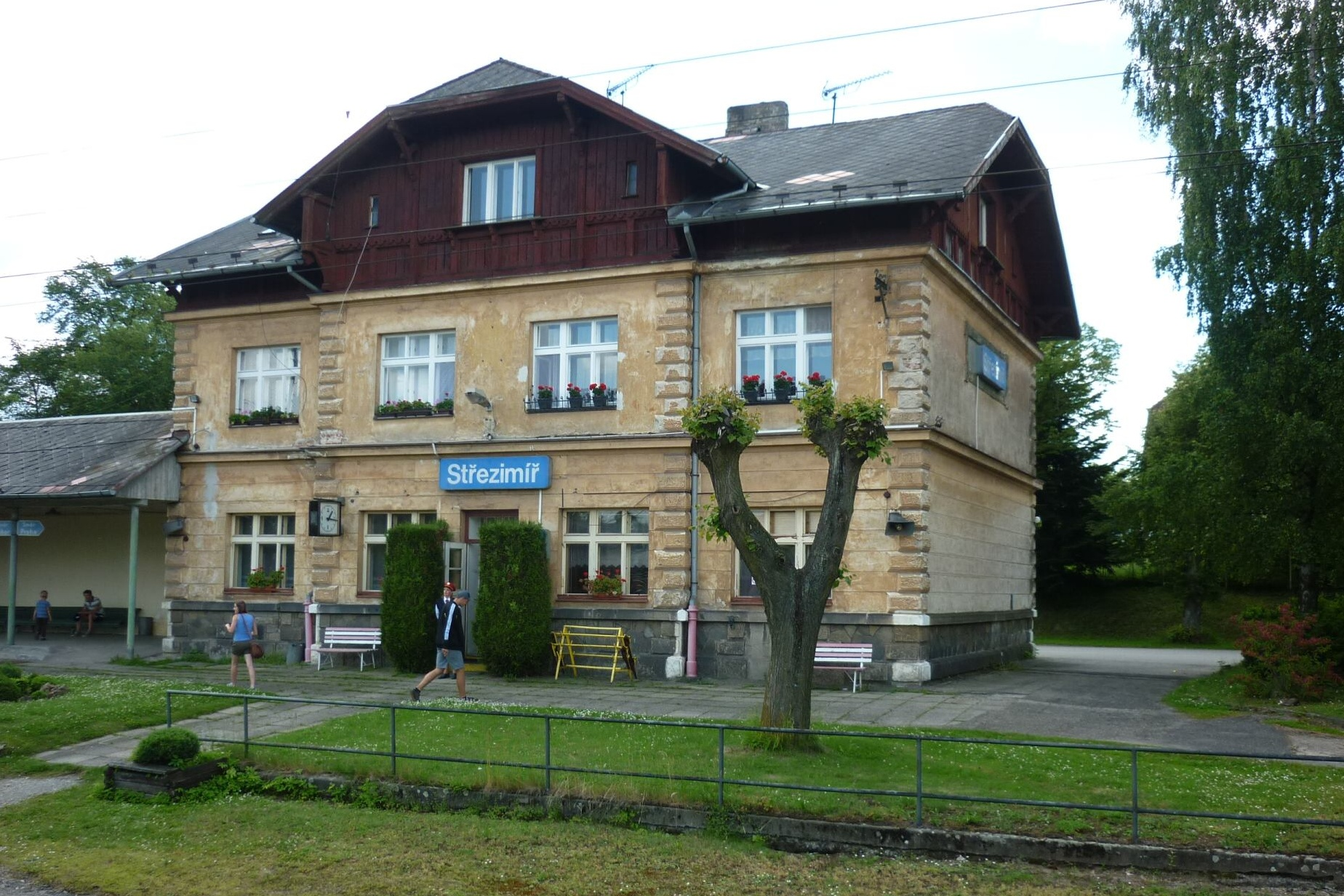
stanice Střezimíř
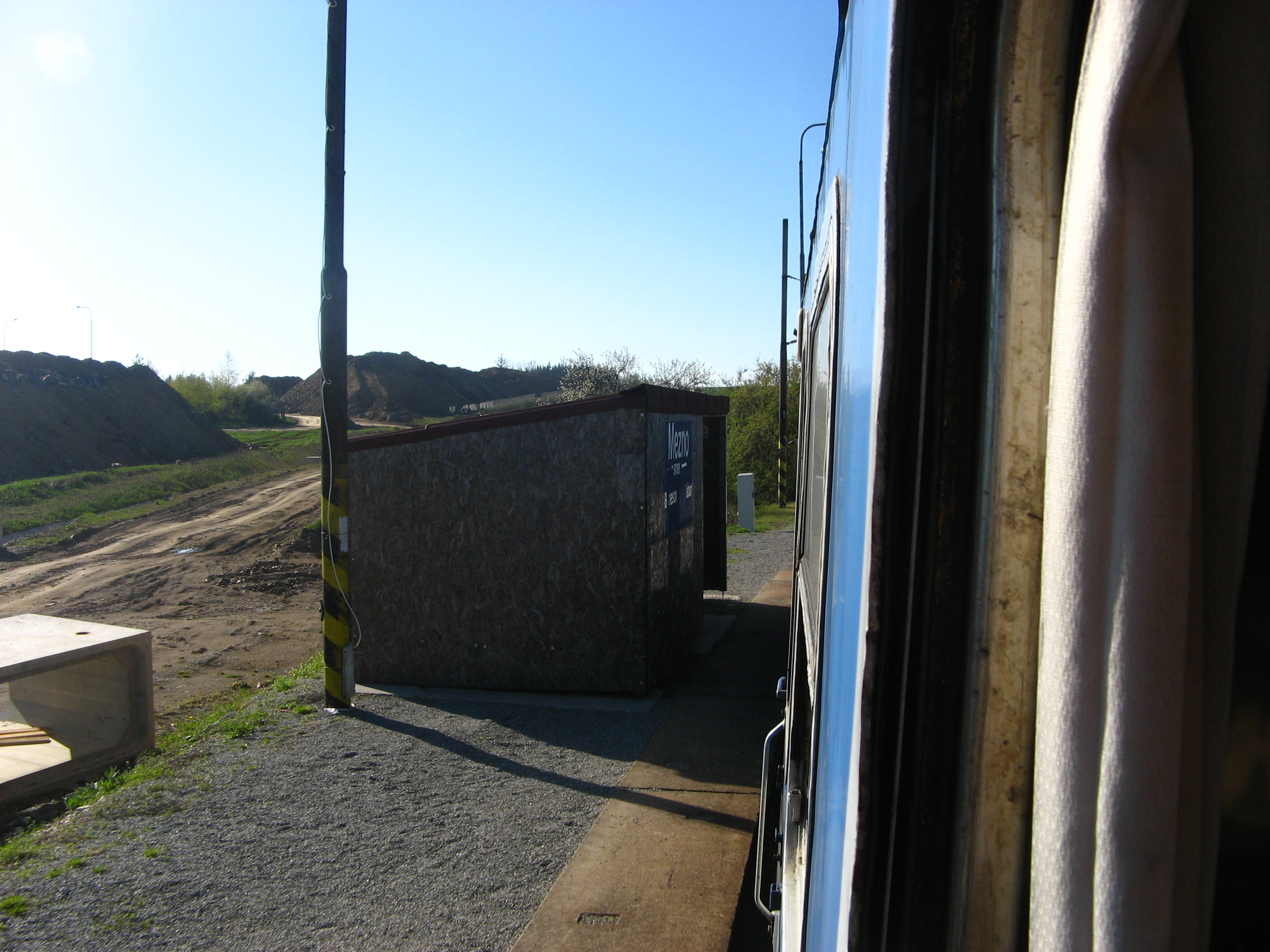
zastávka Mezno
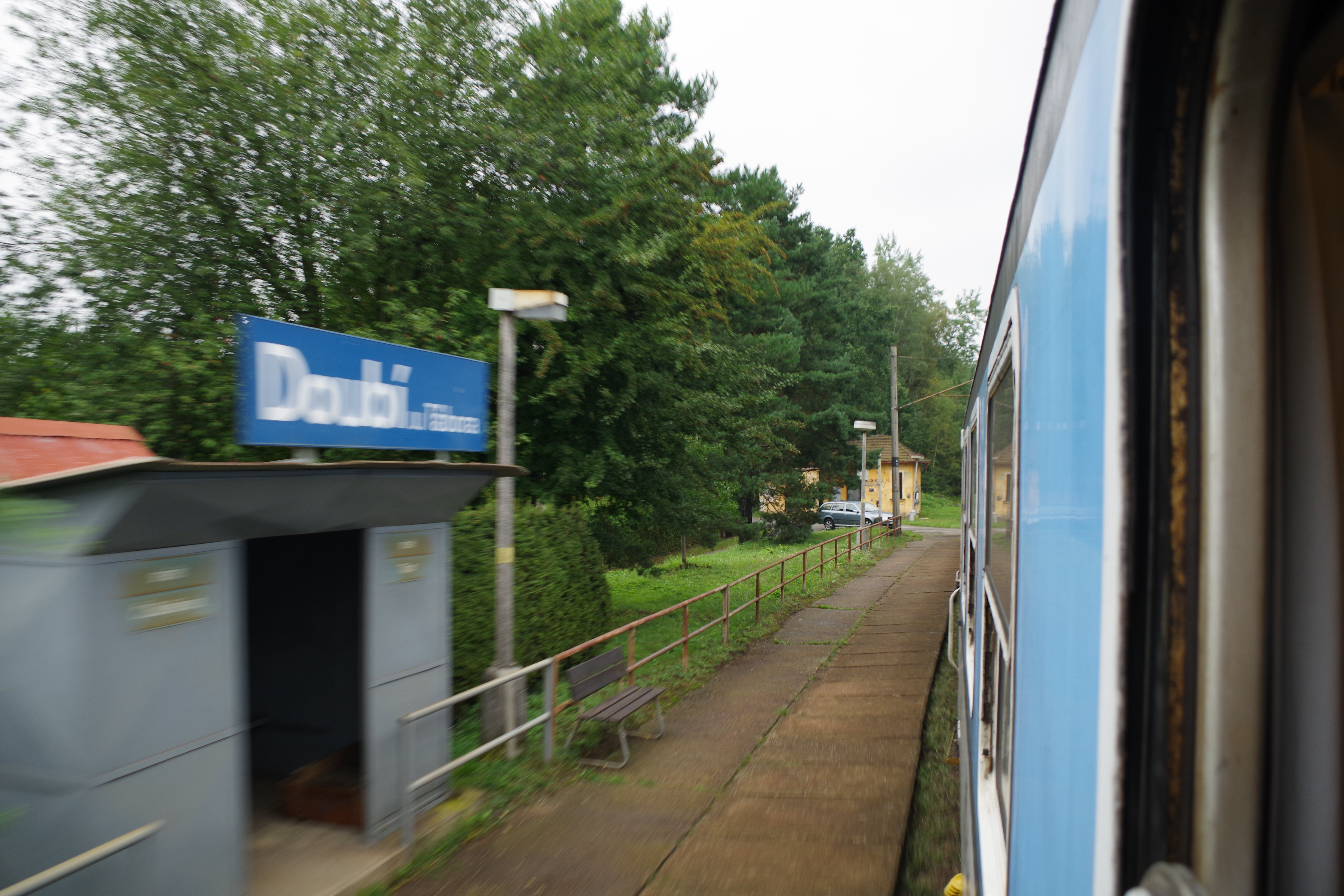
zastávka Doubí u Tábora
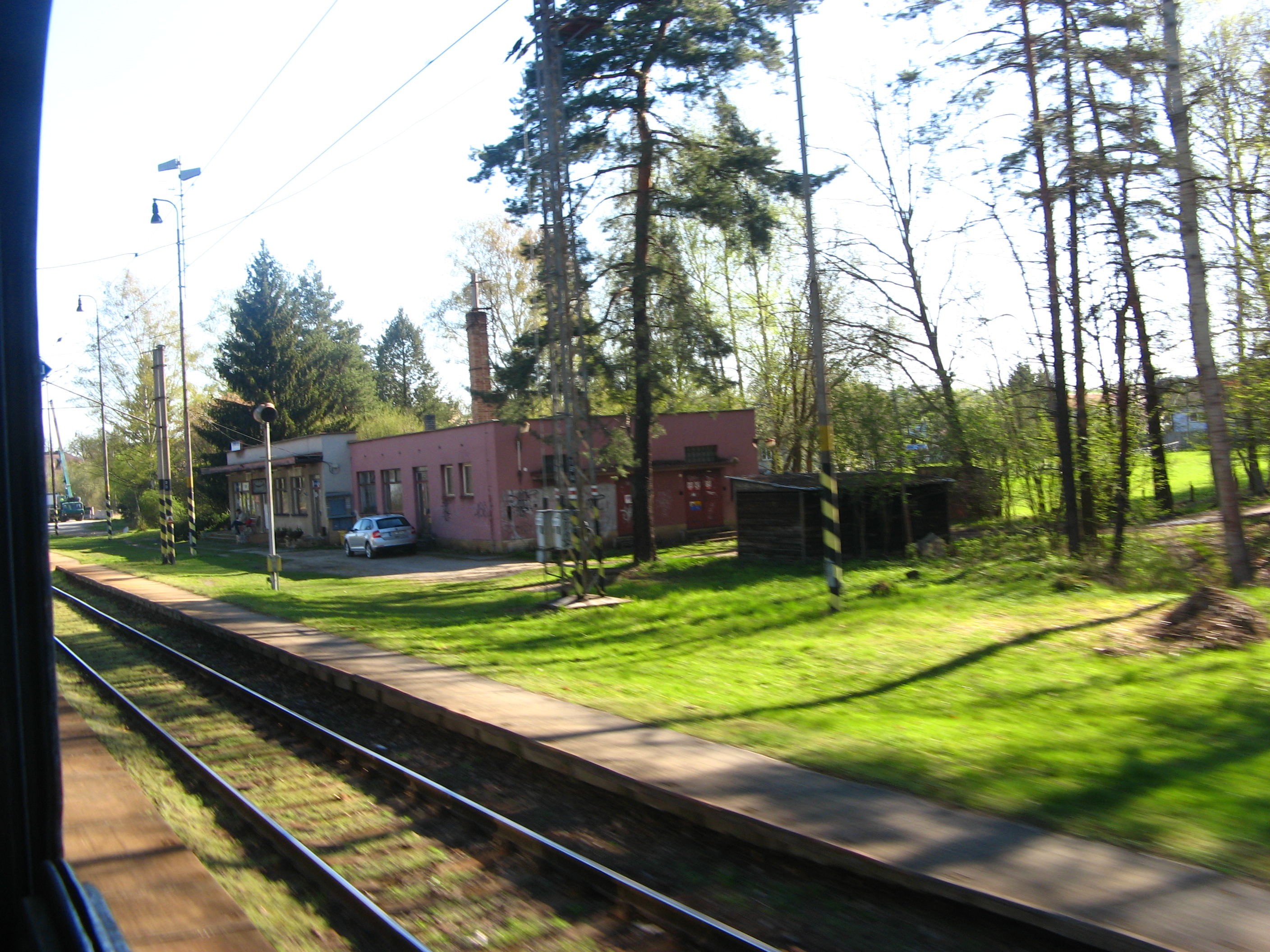
stanice Roudná